# 1865
Portal Geschichte | Portal Biografien | Aktuelle Ereignisse | Jahreskalender | Tagesartikel

◄ |
18. Jahrhundert |
19. Jahrhundert
| 20. Jahrhundert | ►

◄ |
1830er |
1840er |
1850er |
1860er
| 1870er | 1880er | 1890er | ►

◄◄ |
◄ |
1861 |
1862 |
1863 |
1864 |
1865
| 1866 | 1867 | 1868 | 1869 | ► | ►►
Staatsoberhäupter · Wahlen · Nekrolog · Kunstjahr · Literaturjahr · Musikjahr   · Sportjahr
| Januar | Januar | Januar | Januar | Januar | Januar | Januar | Januar |
| Kw     | Mo     | Di     | Mi     | Do     | Fr     | Sa     | So     |
| ------ | ------ | ------ | ------ | ------ | ------ | ------ | ------ |
| 52     |        |        |        |        |        |        | 1      |
| 1      | 2      | 3      | 4      | 5      | 6      | 7      | 8      |
| 2      | 9      | 10     | 11     | 12     | 13     | 14     | 15     |
| 3      | 16     | 17     | 18     | 19     | 20     | 21     | 22     |
| 4      | 23     | 24     | 25     | 26     | 27     | 28     | 29     |
| 5      | 30     | 31     |        |        |        |        |        |

| Februar | Februar | Februar | Februar | Februar | Februar | Februar | Februar |
| Kw      | Mo      | Di      | Mi      | Do      | Fr      | Sa      | So      |
| ------- | ------- | ------- | ------- | ------- | ------- | ------- | ------- |
| 5       |         |         | 1       | 2       | 3       | 4       | 5       |
| 6       | 6       | 7       | 8       | 9       | 10      | 11      | 12      |
| 7       | 13      | 14      | 15      | 16      | 17      | 18      | 19      |
| 8       | 20      | 21      | 22      | 23      | 24      | 25      | 26      |
| 9       | 27      | 28      |         |         |         |         |         |

| März | März | März | März | März | März | März | März |
| Kw   | Mo   | Di   | Mi   | Do   | Fr   | Sa   | So   |
| ---- | ---- | ---- | ---- | ---- | ---- | ---- | ---- |
| 9    |      |      | 1    | 2    | 3    | 4    | 5    |
| 10   | 6    | 7    | 8    | 9    | 10   | 11   | 12   |
| 11   | 13   | 14   | 15   | 16   | 17   | 18   | 19   |
| 12   | 20   | 21   | 22   | 23   | 24   | 25   | 26   |
| 13   | 27   | 28   | 29   | 30   | 31   |      |      |

| April | April | April | April | April | April | April | April |
| Kw    | Mo    | Di    | Mi    | Do    | Fr    | Sa    | So    |
| ----- | ----- | ----- | ----- | ----- | ----- | ----- | ----- |
| 13    |       |       |       |       |       | 1     | 2     |
| 14    | 3     | 4     | 5     | 6     | 7     | 8     | 9     |
| 15    | 10    | 11    | 12    | 13    | 14    | 15    | 16    |
| 16    | 17    | 18    | 19    | 20    | 21    | 22    | 23    |
| 17    | 24    | 25    | 26    | 27    | 28    | 29    | 30    |

| Mai | Mai | Mai | Mai | Mai | Mai | Mai | Mai |
| Kw  | Mo  | Di  | Mi  | Do  | Fr  | Sa  | So  |
| --- | --- | --- | --- | --- | --- | --- | --- |
| 18  | 1   | 2   | 3   | 4   | 5   | 6   | 7   |
| 19  | 8   | 9   | 10  | 11  | 12  | 13  | 14  |
| 20  | 15  | 16  | 17  | 18  | 19  | 20  | 21  |
| 21  | 22  | 23  | 24  | 25  | 26  | 27  | 28  |
| 22  | 29  | 30  | 31  |     |     |     |     |

| Juni | Juni | Juni | Juni | Juni | Juni | Juni | Juni |
| Kw   | Mo   | Di   | Mi   | Do   | Fr   | Sa   | So   |
| ---- | ---- | ---- | ---- | ---- | ---- | ---- | ---- |
| 22   |      |      |      | 1    | 2    | 3    | 4    |
| 23   | 5    | 6    | 7    | 8    | 9    | 10   | 11   |
| 24   | 12   | 13   | 14   | 15   | 16   | 17   | 18   |
| 25   | 19   | 20   | 21   | 22   | 23   | 24   | 25   |
| 26   | 26   | 27   | 28   | 29   | 30   |      |      |

| Juli | Juli | Juli | Juli | Juli | Juli | Juli | Juli |
| Kw   | Mo   | Di   | Mi   | Do   | Fr   | Sa   | So   |
| ---- | ---- | ---- | ---- | ---- | ---- | ---- | ---- |
| 26   |      |      |      |      |      | 1    | 2    |
| 27   | 3    | 4    | 5    | 6    | 7    | 8    | 9    |
| 28   | 10   | 11   | 12   | 13   | 14   | 15   | 16   |
| 29   | 17   | 18   | 19   | 20   | 21   | 22   | 23   |
| 30   | 24   | 25   | 26   | 27   | 28   | 29   | 30   |
| 31   | 31   |      |      |      |      |      |      |

| August | August | August | August | August | August | August | August |
| Kw     | Mo     | Di     | Mi     | Do     | Fr     | Sa     | So     |
| ------ | ------ | ------ | ------ | ------ | ------ | ------ | ------ |
| 31     |        | 1      | 2      | 3      | 4      | 5      | 6      |
| 32     | 7      | 8      | 9      | 10     | 11     | 12     | 13     |
| 33     | 14     | 15     | 16     | 17     | 18     | 19     | 20     |
| 34     | 21     | 22     | 23     | 24     | 25     | 26     | 27     |
| 35     | 28     | 29     | 30     | 31     |        |        |        |

| September | September | September | September | September | September | September | September |
| Kw        | Mo        | Di        | Mi        | Do        | Fr        | Sa        | So        |
| --------- | --------- | --------- | --------- | --------- | --------- | --------- | --------- |
| 35        |           |           |           |           | 1         | 2         | 3         |
| 36        | 4         | 5         | 6         | 7         | 8         | 9         | 10        |
| 37        | 11        | 12        | 13        | 14        | 15        | 16        | 17        |
| 38        | 18        | 19        | 20        | 21        | 22        | 23        | 24        |
| 39        | 25        | 26        | 27        | 28        | 29        | 30        |           |

| Oktober | Oktober | Oktober | Oktober | Oktober | Oktober | Oktober | Oktober |
| Kw      | Mo      | Di      | Mi      | Do      | Fr      | Sa      | So      |
| ------- | ------- | ------- | ------- | ------- | ------- | ------- | ------- |
| 39      |         |         |         |         |         |         | 1       |
| 40      | 2       | 3       | 4       | 5       | 6       | 7       | 8       |
| 41      | 9       | 10      | 11      | 12      | 13      | 14      | 15      |
| 42      | 16      | 17      | 18      | 19      | 20      | 21      | 22      |
| 43      | 23      | 24      | 25      | 26      | 27      | 28      | 29      |
| 44      | 30      | 31      |         |         |         |         |         |

| November | November | November | November | November | November | November | November |
| Kw       | Mo       | Di       | Mi       | Do       | Fr       | Sa       | So       |
| -------- | -------- | -------- | -------- | -------- | -------- | -------- | -------- |
| 44       |          |          | 1        | 2        | 3        | 4        | 5        |
| 45       | 6        | 7        | 8        | 9        | 10       | 11       | 12       |
| 46       | 13       | 14       | 15       | 16       | 17       | 18       | 19       |
| 47       | 20       | 21       | 22       | 23       | 24       | 25       | 26       |
| 48       | 27       | 28       | 29       | 30       |          |          |          |

| Dezember | Dezember | Dezember | Dezember | Dezember | Dezember | Dezember | Dezember |
| Kw       | Mo       | Di       | Mi       | Do       | Fr       | Sa       | So       |
| -------- | -------- | -------- | -------- | -------- | -------- | -------- | -------- |
| 48       |          |          |          |          | 1        | 2        | 3        |
| 49       | 4        | 5        | 6        | 7        | 8        | 9        | 10       |
| 50       | 11       | 12       | 13       | 14       | 15       | 16       | 17       |
| 51       | 18       | 19       | 20       | 21       | 22       | 23       | 24       |
| 52       | 25       | 26       | 27       | 28       | 29       | 30       | 31       |

| Januar | Januar | Januar | Januar | Januar | Januar | Januar | Januar |
| Kw     | Mo     | Di     | Mi     | Do     | Fr     | Sa     | So     |
| ------ | ------ | ------ | ------ | ------ | ------ | ------ | ------ |
| 52     |        |        |        |        |        |        | 1      |
| 1      | 2      | 3      | 4      | 5      | 6      | 7      | 8      |
| 2      | 9      | 10     | 11     | 12     | 13     | 14     | 15     |
| 3      | 16     | 17     | 18     | 19     | 20     | 21     | 22     |
| 4      | 23     | 24     | 25     | 26     | 27     | 28     | 29     |
| 5      | 30     | 31     |        |        |        |        |        |

| Februar | Februar | Februar | Februar | Februar | Februar | Februar | Februar |
| Kw      | Mo      | Di      | Mi      | Do      | Fr      | Sa      | So      |
| ------- | ------- | ------- | ------- | ------- | ------- | ------- | ------- |
| 5       |         |         | 1       | 2       | 3       | 4       | 5       |
| 6       | 6       | 7       | 8       | 9       | 10      | 11      | 12      |
| 7       | 13      | 14      | 15      | 16      | 17      | 18      | 19      |
| 8       | 20      | 21      | 22      | 23      | 24      | 25      | 26      |
| 9       | 27      | 28      |         |         |         |         |         |

| März | März | März | März | März | März | März | März |
| Kw   | Mo   | Di   | Mi   | Do   | Fr   | Sa   | So   |
| ---- | ---- | ---- | ---- | ---- | ---- | ---- | ---- |
| 9    |      |      | 1    | 2    | 3    | 4    | 5    |
| 10   | 6    | 7    | 8    | 9    | 10   | 11   | 12   |
| 11   | 13   | 14   | 15   | 16   | 17   | 18   | 19   |
| 12   | 20   | 21   | 22   | 23   | 24   | 25   | 26   |
| 13   | 27   | 28   | 29   | 30   | 31   |      |      |

| April | April | April | April | April | April | April | April |
| Kw    | Mo    | Di    | Mi    | Do    | Fr    | Sa    | So    |
| ----- | ----- | ----- | ----- | ----- | ----- | ----- | ----- |
| 13    |       |       |       |       |       | 1     | 2     |
| 14    | 3     | 4     | 5     | 6     | 7     | 8     | 9     |
| 15    | 10    | 11    | 12    | 13    | 14    | 15    | 16    |
| 16    | 17    | 18    | 19    | 20    | 21    | 22    | 23    |
| 17    | 24    | 25    | 26    | 27    | 28    | 29    | 30    |

| Mai | Mai | Mai | Mai | Mai | Mai | Mai | Mai |
| Kw  | Mo  | Di  | Mi  | Do  | Fr  | Sa  | So  |
| --- | --- | --- | --- | --- | --- | --- | --- |
| 18  | 1   | 2   | 3   | 4   | 5   | 6   | 7   |
| 19  | 8   | 9   | 10  | 11  | 12  | 13  | 14  |
| 20  | 15  | 16  | 17  | 18  | 19  | 20  | 21  |
| 21  | 22  | 23  | 24  | 25  | 26  | 27  | 28  |
| 22  | 29  | 30  | 31  |     |     |     |     |

| Juni | Juni | Juni | Juni | Juni | Juni | Juni | Juni |
| Kw   | Mo   | Di   | Mi   | Do   | Fr   | Sa   | So   |
| ---- | ---- | ---- | ---- | ---- | ---- | ---- | ---- |
| 22   |      |      |      | 1    | 2    | 3    | 4    |
| 23   | 5    | 6    | 7    | 8    | 9    | 10   | 11   |
| 24   | 12   | 13   | 14   | 15   | 16   | 17   | 18   |
| 25   | 19   | 20   | 21   | 22   | 23   | 24   | 25   |
| 26   | 26   | 27   | 28   | 29   | 30   |      |      |

| Juli | Juli | Juli | Juli | Juli | Juli | Juli | Juli |
| Kw   | Mo   | Di   | Mi   | Do   | Fr   | Sa   | So   |
| ---- | ---- | ---- | ---- | ---- | ---- | ---- | ---- |
| 26   |      |      |      |      |      | 1    | 2    |
| 27   | 3    | 4    | 5    | 6    | 7    | 8    | 9    |
| 28   | 10   | 11   | 12   | 13   | 14   | 15   | 16   |
| 29   | 17   | 18   | 19   | 20   | 21   | 22   | 23   |
| 30   | 24   | 25   | 26   | 27   | 28   | 29   | 30   |
| 31   | 31   |      |      |      |      |      |      |

| August | August | August | August | August | August | August | August |
| Kw     | Mo     | Di     | Mi     | Do     | Fr     | Sa     | So     |
| ------ | ------ | ------ | ------ | ------ | ------ | ------ | ------ |
| 31     |        | 1      | 2      | 3      | 4      | 5      | 6      |
| 32     | 7      | 8      | 9      | 10     | 11     | 12     | 13     |
| 33     | 14     | 15     | 16     | 17     | 18     | 19     | 20     |
| 34     | 21     | 22     | 23     | 24     | 25     | 26     | 27     |
| 35     | 28     | 29     | 30     | 31     |        |        |        |

| September | September | September | September | September | September | September | September |
| Kw        | Mo        | Di        | Mi        | Do        | Fr        | Sa        | So        |
| --------- | --------- | --------- | --------- | --------- | --------- | --------- | --------- |
| 35        |           |           |           |           | 1         | 2         | 3         |
| 36        | 4         | 5         | 6         | 7         | 8         | 9         | 10        |
| 37        | 11        | 12        | 13        | 14        | 15        | 16        | 17        |
| 38        | 18        | 19        | 20        | 21        | 22        | 23        | 24        |
| 39        | 25        | 26        | 27        | 28        | 29        | 30        |           |

| Oktober | Oktober | Oktober | Oktober | Oktober | Oktober | Oktober | Oktober |
| Kw      | Mo      | Di      | Mi      | Do      | Fr      | Sa      | So      |
| ------- | ------- | ------- | ------- | ------- | ------- | ------- | ------- |
| 39      |         |         |         |         |         |         | 1       |
| 40      | 2       | 3       | 4       | 5       | 6       | 7       | 8       |
| 41      | 9       | 10      | 11      | 12      | 13      | 14      | 15      |
| 42      | 16      | 17      | 18      | 19      | 20      | 21      | 22      |
| 43      | 23      | 24      | 25      | 26      | 27      | 28      | 29      |
| 44      | 30      | 31      |         |         |         |         |         |

| November | November | November | November | November | November | November | November |
| Kw       | Mo       | Di       | Mi       | Do       | Fr       | Sa       | So       |
| -------- | -------- | -------- | -------- | -------- | -------- | -------- | -------- |
| 44       |          |          | 1        | 2        | 3        | 4        | 5        |
| 45       | 6        | 7        | 8        | 9        | 10       | 11       | 12       |
| 46       | 13       | 14       | 15       | 16       | 17       | 18       | 19       |
| 47       | 20       | 21       | 22       | 23       | 24       | 25       | 26       |
| 48       | 27       | 28       | 29       | 30       |          |          |          |

| Dezember | Dezember | Dezember | Dezember | Dezember | Dezember | Dezember | Dezember |
| Kw       | Mo       | Di       | Mi       | Do       | Fr       | Sa       | So       |
| -------- | -------- | -------- | -------- | -------- | -------- | -------- | -------- |
| 48       |          |          |          |          | 1        | 2        | 3        |
| 49       | 4        | 5        | 6        | 7        | 8        | 9        | 10       |
| 50       | 11       | 12       | 13       | 14       | 15       | 16       | 17       |
| 51       | 18       | 19       | 20       | 21       | 22       | 23       | 24       |
| 52       | 25       | 26       | 27       | 28       | 29       | 30       | 31       |

Im Jahr 1865 endet der amerikanische Sezessionskrieg. Die Sklaverei wird im gesamten Bundesgebiet der Vereinigten Staaten abgeschafft, die Konföderation wird aufgelöst und die Zeit der Reconstruction, der Wiedereingliederung der in den Jahren 1860/61 aus der Union ausgetretenen Südstaaten beginnt. Kurz nach Kriegsende wird jedoch Präsident Abraham Lincoln, der erst Anfang des Jahres seine zweite Amtszeit angetreten hat, ermordet.
| Chronologie                                                            | Chronologie |
| ---------------------------------------------------------------------- | ----------- |
|                                                                        |             |
| Andauernde Ereignisse                                                  |             |
| Französische Intervention in Mexiko (seit 1861)                        |             |
| Preußischer Verfassungskonflikt (seit 1860)                            |             |
| Rotativismo in Portugal (seit 1856)                                    |             |
| Nian-Aufstand (seit 1853) gegen die Qing-Dynastie in China (seit 1644) |             |
| Bakumatsu (seit 1853) der Edo-Zeit in Japan (seit 1603)                |             |
| Zweites Kaiserreich in Frankreich (seit 1852)                          |             |
| Gründerzeit in Deutschland und Österreich (seit etwa 1840)             |             |
| Tanzimat-Reformen im Osmanischen Reich (seit 1839)                     |             |
| Viktorianisches Zeitalter in Großbritannien (seit 1837)                |             |

## Ereignisse

### Politik und Weltgeschehen

#### Vereinigte Staaten von Amerika

##### Sezessionskrieg

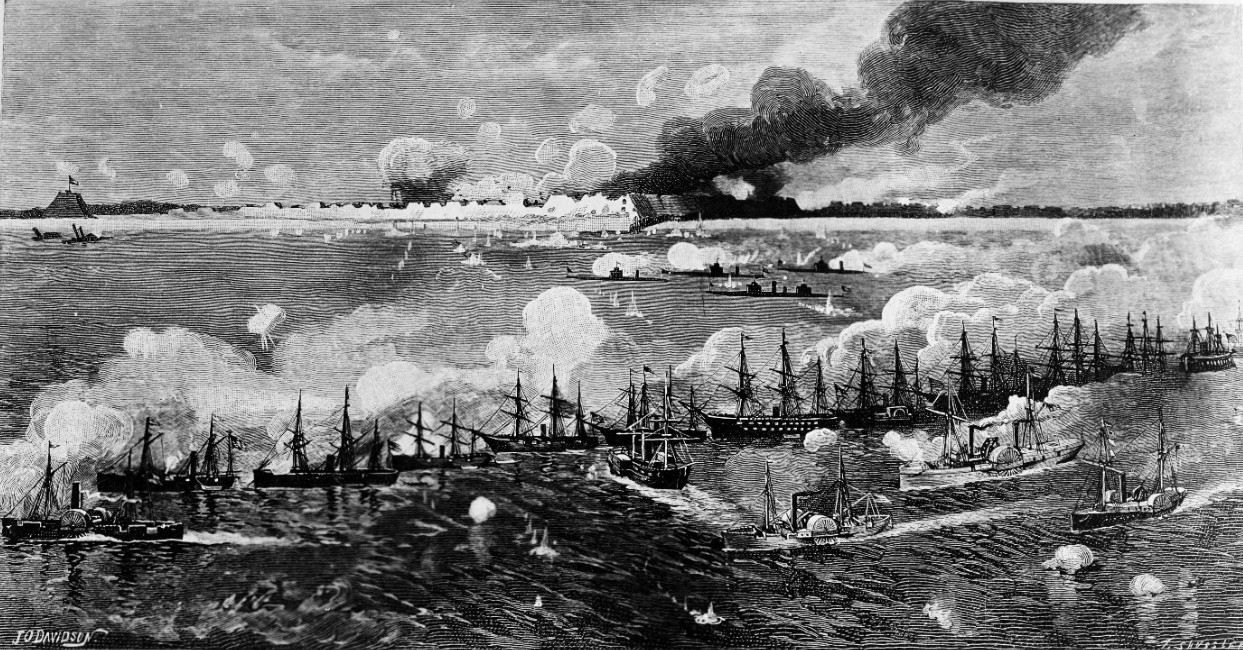
Schiffe des Nordatlantik Blockadegeschwaders beim Vorbereitungsfeuer für den Angriff vom 15. Januar

- 12. bis 15. Januar: Mit der größten amphibischen Landungsaktion vor dem Zweiten Weltkrieg erobert die Armee der Vereinigten Staaten unter Alfred Terry im zweiten Anlauf das konföderierte Fort Fisher. Am 16. Januar explodiert das Pulvermagazin im Fort und reißt rund 200 Soldaten auf beiden Seiten in den Tod.

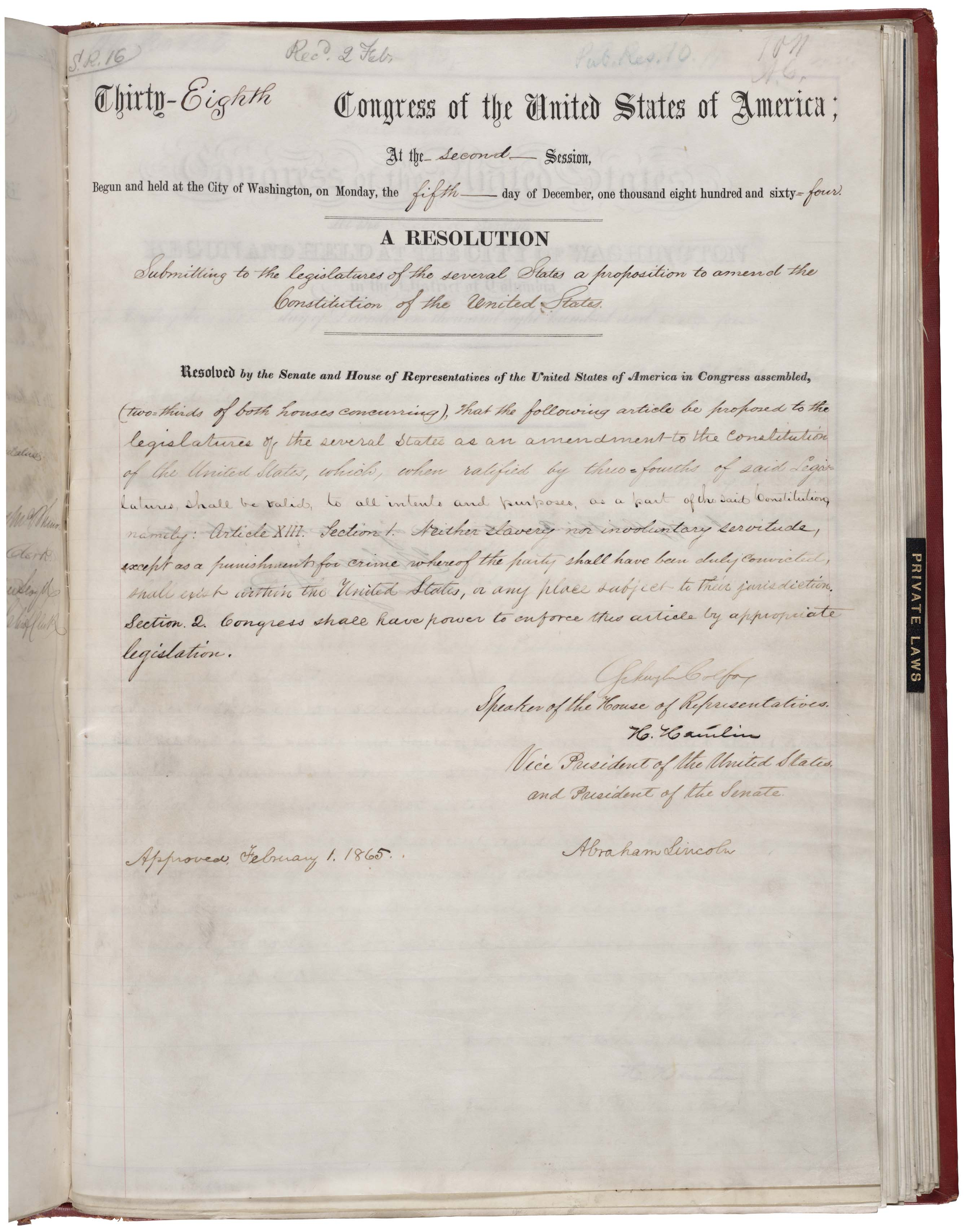
Das Originaldokument des 13. Verfassungszusatzes

- 31. Januar: Der Kongress der Vereinigten Staaten beschließt den 13. Zusatzartikel zur Verfassung der Vereinigten Staaten, mit dem die Sklaverei auf dem gesamten Gebiet der Vereinigten Staaten endgültig abgeschafft wird. Illinois ratifiziert den Zusatz als erster Bundesstaat gleich am folgenden Tag, gefolgt von Rhode Island und Michigan am 2. Februar. Der erste Verfassungszusatz seit mehr als 60 Jahren tritt am 18. Dezember in Kraft.
- 31. Januar: Der vom Kongress der Konföderierten Staaten neu geschaffene Posten des Oberbefehlshabers der Confederate States Army wird mit General Robert E. Lee besetzt.
- Anfang Februar: Nach sechswöchigem Aufenthalt in Savannah, Georgia, setzt General William T. Sherman seinen Marsch Richtung South und North Carolina fort.
- 10. Februar: Mit drei Stimmen Mehrheit beschließt der Kongress der Konföderierten Staaten die Negro Soldier Bill, die den Präsidenten ermächtigt, bis zu 200.000 Sklaven als Soldaten einzuberufen. Der Senat lehnt das Gesetz zunächst ab. Mit einer am 14. Februar abgeänderten Gesetzesfassung, dem sogenannten Amendment To the Negro Soldier Bill stimmt schließlich die Mehrheit des Senats dem Gesetz zu. Präsident Jefferson Davis unterzeichnet das Gesetz am 13. März, das der mit der Durchführung beauftragte Adjutant and Inspector General Samuel Cooper am 23. März mit der General Order No. 14 für das Heer umsetzt.

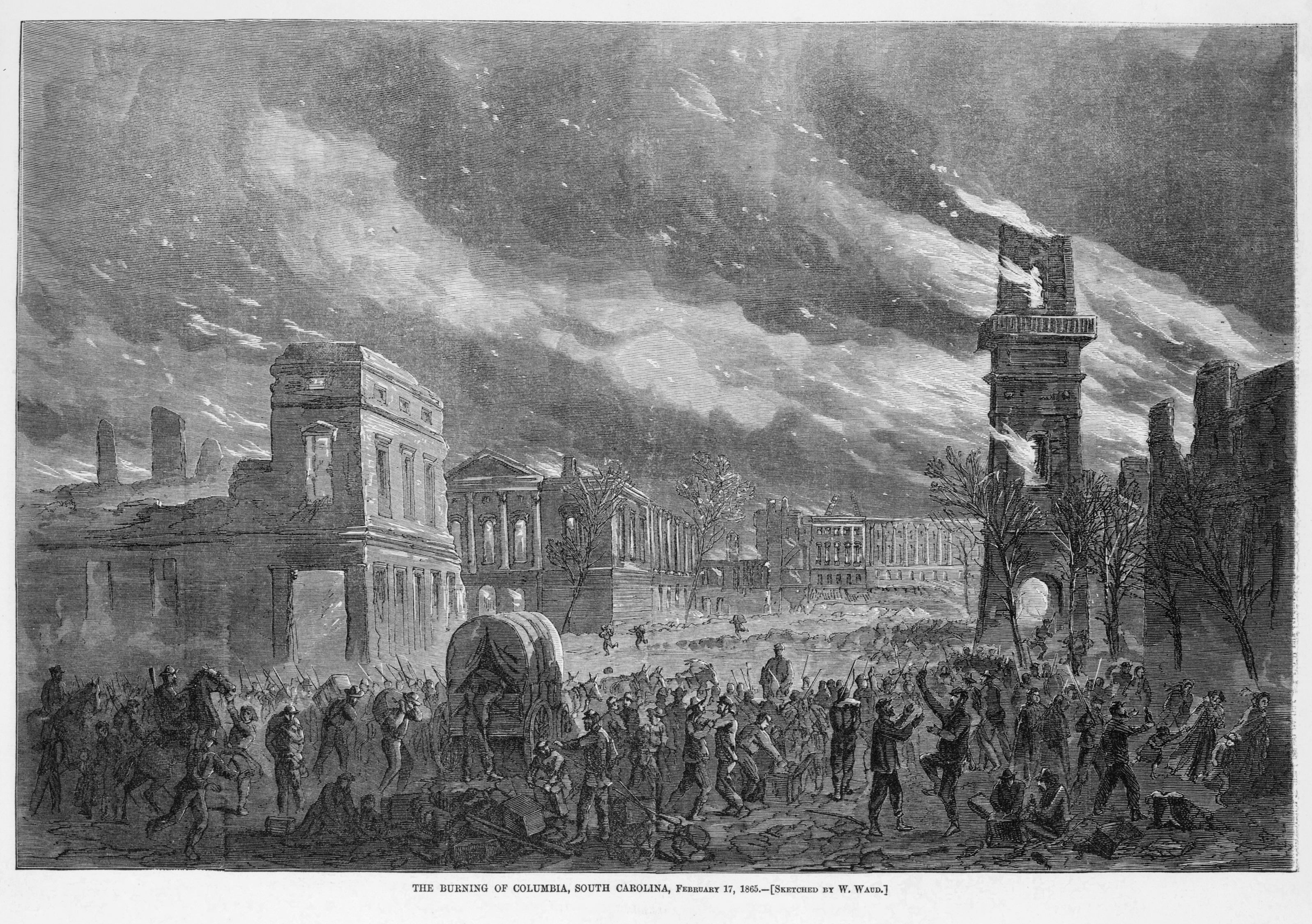
The Burning of Columbia, South Carolina, William Waud für Harper’s Weekly

- 17. Februar: Truppen der Nordstaaten unter William T. Sherman erobern die nur schwach verteidigte Hauptstadt South Carolinas, Columbia, und brennen sie bis zum nächsten Tag nieder. South Carolina hat 1860 als erster Staat die Union verlassen und wird von den „Yankees“ als Ursprung und Zentrum der Sezession gesehen.

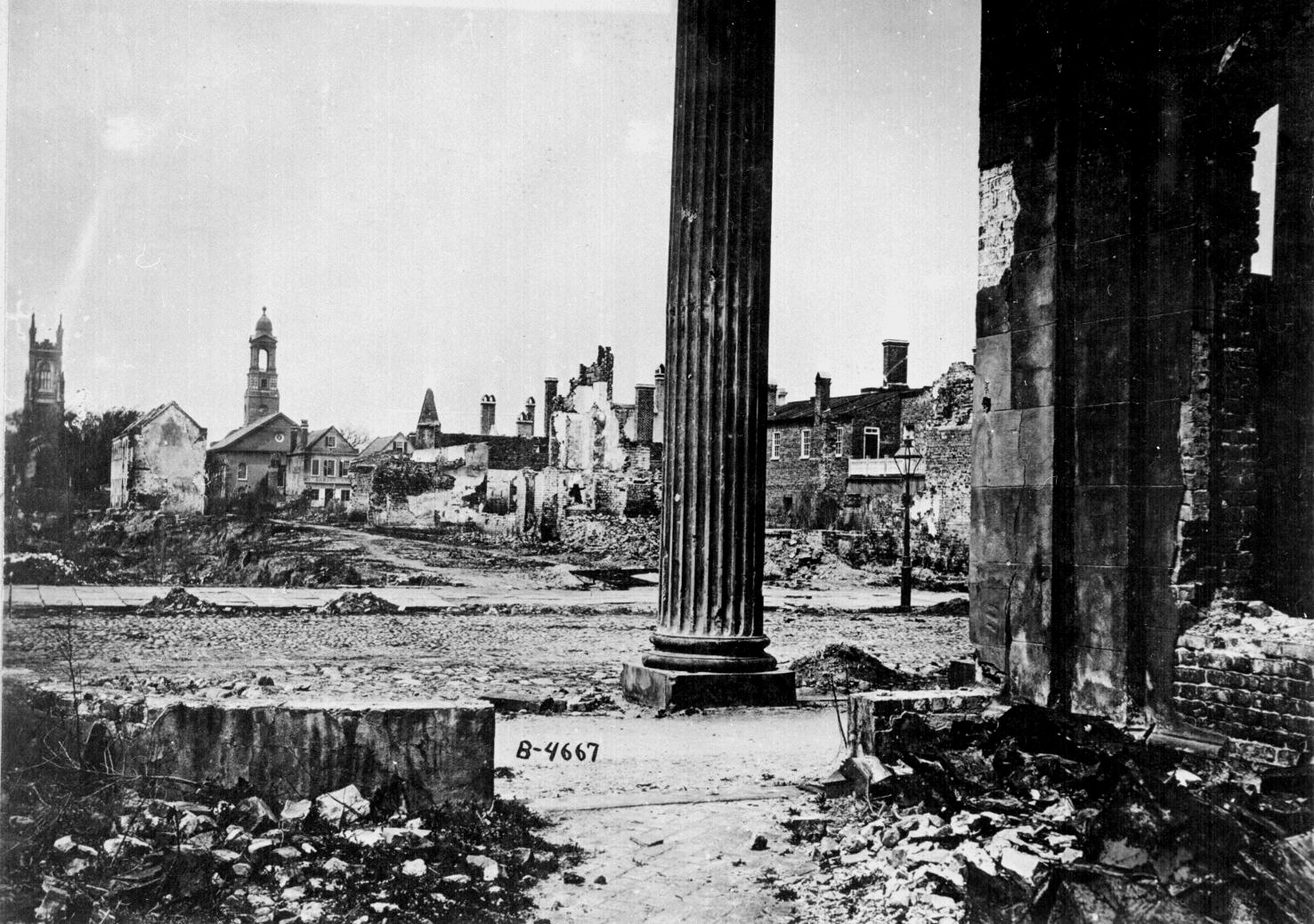
Das zerstörte Charleston

- 18. Februar: Charleston, die zweitgrößte Stadt South Carolinas, kapituliert vor den Unionstruppen.
- 22. Februar: Unionstruppen nehmen die Hafenstadt Wilmington in North Carolina ein, den letzten Seehafen der Konföderation.
- 3. März: Der Kongress verabschiedet als Mittel der Reconstruction ein Gesetz, mit dem das Freedmen’s Bureau aufgestellt wird. Diese Dienststelle untersteht dem Kriegsministerium und soll bis ein Jahr nach Kriegsende für herrenlose Ländereien und für alle Angelegenheiten von Flüchtlingen und befreiten Sklaven aus den konföderierten Staaten, aber auch aus sonstigen vom Krieg betroffenen Gebieten zuständig sein. Der Kriegsminister wird beauftragt, dem Dezernat für sofortige und zeitlich begrenzte Hilfe so viele Mittel für Nahrung, Kleidung und Brennstoff zur Verfügung zu stellen, wie er für notwendig erachtet. Der Dezernatsleiter erhält zusätzlich die Befugnis, herrenlose oder dem Staat gehörende Ländereien an männliche Flüchtlinge oder befreite Sklaven zu vergeben, die diese während einer dreijährigen Nutzung erwerben können.

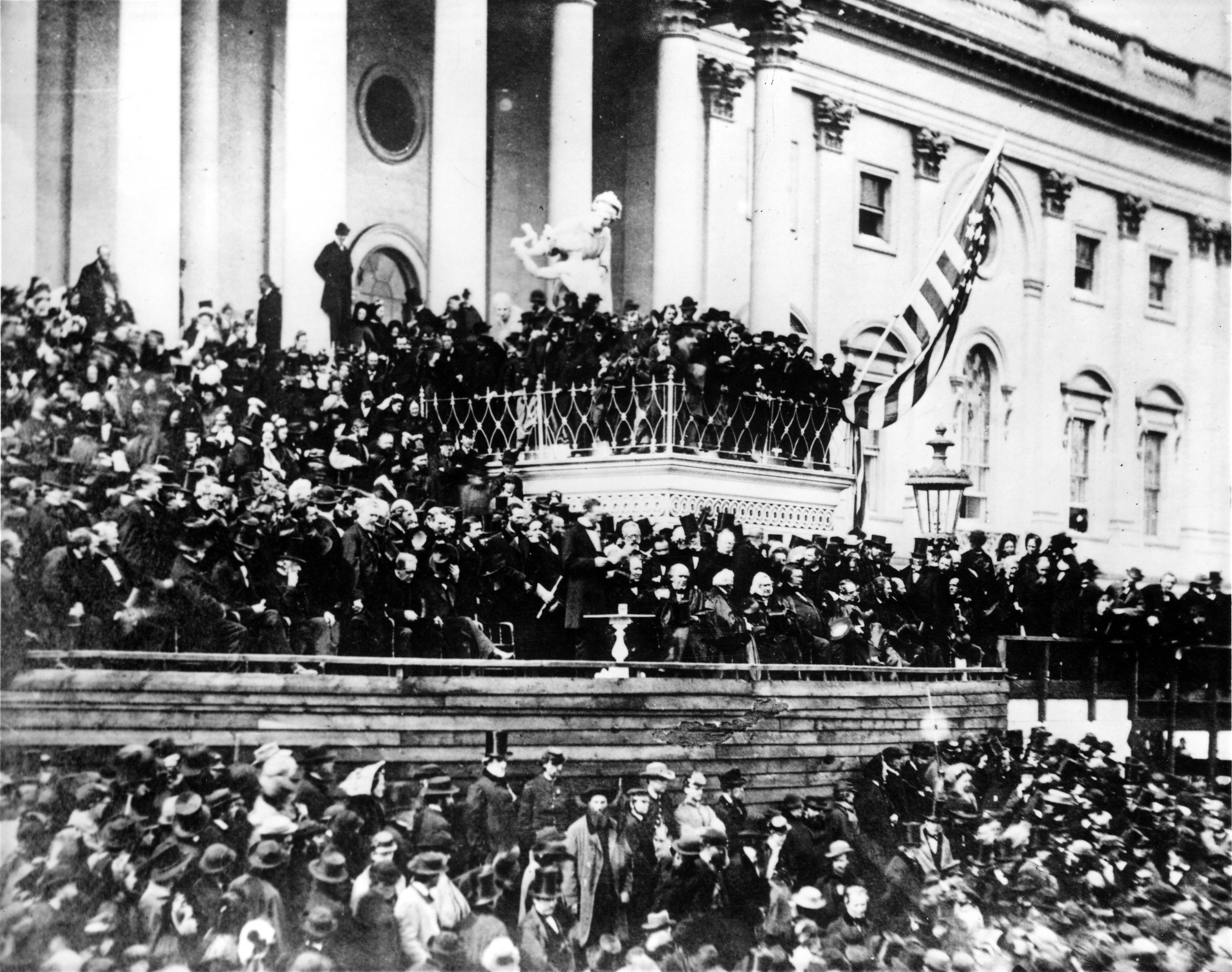
Lincolns zweite Amtseinführung, am Balkon u. a. John Wilkes Booth

- 4. März: Abraham Lincoln tritt seine zweite Amtszeit als Präsident der Vereinigten Staaten an. Gleichzeitig tritt auch der 39. Kongress der Vereinigten Staaten zu seiner konstituierenden Sitzung zusammen. Vizepräsident Andrew Johnson ist Präsident des Senats.
- 13. März: Die Südstaaten erlauben mit dem sogenannten Negro Soldier Bill den Einsatz afroamerikanischer Soldaten in ihrem Heer.

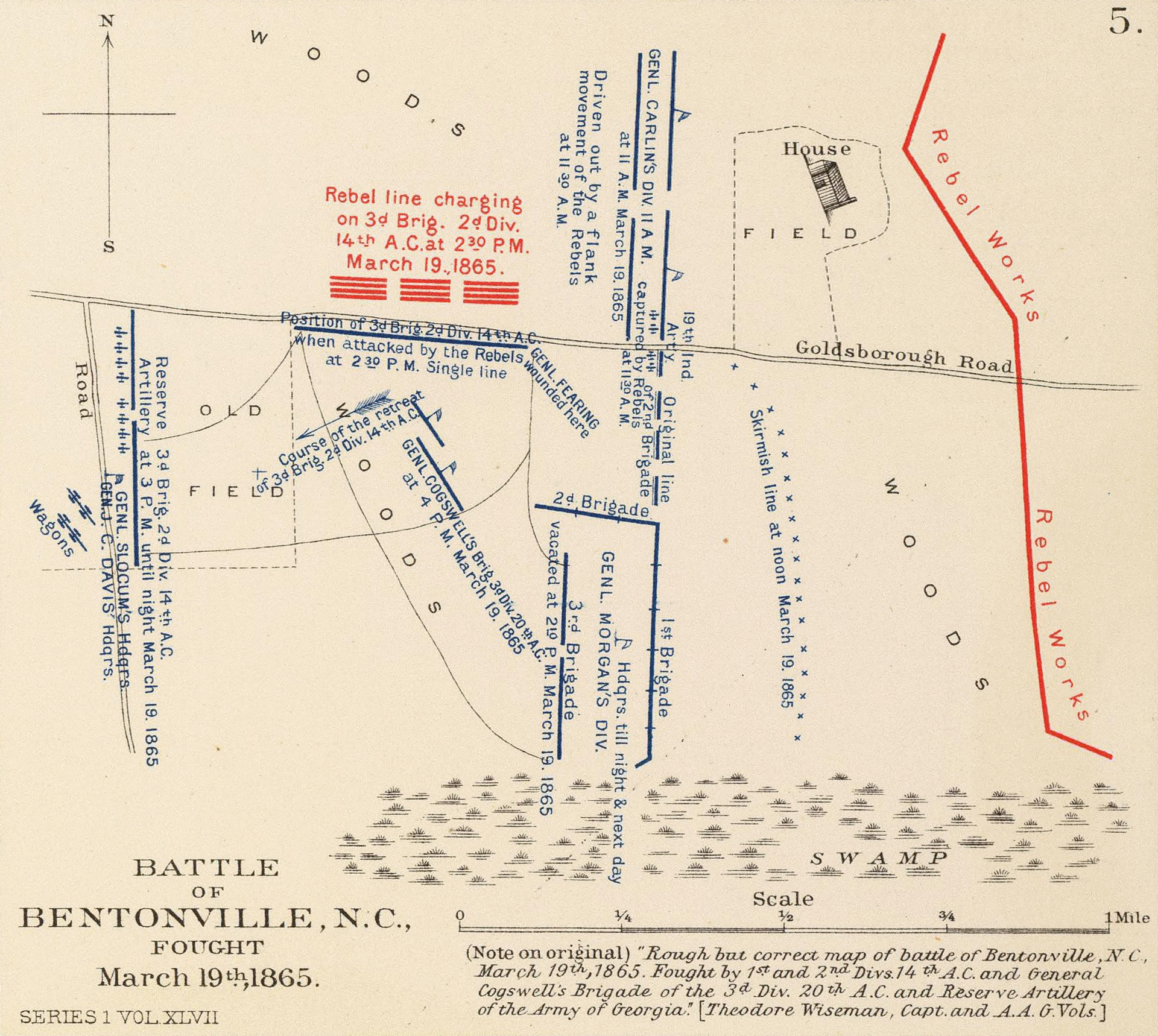
Schlacht von Bentonville. Schlachtplan für den 19. März

- 19. bis 21. März: Die Union unter General Sherman gewinnt die Schlacht bei Bentonville in North Carolina. Fast 5.000 Soldaten auf beiden Seiten kommen bei der Schlacht in der Nähe von Goldsboro ums Leben.
- 25. März: Der vergebliche Angriff auf Fort Stedman durch General Robert Edward Lee ist der letzte Versuch der Konföderation, die Belagerung von Petersburg in Virginia zu beenden.
- 29. März: Der Appomattox-Feldzug der Nordstaatenarmee beginnt, der die Aktionen der konföderierten Army of Northern Virginia einschränken soll.
- 31. März: Die Konföderierten gewinnen die Schlacht bei Dinwiddie Court House. Die Nord-Virginia-Armee unter George Edward Pickett und Fitzhugh Lee bereitet der Potomac-Armee von Philip Sheridan einen letzten Rückschlag.
- 1. April: Die Unionstruppen unter Philip Sheridan besiegen die Konföderierten unter George Edward Pickett in der Schlacht am Five Forks, der letzten wichtigen Schlacht im Sezessionskrieg. Damit ist im Appomattox-Feldzug der Weg nach Richmond, der Hauptstadt der Konföderierten Staaten, offen.
- 5. April: Jefferson Davis flieht mit seinem Kabinett aus Richmond. Er möchte sich nach Texas durchschlagen, um von dort aus den Krieg fortzusetzen.
- 6. April: Die Union gewinnt die Gefechte am Sailor’s Creek. Robert E. Lee verliert rund ein Viertel seiner Armee.

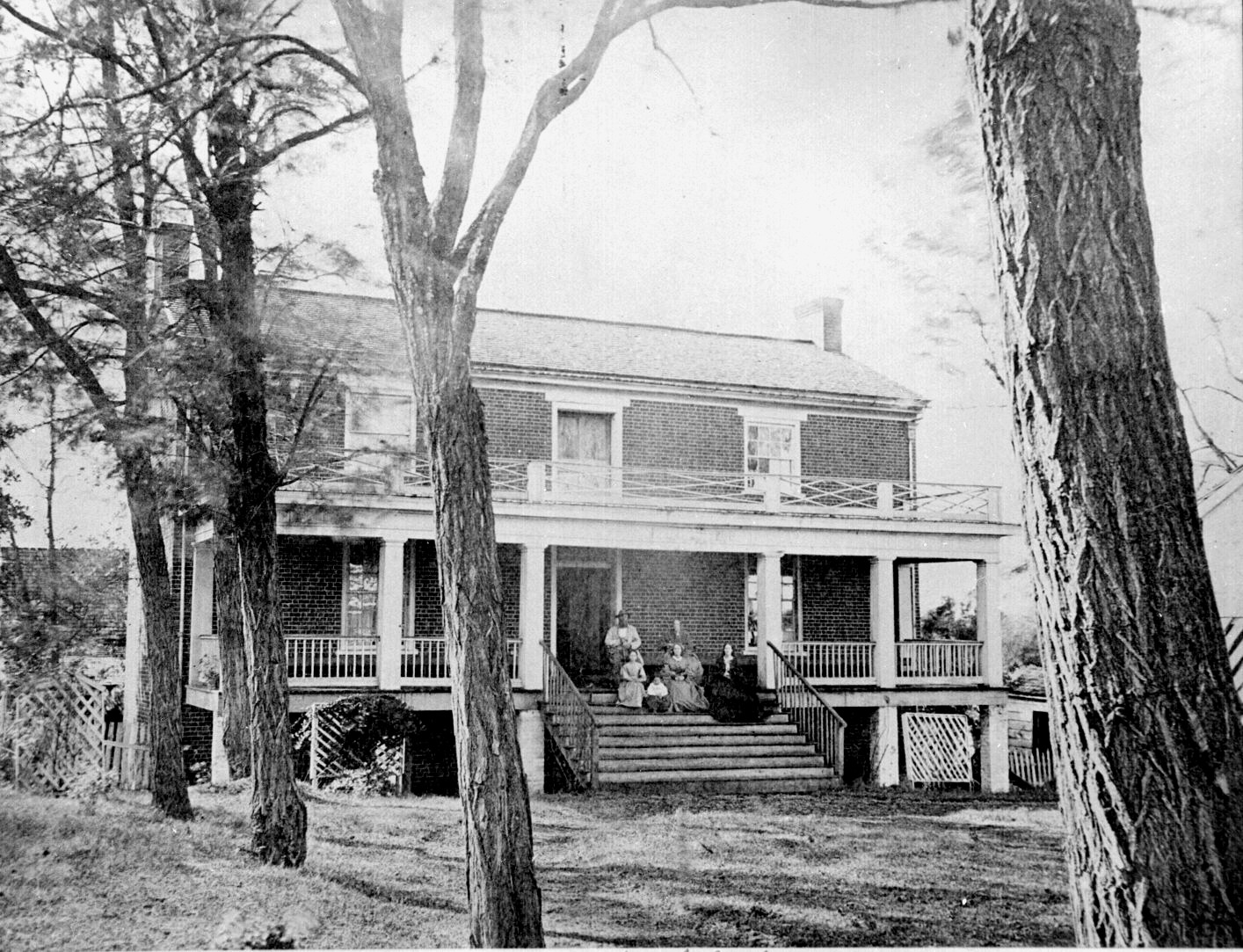
Appomattox Court House 1865

- 9. April: Auf das verlorene Gefecht bei Appomattox Court House folgt die Kapitulation der eingekreisten konföderierten Army of Northern Virginia durch General Lee in einem nahe dem Gerichtshaus zu Appomattox gelegenen Haus des Farmers Wilmer McLean. Obwohl es auch nachher noch zu kleineren Gefechten kommt, gilt das als das Ende des Sezessionskrieges. Die Zeit der Reconstruction beginnt.

##### Die USA nach dem Bürgerkrieg

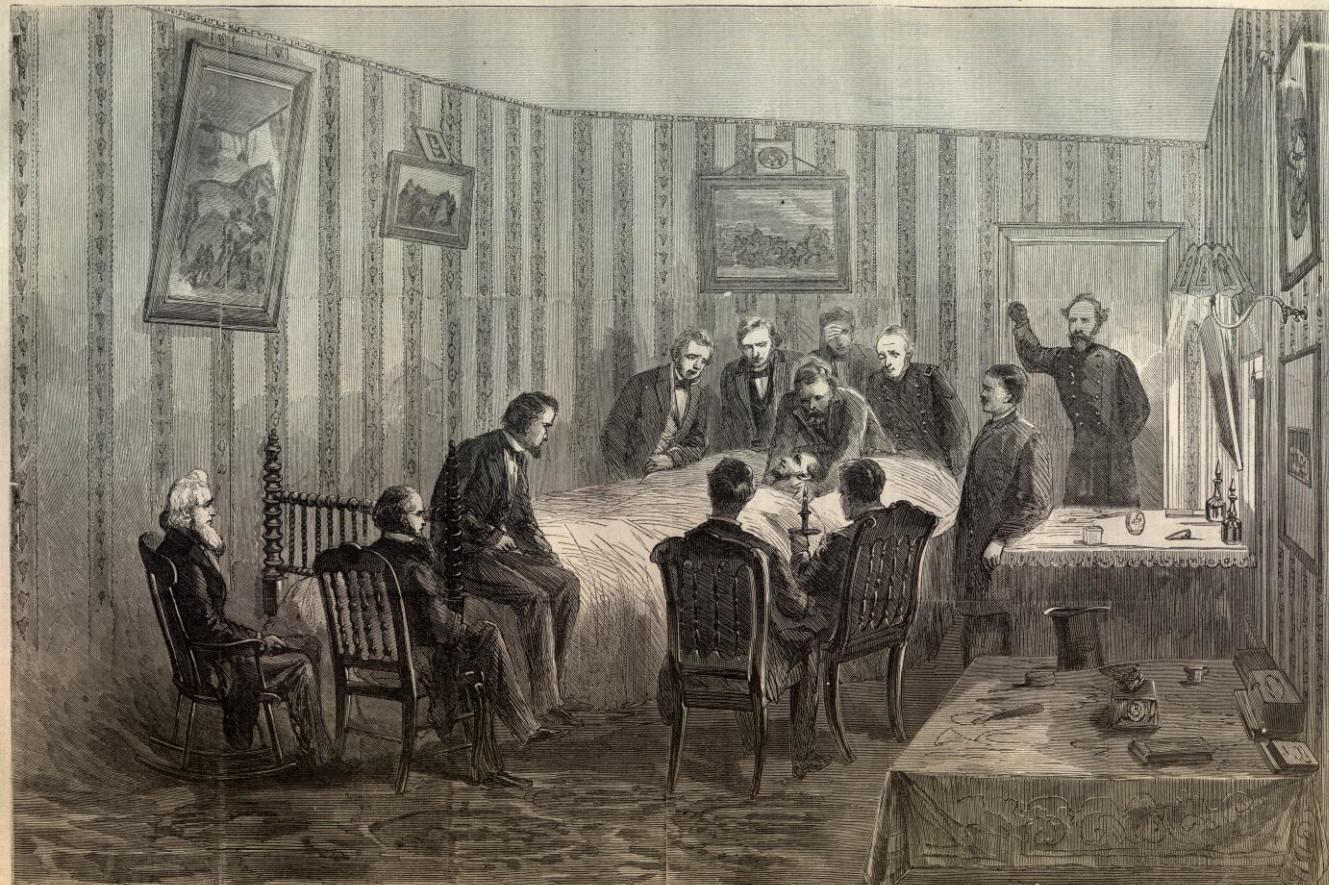
Lincoln auf seinem Totenbett, Harper’s Weekly, 1865

- 14. April: Beim Besuch von Ford’s Theatre in Washington mit seiner Frau Mary wird ein Schussattentat auf US-Präsident Abraham Lincoln verübt. Der Mörder John Wilkes Booth dringt in die Präsidentenloge ein und schießt dem Präsidenten aus unmittelbarer Nähe mit einer Pistole in den Kopf. Dann ruft er die Worte Sic semper tyrannis und springt von der Loge auf die Bühne, wobei er sich jedoch den Fuß bricht und nur hinkend entkommen kann. Am gleichen Abend dringt der Mitverschwörer Lewis Powell mit Unterstützung von David Herold im Haus von Außenminister William H. Seward ein und verletzt ihn mit mehreren Messerstichen schwer. Unmittelbar nach dem Anschlag werden sofort Polizeieinheiten mit Pferden und Kutschen mit der Suche nach den Attentätern beauftragt. Auf Booths Ergreifung wird eine Belohnung von 50.000 US-Dollar ausgesetzt. Lincoln wird in ein benachbartes Gebäude gebracht, wo er rasch ärztliche Betreuung erhält. Er stirbt jedoch, ohne das Bewusstsein wiedererlangt zu haben, und wird am nächsten Tag um 07:22 Uhr für tot erklärt.

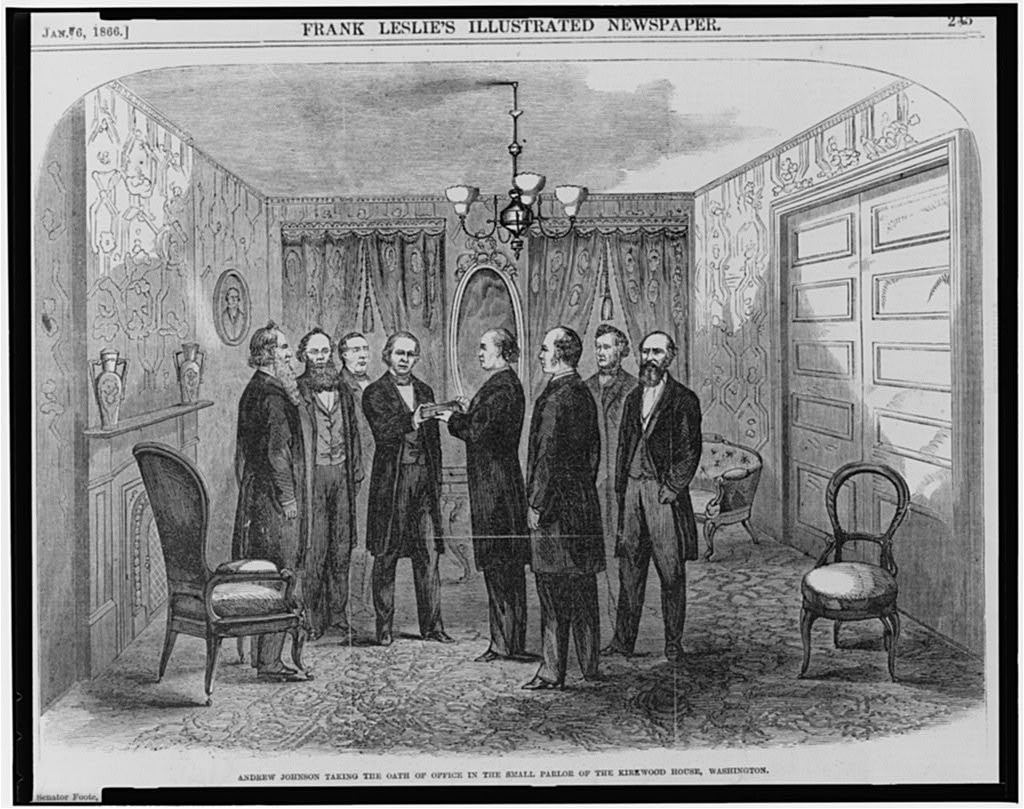
Illustration von Johnsons Vereidigung zum Präsidenten

- 15. April: Vizepräsident Andrew Johnson wird von Chief Justice Salmon P. Chase als 17. Präsident der Vereinigten Staaten von Amerika vereidigt. Johnson bittet noch am selben Tag die Minister Lincolns weiterhin in seinem Kabinett zu bleiben.
- 20. April: George Atzerodt, der geplant hat, Andrew Johnson zu ermorden, aber vor der Ausführung der Tat zurückgeschreckt ist, wird in Germantown, Maryland, verhaftet.

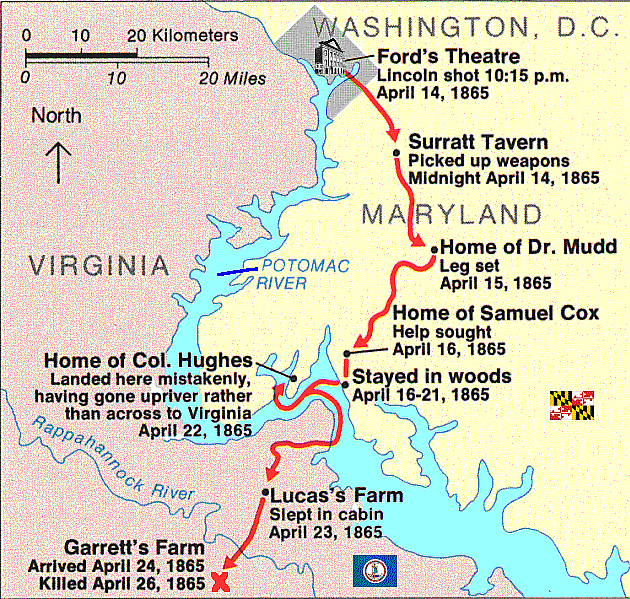
Die Fluchtroute von John Wilkes Booth

- 23. April: John Wilkes Booth und seinem Komplizen David Herold gelingt es mit einem Boot, den Potomac River nach Virginia zu überqueren, wo sie sich Unterstützung von der Konföderation erhoffen.

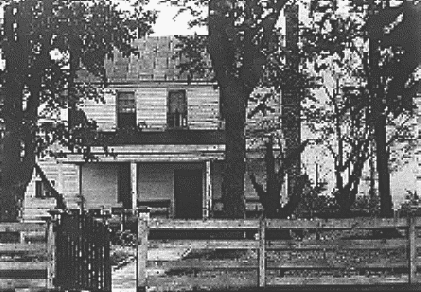
Die Garrett Farm, auf der Booth erschossen wurde

- 26. April: Die konföderierte Tennessee-Armee unter Joseph E. Johnston kapituliert gegenüber dem Unionsgeneral William T. Sherman auf Bennetts Farm bei Durham Station, North Carolina. Am gleichen Tag wird John Wilkes Booth in einer Scheune in Virginia gestellt und erschossen. Sein Begleiter David Herold ergibt sich den Soldaten.

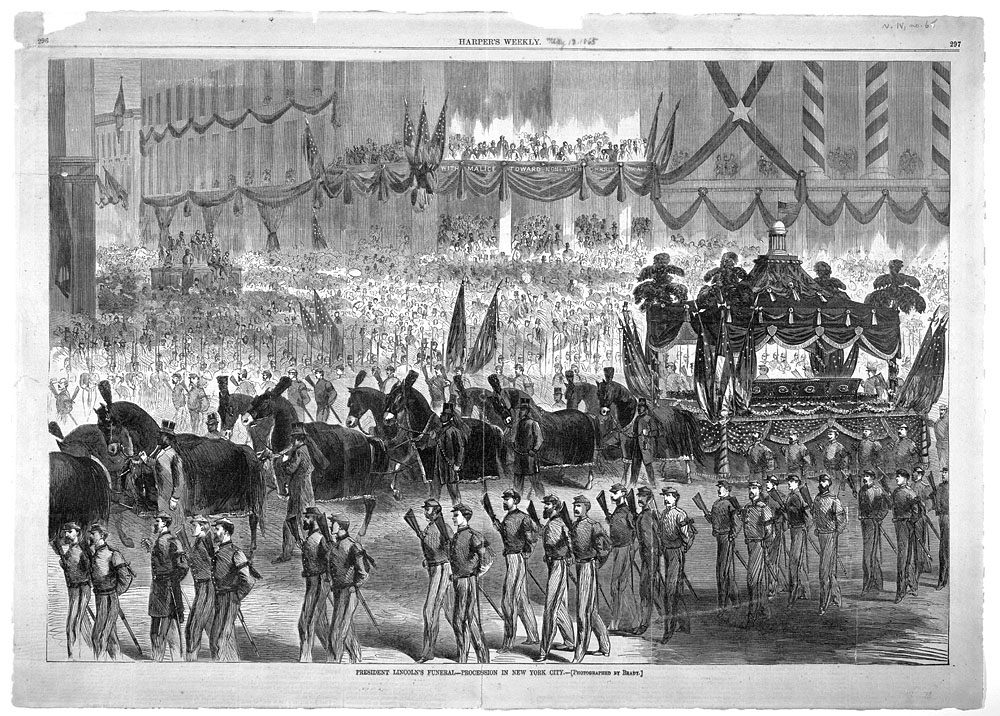
Lincolns Sarg wird durch die Straßen von New York gefahren

- Lincolns Sarg wird in einem Sonderzug in seine Heimatstadt Springfield in Illinois überführt. Der Zug macht in zahlreichen Städten wie New York und Chicago Halt, wo unter großer Anteilnahme der durch das Attentat geschockten Bevölkerung öffentliche Trauerfeiern abgehalten werden, worüber in den Printmedien ausführlich berichtet wird. Am 5. Mai schließlich wird der ermordete Präsident im kleinen Kreis auf dem Oak Ridge Cemetery in Springfield beigesetzt.

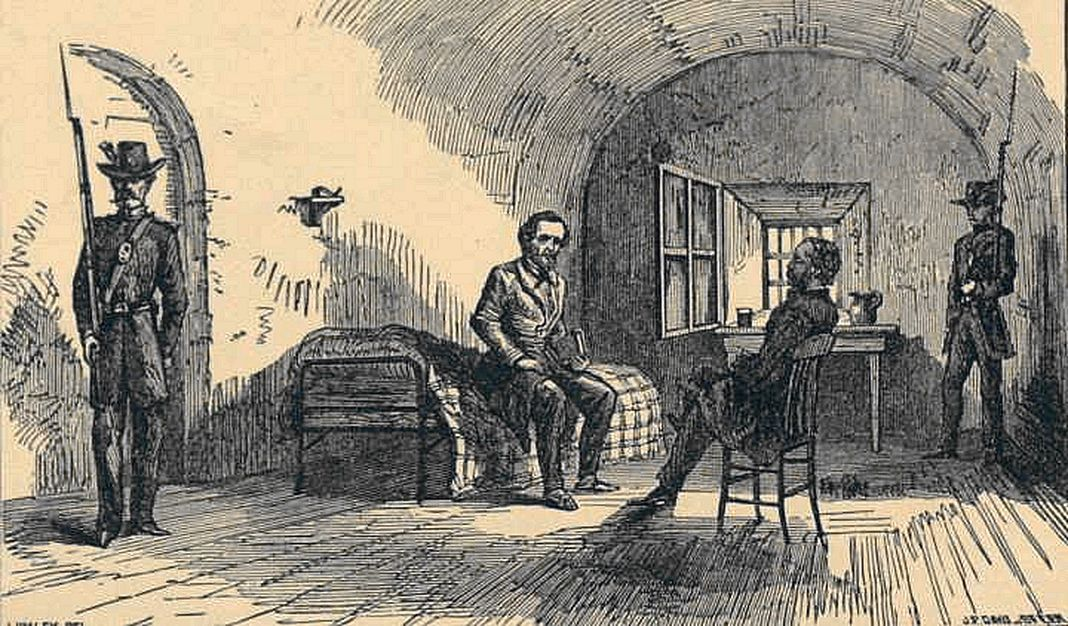
Jefferson Davis in Gefangenschaft

- 10. Mai: Der Präsident der Konföderierten Staaten von Amerika, Jefferson Davis, wird mit Familie und Gefolge von Truppen der Union in Georgia gefangen genommen. Er wird am 24. Mai wegen Verrats angeklagt und in Fort Monroe in Virginia in Untersuchungshaft genommen.

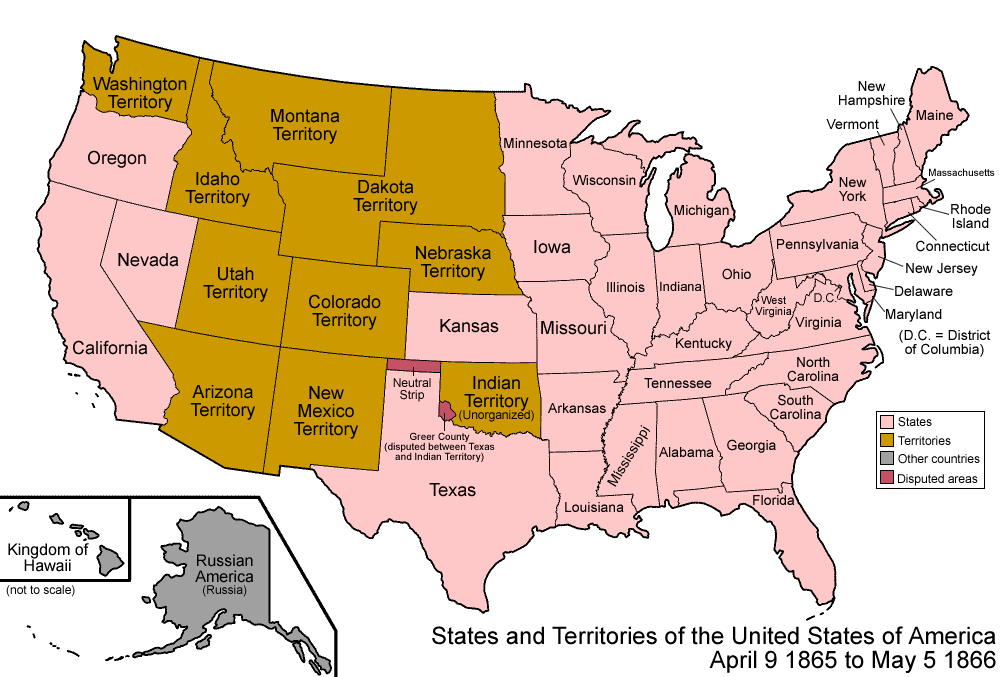
Die Vereinigten Staaten nach Ende des Sezessionskrieges

- 12. Mai: Mit der Schlacht auf der Palmito Ranch enden die kriegerischen Auseinandersetzungen des Sezessionskrieges zu Lande. Die konföderierten Kräfte bleiben bei dieser letzten Schlacht siegreich.
- 24./25. Mai: In Washington wird mit Truppenparaden das Ende des Krieges gefeiert.
- 19. Juni: Nach der Landung in Galveston, Texas, informiert der Unionsgeneral Gordon Granger die Bevölkerung über das Ende der Sklaverei. Des Tages wird in den Vereinigten Staaten als Juneteenth gedacht (seit 2021 staatlicher Feiertag).
- Am 23. Juni kapitulieren bei Fort Towson im Indianerterritorium die letzten Truppen der Konföderation unter Brigadegeneral Stand Watie.

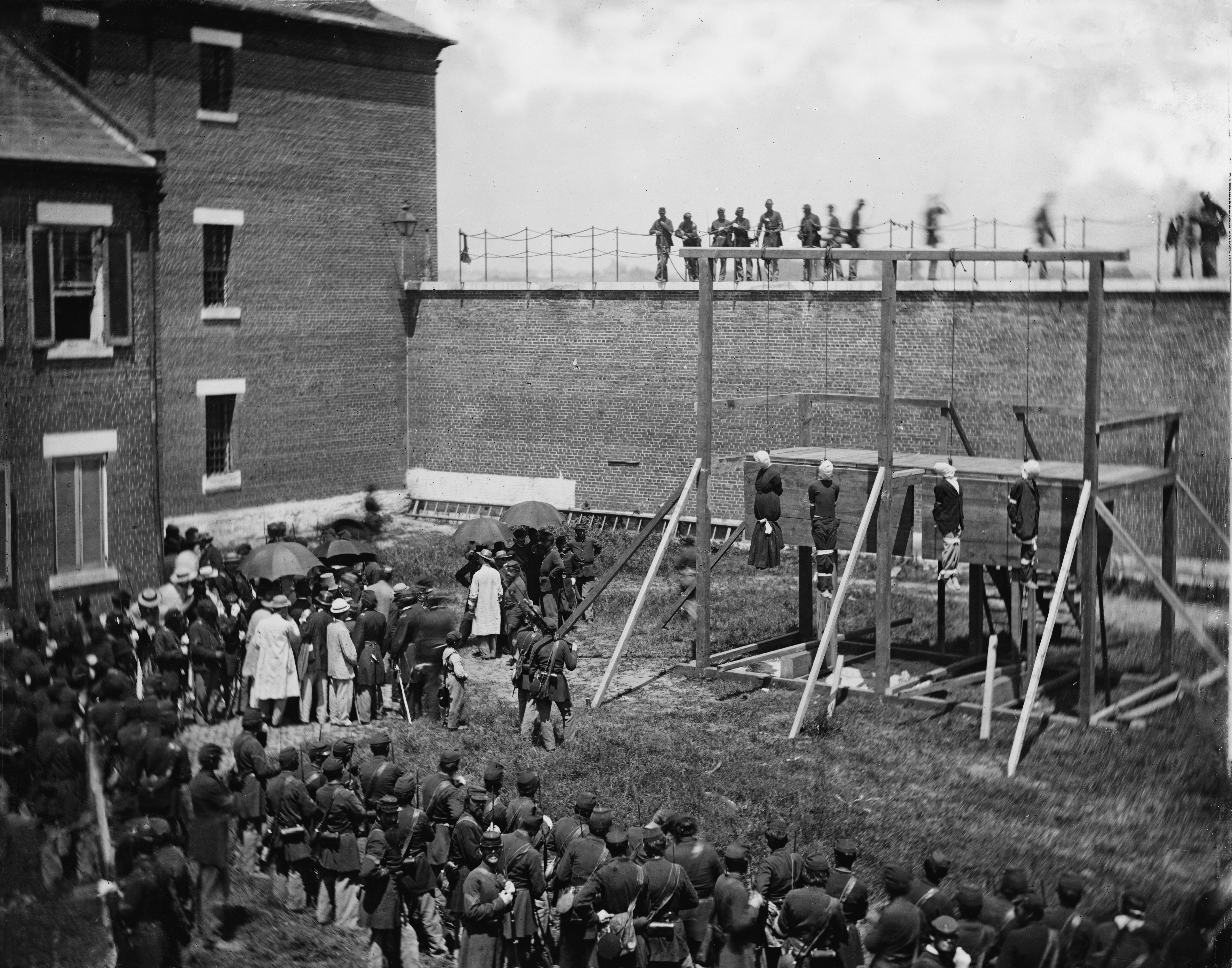
Die Hinrichtung von Powell, Surratt, Herold und Atzerodt, Photo von Alexander Gardner

- 7. Juli: Lewis Powell, Mary Surratt, David Herold und George Atzerodt, die ein Gericht in einer kurzen Verhandlung der Mitverschwörung mit John Wilkes Booth beim Attentat auf Präsident Abraham Lincoln für schuldig befunden hat, werden in Fort Lesley J. McNair gehängt. Drei andere erhalten lebenslange Haftstrafen. Mary Surratt, bei der die Beweislage unklar ist, ist die erste Frau, die von einer amerikanischen Bundesbehörde hingerichtet wird.
- 4. November: In Liverpool, Großbritannien, ergibt sich das letzte Kriegsschiff der Konföderation.

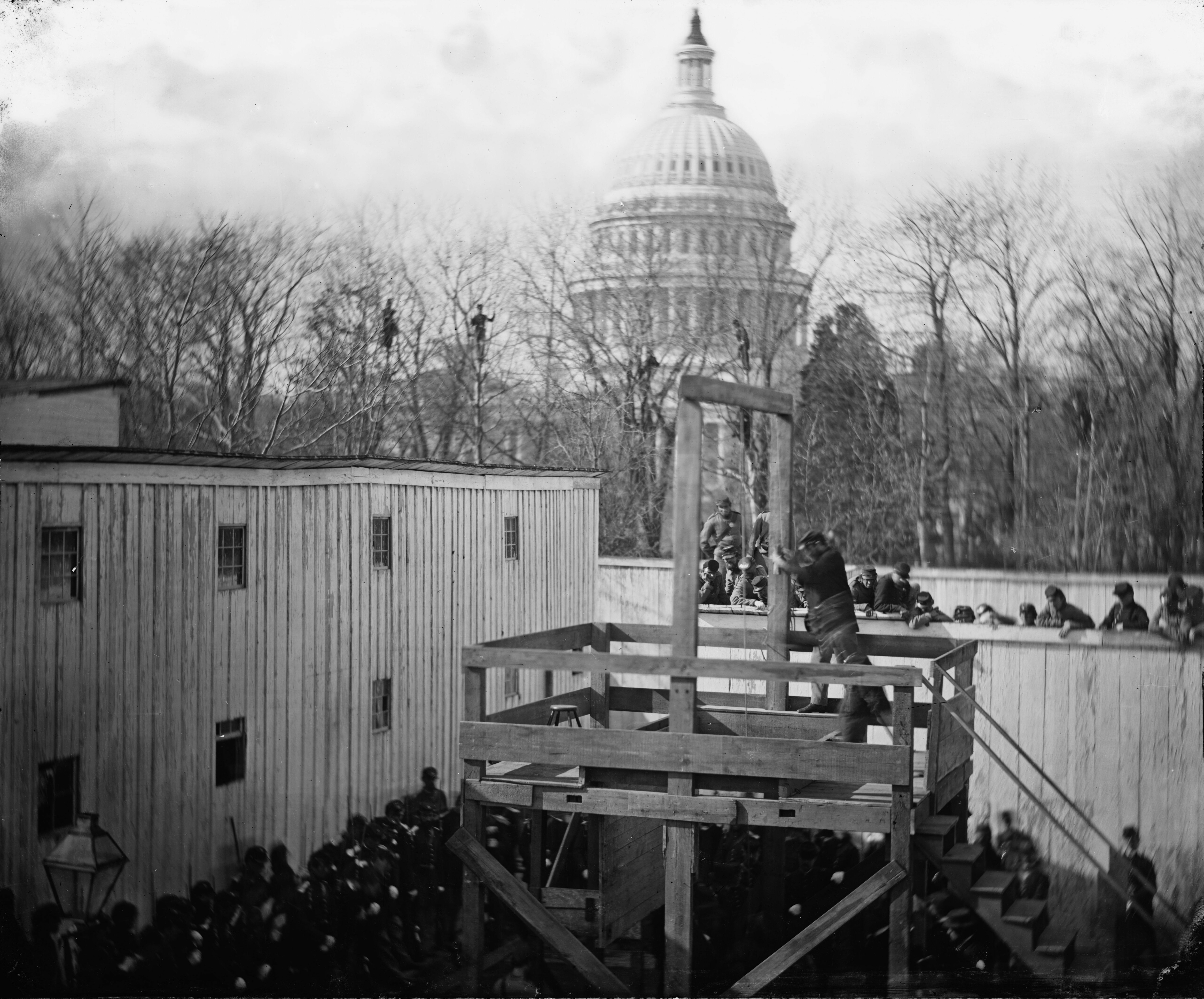
Die Exekution von Henry Wirz

- 10. November: Henry Wirz wird nach einem Gerichtsurteil als ehemaliger konföderierter Lagerkommandant des Camp Sumter hingerichtet. Er ist der einzige Südstaatler, der wegen Kriegsverbrechen im Amerikanischen Bürgerkrieg zur Rechenschaft gezogen wird.
- 6. Dezember: Mit der Ratifikation durch Georgia als 27. Bundesstaat wird das notwendige Quorum für das Inkrafttreten des im Januar beschlossenen 13. Verfassungszusatzes erreicht, der die Sklaverei in den Vereinigten Staaten verbietet. Außenminister William H. Seward verkündet den 13. Zusatz am 18. Dezember als für das gesamte Bundesgebiet gültigen Teil der amerikanischen Verfassung. Einige Staaten erlassen allerdings sogenannte Black Codes, die die Rechte der ehemaligen Sklaven einschränken.
- 24. Dezember: Sechs heimgekehrte Offiziere der Südstaatenarmee gründen den originalen Ku-Klux-Klan in Pulaski, Tennessee.

##### Weitere Ereignisse im Westen der USA
- April: Nach der Ermordung einer ihrer Häuptlinge durch Siedler beginnt das Volk der Walapai mit einigen Verbündeten entlang des Colorado River einen fünf Jahre dauernden Guerillakrieg gegen die Vereinigten Staaten.
- 4. Mai: Das mit der Untersuchung beauftragte Congress Joint Committee fällt ein vernichtendes Urteil über die Vorfälle während des Sand-Creek-Massakers, es wird jedoch einschließlich des verantwortlichen Offiziers John M. Chivington nie jemand für das Verbrechen zur Verantwortung gezogen.
- 5. Mai: In den Vereinigten Staaten wird bei North Bend (Ohio) der erste Eisenbahnzug ausgeraubt. Die Reno-Brüder erbeuten dabei 13.000 US-Dollar.
- 18. Juli: Wegen Vertuschung des Sand-Creek-Massakers im Vorjahr setzt Präsident Andrew Johnson John Evans als Gouverneur des Colorado-Territoriums ab. Nachfolger wird am 17. Oktober Alexander Cummings. Der neue Gouverneur steht im Gegensatz zu einer erstarkenden Bewegung, die die Aufnahme Colorados als US-Bundesstaat anstrebt und bei einer Versammlung in der Hauptstadt Golden eine entsprechende Verfassung ausarbeitet.
- September: Beim Überfall am Indian Creek ermorden Indianer zwei weiße Siedler im texanischen Denton County.

#### Mexiko

François-Achille Bazaine während des Mexikofeldzuges auf einem Gemälde von Jean-Adolphe Beaucé

- Januar: Der französische Marschall François-Achille Bazaine erobert die von General Porfirio Díaz verteidigte Stadt Oaxaca. Díaz wird dabei gefangen genommen, entkommt jedoch kurze Zeit später.
- 29. März: Die Franzosen nehmen Guaymas durch eine erfolgreiche Landeoperation ein.
- 11. April: Die Republikaner erfechten bei Tacámbaro im Bundesstaat Michoacán zum ersten Mal wieder einen Sieg: Belgische Truppen geraten in einen Hinterhalt und verlieren über 300 Mann.
- 11. Juli: Im zweiten Gefecht von Tacámbaro werden die Mexikaner von den Belgiern geschlagen, trotzdem hebt der Sieg drei Monate zuvor die Moral der republikanischen Truppen.
- Nach dem Ende des Sezessionskrieges in den Vereinigten Staaten strömen ehemalige, nun beschäftigungslose Soldaten der Union wie der Konföderierten über den Rio Grande und lassen sich als Söldner anwerben. Die US-amerikanische Regierung, nun nicht mehr durch den Bürgerkrieg gehindert, liefert außerdem große Mengen an Waffen und Ausrüstung an die Republikaner.
- 21. Oktober: Aufgrund eines 1862 noch von der republikanischen Regierung erlassenen Gesetzes, das jeglichen bewaffneten Widerstand gegen den Staat unter Todesstrafe stellt, werden mehrere gefangene hohe republikanische Offiziere und zivile Würdenträger durch die kaiserliche Regierung Maximilians I. standrechtlich erschossen.
- Das kaiserliche Ehepaar adoptiert Agustín de Iturbide y Green, den Enkel des früheren mexikanischen Kaisers Agustín de Iturbide.

#### Weitere Ereignisse in Mittelamerika
- März: Mit dem Tratado Castro-Valenzuela wird die Grenze zwischen Costa Rica unter Präsident Jesús Jiménez Zamora und den Vereinigten Staaten von Kolumbien definiert.

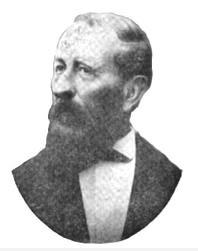
Vicente Cerna Sandoval

- 14. April: Der langjährige guatemaltekische Staatspräsident José Rafael Carrera Turcios stirbt. Er wird unter großer Anteilnahme der Bevölkerung in Guatemala-Stadt beigesetzt. Außenminister Pedro de Aycinena y Piñol übernimmt interimistisch seine Nachfolge. Am 24. Mai übergibt er die Amtsgeschäfte dem neu gewählten Präsidenten Vicente Cerna Sandoval, der die konservative Politik Carreras fortsetzt. Schon bald formiert sich Widerstand der liberalen Opposition.

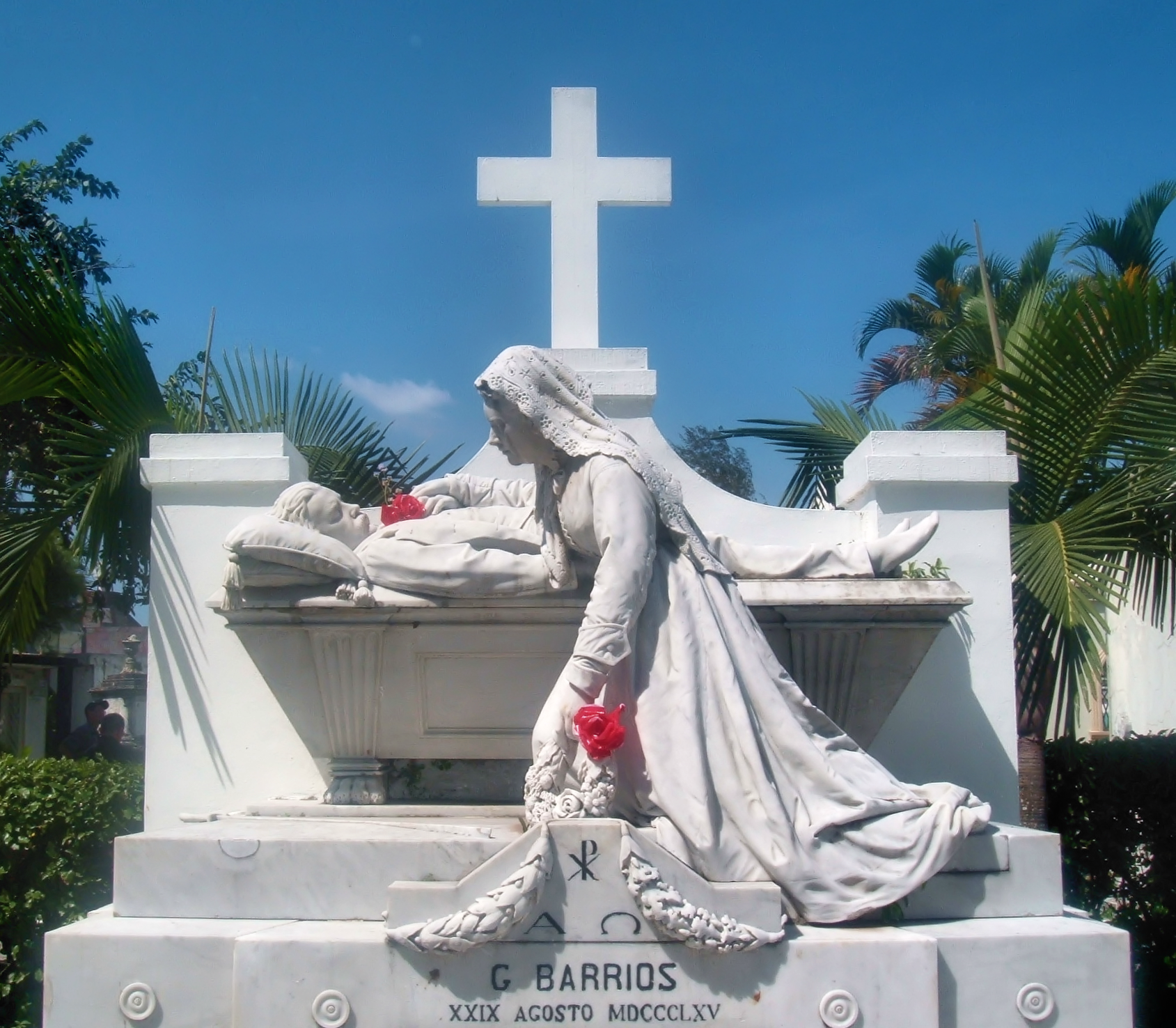
Barrios’ Grab in San Salvador

- Der Versuch des ehemaligen Präsidenten Gerardo Barrios, von seinem Exil in Panama aus die Regierung von Francisco Dueñas Díaz in El Salvador zu stürzen, scheitert bereits im Ansatz. Er erleidet Schiffbruch und muss am 28. Juni im nicaraguanischen Hafen Corinto vor Anker gehen. Barrios wird verhaftet und unter der Bedingung, dass sein Leben geschont werde, am 27. Juli nach El Salvador ausgeliefert. Dennoch fällte ein Kriegstribunal unter dem Vorsitz von Kriegsminister Santiago González Portillo am 28. August ein Todesurteil, das um 23 Uhr von Dueñas unterzeichnet wird. Am folgenden Tag wird Barrios um 4 Uhr morgens erschossen.
- 18. September: Unter Präsident José María Medina erhält Honduras eine neue Verfassung.

#### Hispaniola
- 3. März: Nach einem zweijährigen Restaurationskrieg erlangt die Dominikanische Republik neuerlich die Unabhängigkeit von Spanien. Am 25. März wird Antonio Pimentel von der Nationalversammlung der Restauradores zum provisorischen Präsidenten gewählt. Bis zum 11. Juli ist das Land noch unter der formellen Herrschaft eines spanischen Generalgouverneurs, nach dem endgültigen Abzug der spanischen Truppen wird Pimental erster Präsident der Zweiten Dominikanischen Republik.

#### Jamaika

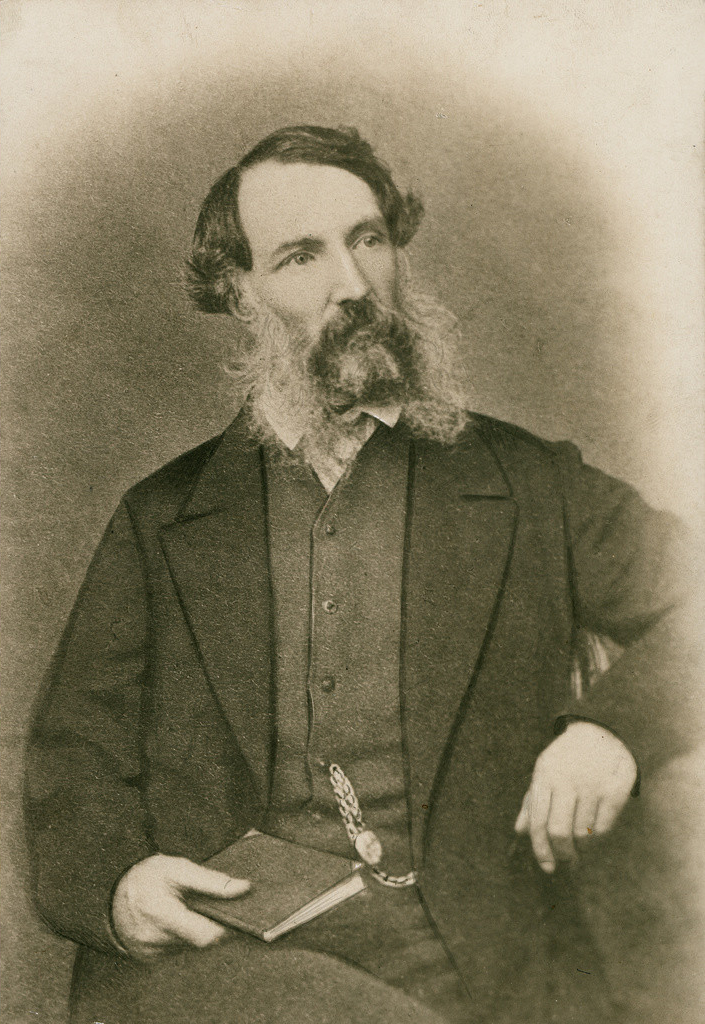
Edward John Eyre

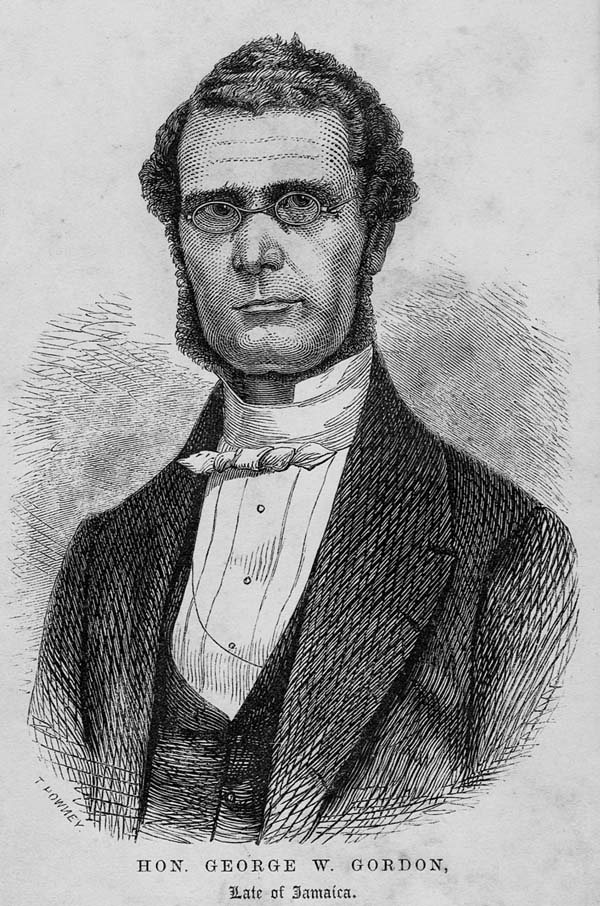
George William Gordon

Rund 30 Jahre nach der Abschaffung der Sklaverei in Jamaika lebt die schwarze Bevölkerung der Insel in schwerer Armut, die durch eine zweijährige Dürre noch verschlimmert wird. Das Wahlrecht ist an eine Wahlsteuer geknüpft, die für die Meisten nicht leistbar ist. Edward Underhill, Sekretär der Baptist Missionary Society of Great Britain, verfasst einen Brief an die Kolonialverwaltung, in dem er auf die Missstände aufmerksam macht, während der im Vorjahr eingesetzte Gouverneur Edward John Eyre die Situation zu beschönigen sucht. Landarbeiter in Saint Ann schreiben einen Brief an Königin Victoria, in dem sie um Kronland bitten, das sie bebauen können. Da das Schreiben jedoch über den Gouverneur gesendet wird, fügt dieser einen Kommentar hinzu, der offensichtlich die Meinung der Königin beeinflusst. In ihrer Antwort fordert sie die Armen auf, härter zu arbeiten, ohne Hilfe anzubieten. Der ehemalige Sklave George William Gordon, der es nach seiner Freilassung zu Wohlstand gebracht hat und zum Mitglied des jamaikanischen Kolonialparlaments aufgestiegen ist, ermutigt die Menschen, ihrem Ärger Ausdruck zu verleihen. Einer seiner Anhänger ist der Diakon Paul Bogle. Dessen Versuch, mit dem Gouverneur zu sprechen, wird von Eyre jedoch abgelehnt. Am 7. Oktober wird ein Mann mit schwarzer Hautfarbe zu einer Gefängnisstrafe verurteilt, weil er eine verlassene Plantage betreten hat. Das führt zu Protesten und Demonstrationen in der Bevölkerung und zu ersten Verhaftungen.

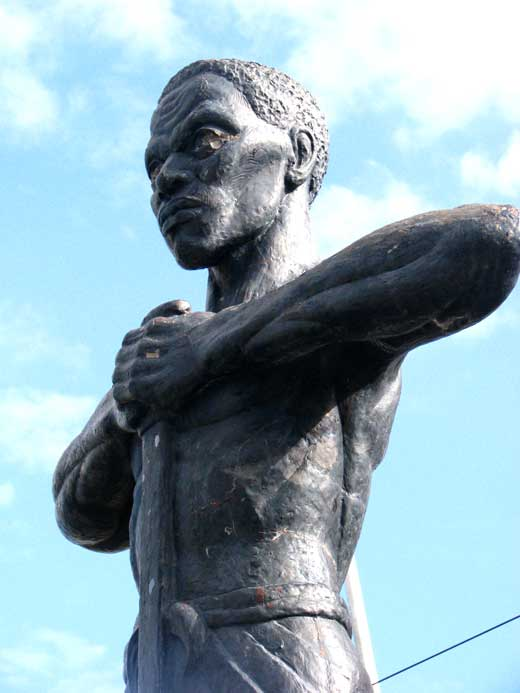
Paul Bogle-Statue in Jamaica

Bei einer neuerlichen Demonstration unter der Führung von Paul Bogle vor dem Gerichtsgebäude in Morant Bay in Saint Thomas Parish am 11. Oktober geraten die Wachen in Panik und schießen in die Menge, was sieben Menschen das Leben kostet. Daraufhin bricht der Morant-Bay-Aufstand aus und die Demonstrierenden übernehmen bis zum nächsten Tag die Kontrolle in der Stadt. Der britische Gouverneur Edward John Eyre ruft das Kriegsrecht im Parish aus und lässt den Aufstand an den folgenden Tagen blutig niederschlagen. 439 Menschen werden getötet, weitere 354, darunter Paul Bogle, werden verhaftet und später hingerichtet. 600 Menschen, auch schwangere Frauen, werden ausgepeitscht, viele für lange Zeit inhaftiert. Mehr als 1.000 Häuser werden zerstört.
George William Gordon, der mit dem Aufstand selbst nichts zu tun hatte, wird in Kingston verhaftet, wo kein Kriegsrecht herrscht. Um ihn vor ein Militärgericht stellen zu können, wird er auf Befehl Eyres nach Morant Bay gebracht. Ein Standgericht lässt ihn am 23. Oktober hängen.
Nach Ende des Aufstands erreicht Eyre vom Parlament im November die Aufhebung der Verfassung, um Jamaika zu einer Kronkolonie zu machen. Die Nachricht von der Niederschlagung des Aufstandes verursacht eine heftige Diskussion in Großbritannien. Vertreter verschiedener politischer Richtungen sprechen sich für oder gegen Eyre aus. Eine Untersuchungskommission wird nach Spanish Town geschickt. Die von ihr gesammelten Erkenntnisse führen einige Monate später zu Eyres Abberufung.

#### Spanisch-Südamerikanischer Krieg
- 27. Januar: Zwischen Peru und Spanien erfolgt im vor einem Monat ausgebrochenen Konflikt ein formaler Friedensschluss, der jedoch von der peruanischen Bevölkerung und dem Kongress vehement abgelehnt wird. Darüber stürzt die peruanische Regierung. Im Hafen von Valparaíso kommt es zu Konflikten zwischen Spaniern und Chilenen, da sich Chile mit Peru solidarisiert.

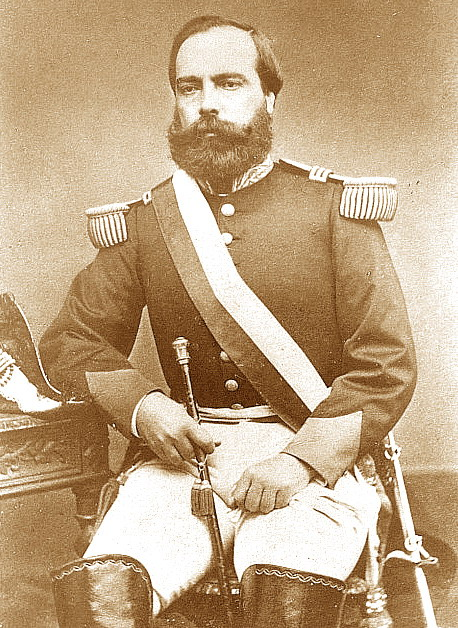
Manuel Ignacio Prado

- 25. April: General Mariano Ignacio Prado stürzt die verfassungsmäßige Regierung Juan Antonio Pezets in Peru. Am 25. Juni übergibt er diesem wieder das Amt, um an den Präsidentschaftswahlen teilnehmen zu können, die er gewinnt.
- 27. September: Chile erklärt Spanien den Krieg.
- 8. November: Der peruanische Präsident Juan Antonio Pezet übergibt sein Amt an den Vizepräsidenten Pedro Diez Canseco. Am 26. November übernimmt Mariano Ignacio Prado als verfassungsgemäß gewählter Präsident die Amtsgeschäfte. Er erklärt seine Solidarität mit Chile.
- 26. November: Beim Seegefecht von Papudo nördlich von Valparaíso erobert der chilenische Kapitän Juan Williams Rebolledo das spanische Schiff Virgen de Covadonga.
- 5. Dezember: Peru verbündet sich mit Chile.

#### Tripel-Allianz-Krieg

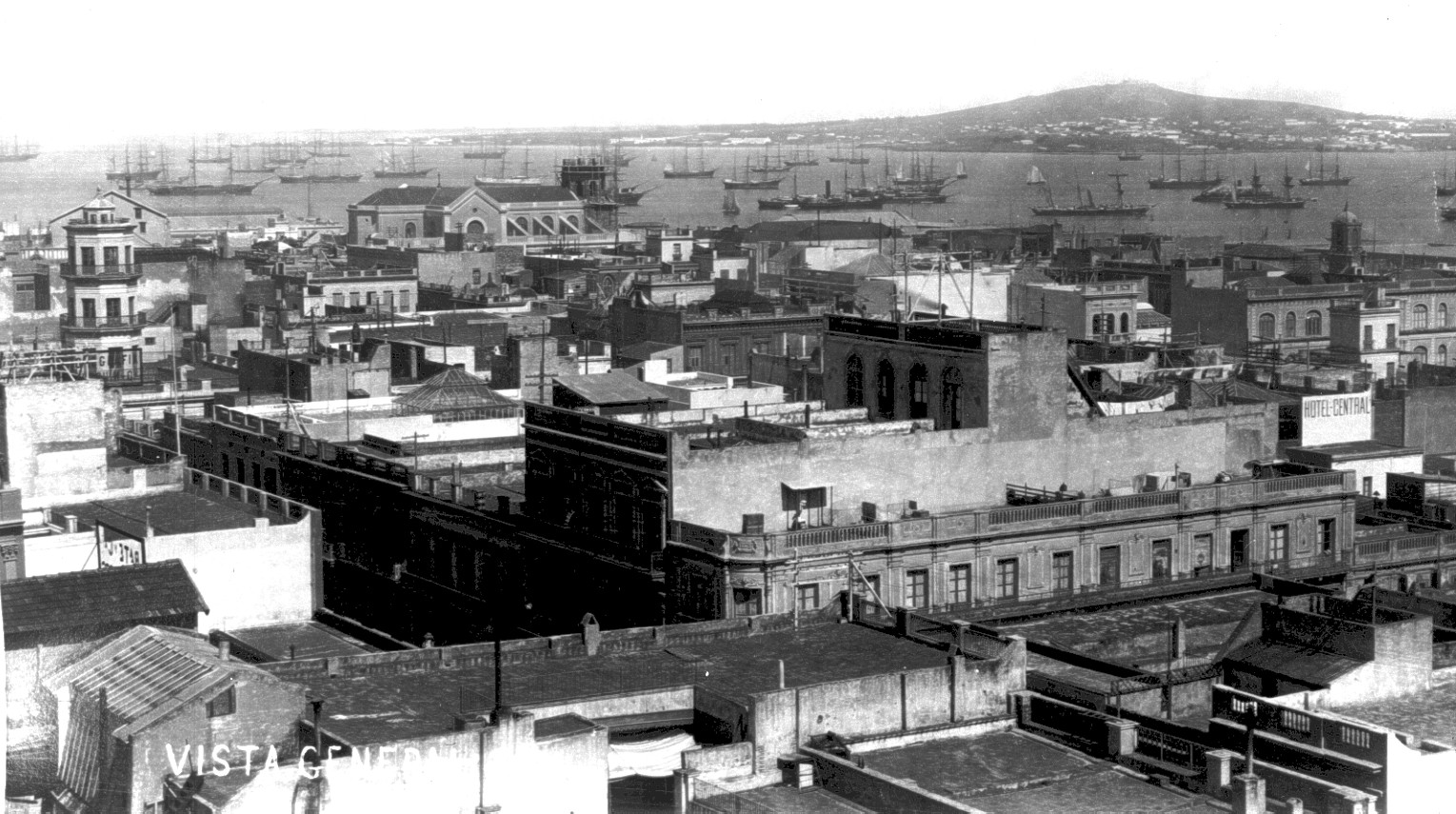
Montevideo 1865

- Januar: Paraguayische Truppen erobern die Stadt Corumbá im brasilianischen Mato Grosso. Eine weitere paraguayische Kampftruppe operiert zur selben Zeit erfolgreich im heutigen brasilianischen Bundesstaat Rio Grande do Sul. Der geringe Widerstand der Brasilianer ist vor allem dadurch bedingt, dass diese ihre relativ kleine Armee hauptsächlich auf dem in ihren Augen weit wichtigeren Kriegsschauplatz Uruguay und die Belagerung Montevideos konzentrieren.
- 15. Februar: Atanasio Cruz Aguirre tritt als Präsident Uruguays zurück. Senatspräsident Tomás Villalba übernimmt das Amt interimistisch.
- 20. Februar: Brasilianische Truppen nehmen im Uruguayischen Krieg die uruguayische Hauptstadt Montevideo ein. Venancio Flores wird von ihnen als provisorischer Präsident eingesetzt.
- 18. März: In den Tripel-Allianz-Krieg wird das offiziell neutrale Argentinien hineingezogen. Paraguays Diktator Francisco Solano López erklärt ihm den Krieg, weil seine Truppen vom argentinischen Präsidenten Bartolomé Mitre keine Durchmarschrechte durch die argentinische Provinz Corrientes erhalten.
- 13. April: Paraguay erobert die argentinische Stadt Corrientes.
- 1. Mai: In einem Geheimvertrag entsteht auf Initiative von Venancio Flores die Tripel-Allianz von Argentinien, Brasilien und Uruguay gegen Paraguay unter Francisco Solano López. Darin vereinbaren die Vertragspartner, den Krieg bis zum Sturz López’ fortzusetzen.

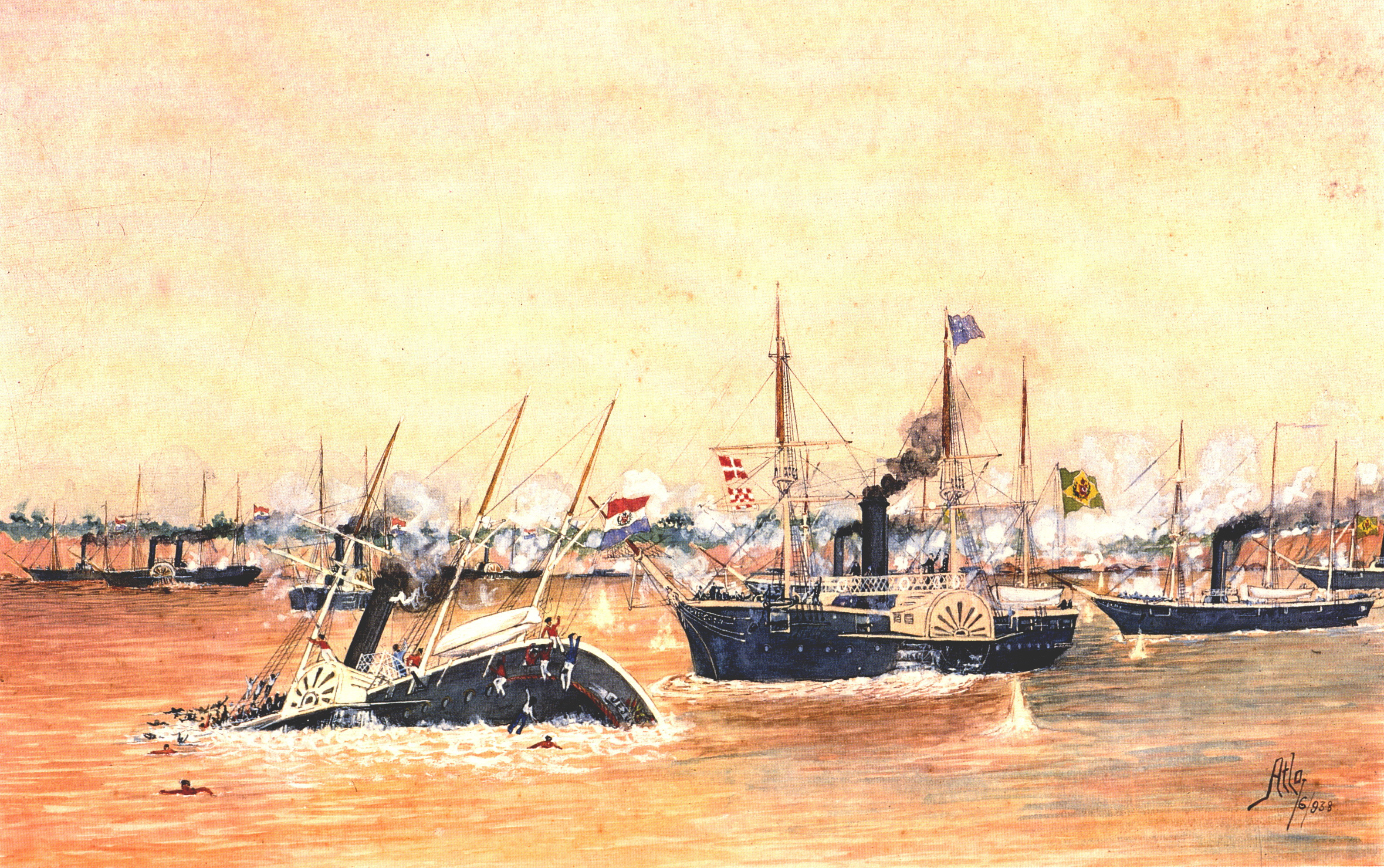
Schlacht auf dem Riachuelo, Gemälde von Trajano Augusto de Carvalho

- 11. Juni: In der Schlacht auf dem Riachuelo vernichtet die brasilianische Marine die paraguayische Flotte nahezu vollständig.
- August: Der Allianz gelingt es, die paraguayischen Uferbatterien südlich von Corrientes außer Gefecht zu setzen. Im gleichen Monat besiegen sie eine der beiden im Süden operierenden Heereseinheiten am Río Yatay, einem Zufluss des Río Uruguay.
- September: Eine eingeschlossene paraguayische Einheit kapituliert bei Uruguaiana.

#### Weitere Ereignisse in Südamerika
- Nachdem sich Präsident José Mariano Melgarejo mit seiner die Großgrundbesitzer bevorzugenden Landgesetzgebung vor allem bei den Indios unbeliebt gemacht hat, kehrt der ehemalige Präsident Manuel Isidoro Belzu aus Europa nach Bolivien zurück. Er besiegt Melgarejo in einer militärischen Kampagne, wird von diesem jedoch am 23. März bei einem Treffen auf den Stufen des Regierungspalasts von La Paz ermordet.

#### Portugal
- 11. Februar: Das von José António Marques gegründete Portugiesische Rote Kreuz ist eine der ersten nationalen Rotkreuzgesellschaften in der Internationalen Rotkreuz-Bewegung des Henry Dunant.
- Nuno José Severo de Mendoça Rolim de Moura Barreto, Führer der liberalen Historischen Partei und Ministerpräsident im Königreich Portugal, sucht zunehmend die Zusammenarbeit mit der oppositionellen konservativen Regenerationspartei. Er verliert dadurch die Unterstützung des linken Flügels seiner Partei und damit die Regierungsmehrheit. Sein Nachfolger und Parteifreund Bernardo de Sá Nogueira de Figueiredo kann sich allerdings ebenfalls nur fünf Monate an der Regierung halten. Daraufhin übernimmt Joaquim António de Aguiar von der Regenerationspartei die Macht und schmiedet eine Koalition mit der Historischen Partei.

#### Kaisertum Österreich/Preußen

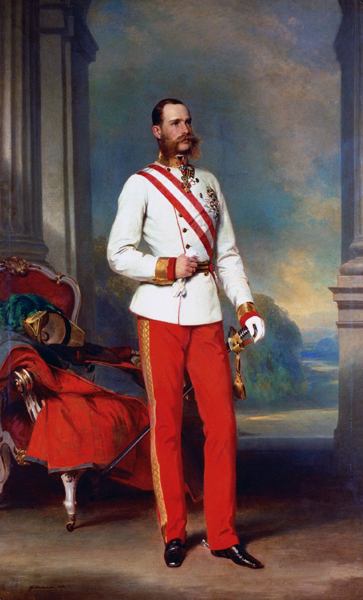
Franz Xaver Winterhalter: Franz Joseph I. 1865

- 26. Juni: Wegen der dauerhaften Spannungen mit Preußen in Fragen des Deutschen Bundes und der Verwaltung der Herzogtümer Schleswig und Holstein entzieht Kaiser Franz Joseph I. von Österreich dem liberalen Kabinett um Ministerpräsident Rainer von Österreich und Staatsminister Anton von Schmerling das Vertrauen.

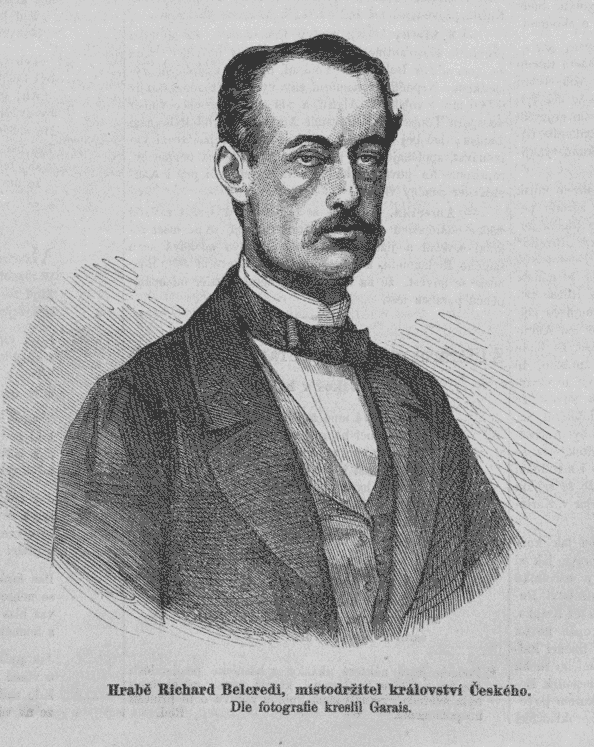
Richard Graf Belcredi

- 27. Juli: Nach einer einmonatigen Übergangsregierung unter dem bisherigen Außenminister Alexander von Mensdorff-Pouilly ernennt Franz Joseph den Konservativen Richard Graf von Belcredi zum Ministerpräsidenten, der das Amt nur widerstrebend annimmt. Belcredi ist entschiedener Gegner eines Österreichisch-Ungarischen Ausgleichs und möchte als überzeugter Föderalist das Kaisertum in seine fünf historischen Gebiete Deutsch-Österreich, Böhmen-Mähren-Schlesien, Ungarn, Polen-Ruthenien und Illyrien, d. h. die südslawischen Territorien, mit je einem Landtag einteilen. Ein föderalistisch besetzter Reichsrat soll für die gemeinsamen Kompetenzen Gesamt-Österreichs zuständig sein.
- 14. August: Preußen und Österreich schließen die zwischen Otto von Bismarck und Gustav von Blome vereinbarte Gasteiner Konvention zur Verwaltung von Schleswig und Holstein. Die im Frieden von Wien nach dem Deutsch-Dänischen Krieg beschlossene gemeinsame Administration beider Herzogtümer wird aufgegeben. Preußen bekommt die Verwaltung von Schleswig und Österreich die von Holstein. Österreich verzichtet auf Lauenburg und tritt seine Rechte an dem Herzogtum für 2,5 Mio. dänische Taler an die preußische Krone ab. Preußen sichert sich das Durchzugsrecht auf zwei alten Heerstraßen durch Holstein, da Schleswig zu Lande nur über Holstein zu erreichen ist. Außerdem wird Preußen gestattet, einen Kanal und eine Telegrafenleitung durch Holstein zu bauen. Vereinbart wird überdies die Schaffung einer Flotte des Deutschen Bundes und der Ausbau von Kiel zum Bundeshafen unter preußischer Oberhoheit. Zur Sicherung der nördlichen Grenze des Deutschen Bundes zu Dänemark soll Rendsburg den Status einer Bundesfestung erhalten und dementsprechend befestigt und bewaffnet werden. Die Vereinbarung führt zu Spannungen innerhalb des Deutschen Bundes und zu scharfen diplomatischen Reaktionen der europäischen Großmächte Frankreich und Großbritannien.
- 3. September: Bei einem Treffen in Biarritz mit Kaiser Napoleon III. versichert sich Otto von Bismarck der Neutralität Frankreichs in einem möglichen Krieg Preußens gegen Österreich.
- 11. September: Der unter preußischer Herrschaft befindliche schlesische Ort Katowice erhält die Stadtrechte verliehen.
- 20. September: Mit dem Sistierungspatent wird das Februarpatent aus dem Jahr 1861 aufgehoben. Das Kaisertum Österreich ist damit neuerlich ohne formale Verfassung.
- 14. Dezember: Nach einem Besuch Kaiser Franz Josephs in Pest wird der 1861 aufgelöste ungarische Landtag wieder eröffnet.

#### Weitere Ereignisse im Deutschen Bund
- 23. Februar: Der Badische Schulstreit über die Abschaffung des kirchlichen Aufsichtsrechts an Volksschulen gipfelt im Mannheimer Kasinosturm gegen die Anfang des Jahres gegründete katholische Kasinobewegung, bei dem mehrere Menschen verletzt werden. Der Badische Kulturkampf erreicht damit seinen Höhepunkt.
- 1. März: Im Königreich Sachsen tritt das 1863 veröffentlichte Sächsische Bürgerliche Gesetzbuch in Kraft. Es gilt als die modernste privatrechtliche Kodifikation seiner Zeit.
- 1. April bis 6. Juni: Der Dreigroschenstreik der Leipziger Buchdrucker findet landesweit Beachtung und führt ein Jahr später zur Gründung des Verbandes der Deutschen Buchdrucker.
- In Leipzig wird zwischen dem 16. und 18. Oktober unter führender Mitwirkung von Louise Otto-Peters und Auguste Schmidt der Allgemeine Deutsche Frauenverein (ADF) gegründet. Seine zentrale Forderung ist das Recht der Frauen auf gleiche Bildung.

#### Rumänien
- 26. Januar: Mihail Kogălniceanu, erster rumänischer Ministerpräsident, Historiker und Publizist, tritt zurück, nachdem seine Agrarreform am Veto von Fürst Alexandru Ioan Cuza gescheitert ist. Ihm folgt der gemäßigt konservative Constantin Bosianu. Dieser wird am 14. Juni von Nicolae Crețulescu abgelöst, der damit seine zweite Amtszeit beginnt.
- Das Fürstentum Rumänien schafft als einer der ersten Staaten in Europa die Todesstrafe ab.

#### Griechenland
- 9. Februar: Nach einem halben Jahr an der Macht löst sich in Griechenland das Kabinett von Ministerpräsident Konstantinos Kanaris auf. Ihm folgt Benizelos Rouphos, der allerdings schon am 14. März von Alexandros Koumoundouros abgelöst wird. Dieser behält das Amt zunächst bis zum 1. November und wird dann nach zwei sehr kurzen Übergangsregierung von Epaminondas Deligiorgis und Dimitrios Voulgaris am 18. November erneut Ministerpräsident. Allerdings muss er selbst bereits eine Woche darauf am 25. November wieder zurücktreten. Es folgen erneut Epaminondas Deligiorgis und am 11. Dezember Benizelos Rouphos.

#### Weitere Ereignisse in Europa
- 1. Januar: Der Liberal-Radikale Karl Schenk wird Bundespräsident der Schweiz.

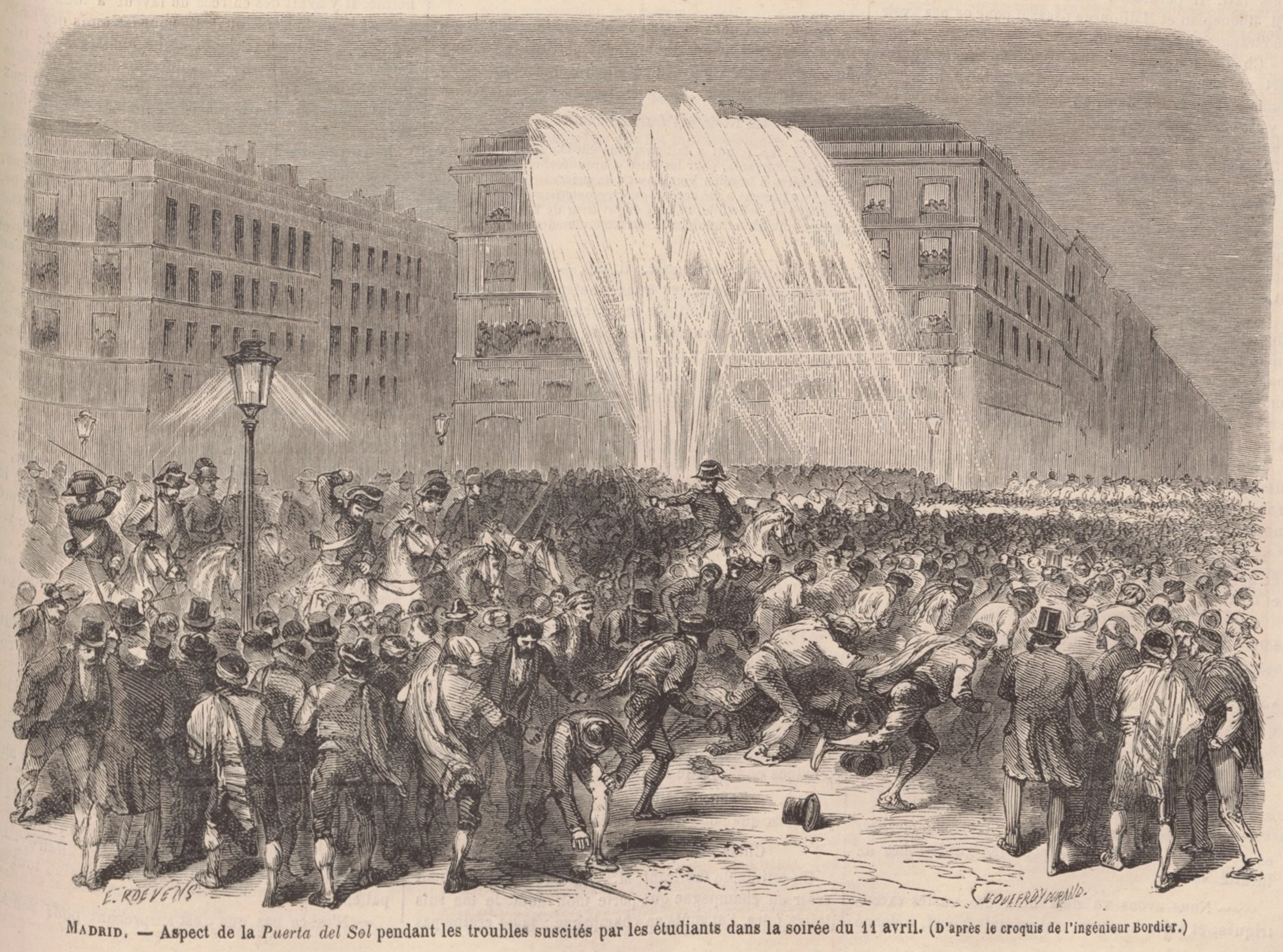
Die Niederschlagung des Aufstands; Le Monde illustré vom 22. April

- 10./11. April: In der Noche de San Daniel schlagen spanische Truppen gegen Königin Isabella II. gerichtete Studentenproteste an der Universität von Madrid blutig nieder. 14 Menschen kommen ums Leben, 193 werden verletzt. Auslöser für die Proteste war die Suspendierung des beliebten Professors Emilio Castelar aus politischen Gründen.
- 10. Dezember: Durch den Tod seines Vaters Leopold I. wird Leopold II. zum König der Belgier.

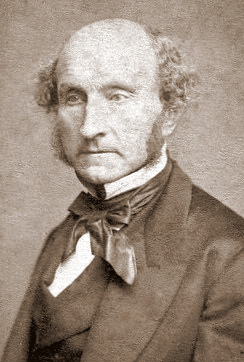
John Stuart Mill 1865

- Mit John Stuart Mill wird einer der ersten Verfechter des Frauenwahlrechts und des Scheidungsrechts für die Whigs in das britische Parlament gewählt. Im gleichen Jahr wird die Ladies Discussion Society gegründet, in der diskutiert wird, ob und wieweit Frauen am öffentlichen Leben des viktorianischen Englands teilhaben sollen.
- San Marino schafft die Todesstrafe auf seinem Staatsgebiet formell ab. Die letzte Hinrichtung hat im Jahr 1468 stattgefunden.

#### Afrika

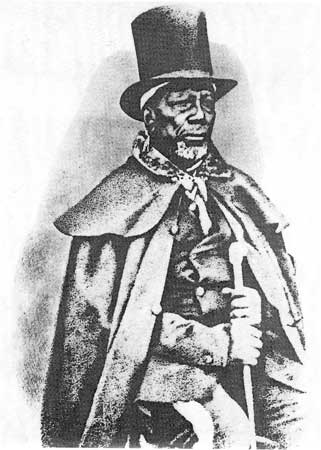
Moshoeshoe I.

- 9. Juni: Johannes Henricus Brand, Präsident des Oranje-Freistaats erklärt dem Volk der Basotho unter Moshoeshoe I. den Krieg. Der Seqiti-Krieg zwischen der Burenrepublik und den Basotho beginnt. Im August belagert der Landwirt und Offizier Louis Wepener mit einer Truppe vergeblich das Plateau von Thaba Bosiu, auf dem Moshoeshoe residiert. Wepener wird bei dem Angriff erschossen.
- Unter Königin Rasoherina ersetzt in Madagaskar die englische Sprache in vielen Gegenden das Französische als Verkehrssprache. Ministerpräsident Rainilaiarivony schließt am 27. Juni mit Großbritannien den Vertrag von Antananarivo, einen Freundschafts-, Friedens- und Handelsvertrag, der später auch auf andere Nationen ausgeweitet wird. Unter anderem wird damit die Sklaverei in Madagaskar endgültig abgeschafft.
- Sahle Mariam wird König von Shewa. Er beginnt einen 15 Jahre dauernden Eroberungsfeldzug durch Äthiopien unter anderem in die Region Gide und gegen die Oromo.

#### Asien
- 27. Januar: Ein neues nengō in der japanischen Zeitrechnung beginnt. Die Ära Keiō löst die Ära Genji ab.
- Mai: Prinz Senggerinchin aus der Qing-Dynastie, der in China den Nian-Aufstand bekämpft, wird von den Aufständischen bei Heze in Shandong eingekreist und getötet. Sein Nachfolger als Heerführer wird der Beamte Zeng Guofan, der im Vorjahr den Taiping-Aufstand niedergeschlagen hat.
- Mai/Juni: Die Kaiserlich Russische Armee unter Michail Grigorjewitsch Tschernjajew erobert Taschkent, eine der wichtigsten Städte im Khanat Kokand. Tschernjajew, der gegen die direkte Order des russischen Zaren gehandelt hat, wird daraufhin aus dem Militärdienst entlassen.
- 2. Dezember: Nach dem Tod von Faisal ibn Turki Al Saud wird sein Sohn Abdallah III. ibn Faisal neuer Imam der Wahhabiten aus der Dynastie der Saud in Arabien. Er ist mit einem Konflikt mit Großbritannien ebenso konfrontiert wie mit Machtkämpfen mit seinen Brüdern.
- Nach der Niederschlagung des Taiping-Aufstands in China beginnen die Ho-Kriege in Südostasien.

#### Australien/Neuseeland/Ozeanien
- 6. April: Eine australische Strafexpedition verübt in der Nähe der La Grange Bay in Western Australia das La-Grange-Massaker an einer Gruppe Aborigines, die zuvor drei Siedler ermordet hat. Das Unternehmen hat am 16. Februar mit einer Suchaktion nach den Siedlern in Fremantle begonnen.
- Der Umzug der neuseeländischen Regierung und des Parlaments nach Wellington wird abgeschlossen. Die erste Parlamentssitzung findet am 26. Juli statt.

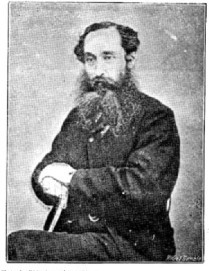
Edward William Stafford

- 16. Oktober: Premierminister Frederick Weld tritt aufgrund gesundheitlicher Probleme von seinem Amt zurück. Edward Stafford wird zum zweiten Mal Premierminister Neuseelands.
- 9. Dezember: Mit dem Tod des letzten Tuʻi Tonga Laufilitonga endet das Tongaische Imperium formell.

### Wirtschaft

#### Ausstellungen und Museen
- 4. Mai: Der aus privaten Mitteln unter anderem von Georg Egestorff errichtete und von Wilhelm Lüer gestaltete Zoo Hannover wird eröffnet. Die Anregung zum Bau erfolgte Mitte des 19. Jahrhunderts durch Hermann Schläger und Mitglieder der Naturhistorischen Gesellschaft Hannover, die bereits das Naturhistorische Museum gegründet hat. Der Kölner Zoo-Assistent Adolf Schütte wird vom Verwaltungsrat als erster Zoodirektor berufen und ist maßgeblich für den Aufbau des Tierbestands im Zoo verantwortlich.
- 13. Juli: Das von P. T. Barnum in New York betriebene American Museum, eine Mischung aus Kuriositätenkabinett und völkerkundlicher Ausstellung, brennt unter mysteriösen Umständen ab.
- 9. bis 17. September: In Erfurt wird in Vogels Garten, Poppes Garten und Hellings Garten die Allgemeine Deutsche Gartenbauausstellung mit internationaler Beteiligung durchgeführt.

#### Geldwirtschaft
- 1. Januar: Preußen führt die Postanweisung zur Übermittlung von Geldbeträgen ein. Am 1. Juni wird die „Offene Karte“, eine Form der Postkarte, eingeführt.
- 5. Juli: In Washington, D.C., wird der United States Secret Service ins Leben gerufen. Er ist vorläufig nur für die Bekämpfung von Geldfälschung zuständig und wird daher dem Finanzministerium zugewiesen.

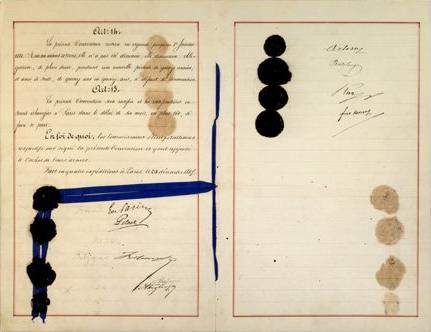
Vertragsurkunde von 1865

- 23. Dezember: Frankreich, Belgien, Italien und die Schweiz schließen die lateinische Münzkonvention. Ihre Gold- und Silbermünzen sind in Gewicht, Metallgehalt, Form und ihres Kurses auf der Basis des französischen Systems künftig vereinheitlicht. Es entsteht die Lateinische Münzunion, eine Währungsunion, die am 1. August des folgenden Jahres in Kraft tritt. Diese stellt ihr Währungssystem auf eine reine Goldwährung um, ebenso wie Dänemark, die Niederlande, Schweden und Norwegen.

#### Patente
- 10. Oktober: John Wesley Hyatt erhält sein erstes Patent auf die von ihm erfundene Billardkugel aus Nicht-Elfenbein. Einige Jahre später gelingt ihm beim Streben nach Verbesserung der Erfindung der Entwicklungsprozess für Zelluloid.
- 7. November: Die US-Firma Repeating Light Co. in Springfield erhält ein Patent auf von ihr entwickelte Taschenfeuerzeuge.
- Der Brite Joseph Hinks lässt in Birmingham die von ihm entwickelte Duplex-Lampe patentieren.
- Der Chromstahl wird patentiert.

#### Unternehmensgründungen

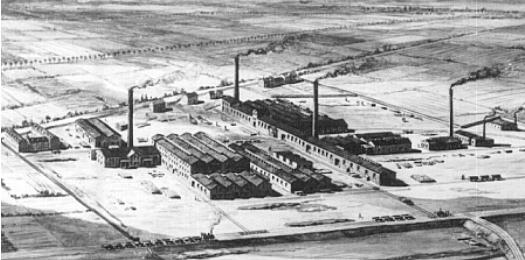
Das BASF-Werk Ludwigshafen 1866

- 6. April: In Mannheim-Jungbusch wird die Badische Anilin und Soda Fabrik (BASF) von Friedrich Engelhorn als Aktiengesellschaft mit einem Grundkapital von 1,4 Mio. Gulden gegründet. Bereits eine Woche später übersiedelt die Fabrik ins auf der anderen Seite des Rheins gelegene Ludwigshafen.
- April: Nach der Ermordung Abraham Lincolns stürmt ein Mob die Büroräumlichkeiten der demokratischen Zeitung Democratic Press und zerstört sie. Die Nachfolgezeitung erscheint erstmals am 12. Juni unter dem Namen The Daily Examiner.
- 21. Juni: Der schwedische Chemiker Alfred Nobel gründet in Hamburg das Unternehmen Alfred Nobel u. Co. Anfangs wird Sprengstoff auf Basis von Nitroglycerin in der Dynamitfabrik Krümmel in Geesthacht bei Hamburg hergestellt. Bei dieser Fabrik handelt es sich um die erste Nitroglycerinfabrik außerhalb Schwedens.
- Die Société Générale de Transport Maritimes wird gegründet, um Eisenerz von Algerien nach Frankreich zu transportieren.
- Das deutsche Handelsunternehmen Kunst und Albers in Wladiwostok wird gegründet.
- Die Oregon Iron Company Furnace, die erste Eisengießerei westlich der Rocky Mountains wird gegründet.
- William Wallace Cargill gründet das Unternehmen Cargill.
- Das Hotel Bellevue in Bern wird eröffnet.

#### Verkehr

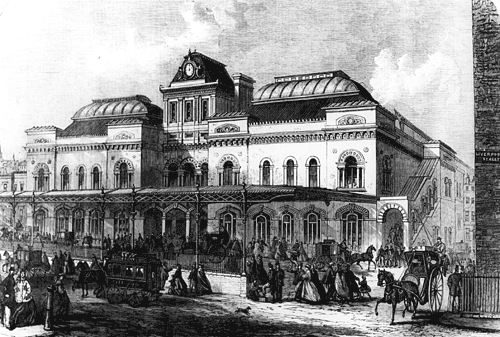
Der 1865 eröffnete Bahnhof Broad Street in London

- 21. April: Nach über einjähriger Verzögerung wegen technischer Probleme wird der erste Personenzug mit dem Trajekt Spyck–Welle auf der Linksniederrheinischen Strecke durch die Rheinische Eisenbahn-Gesellschaft über den Rhein transportiert.
- April: Die Großherzoglich Badischen Staatseisenbahnen beginnen die Bauarbeiten für die Schwarzwaldbahn von Offenburg nach Hausach und von Engen bis Singen am Hohentwiel.
- 1. Mai: Die Wiener Ringstraße wird von Kaiser Franz Joseph I. in Anwesenheit von Kaiserin Elisabeth, zahlreicher Erzherzöge, Minister und Vertreter der Stadt Wien mit Bürgermeister Andreas Zelinka an der Spitze feierlich eröffnet. Der Festakt findet vor dem Äußeren Burgtor auf dem Burgring statt. Zum Zeitpunkt der Eröffnung der Straße ist der Boulevard noch größtenteils unverbaut.

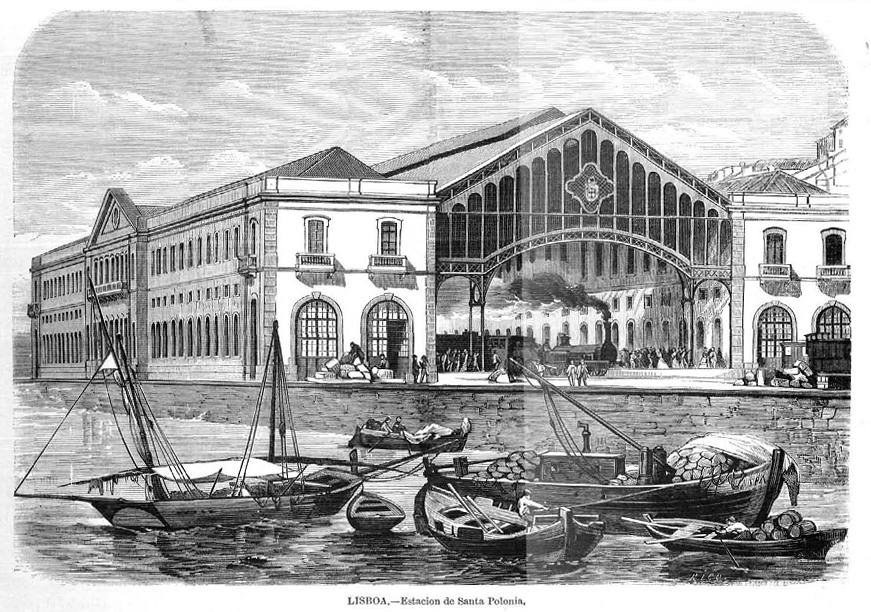
Santa Apolónia 1873

- 1. Mai: In Lissabon wird der Bahnhof Santa Apolónia als Kopfbahnhof für die fast fertiggestellte Linha do Norte nach Porto eröffnet.
- 22. Juni: Die erste Pferdestraßenbahn in Deutschland nimmt in Berlin zwischen dem Brandenburger Tor und Charlottenburg über das Knie den Betrieb auf.

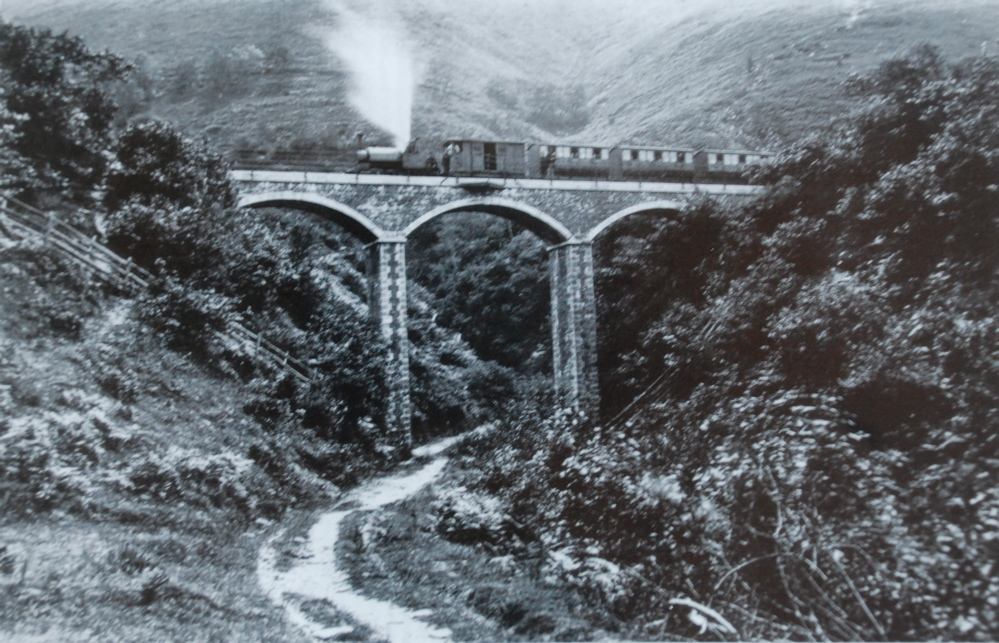
Lok Nr. 1 Talyllyn auf dem Dolgoch-Viadukt etwa 1867

- 5. Juli: Die für den Schiefertransport geplante Talyllyn Railway in Wales wird als erste Schmalspurbahn in Großbritannien für die Personenbeförderung zugelassen. Der Ingenieur James Swinton Spooner wird mit der Planung und Realisierung des Bahnbaus beauftragt.

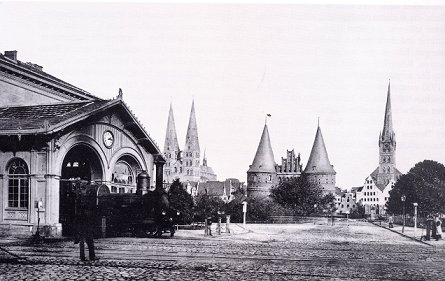
Der erste Bahnhof in Lübeck, ca. 1865

- 1. August: Die von der Lübeck-Büchener Eisenbahn errichtete Direktverbindung zwischen Lübeck und Hamburg wird eröffnet. Die rund 63 km lange Strecke verläuft von Lübeck über Reinfeld, Oldesloe, Ahrensburg, Rahlstedt und Wandsbek bis zum Lübecker Bahnhof in Hamburg. Daran schließt sich nach Süden abknickend eine Verbindung zum Lübecker Güterbahnhof zwischen der Sonninstraße und dem Lübecker Kanal an, die unterhalb des Berliner Bahnhofs in die Berlin-Hamburger Bahn mündet. Davor mussten Reisende zwischen Lübeck und Hamburg den Umweg über Büchen in Kauf nehmen. Die neue Strecke wird vorläufig nur eingleisig befahren.
- 20. September: Die ersten Teilabschnitte der Schlesischen Gebirgsbahn werden eröffnet.
- 26. September: Nach der Fertigstellung des Bahnhofs Varese wird die Bahnstrecke Gallarate–Varese eröffnet.
- 30. September: Die erste Teilstrecke der Hamburg-Altonaer Verbindungsbahn wird eröffnet.
- 4. Oktober: Als erste Pferdestraßenbahn des Kaisertums Österreich nimmt die Wiener Straßenbahn vom Schottentor an der neuen Wiener Ringstraße durch die Alser Straße und Hernalser Hauptstraße nach Dornbach den Verkehr auf.

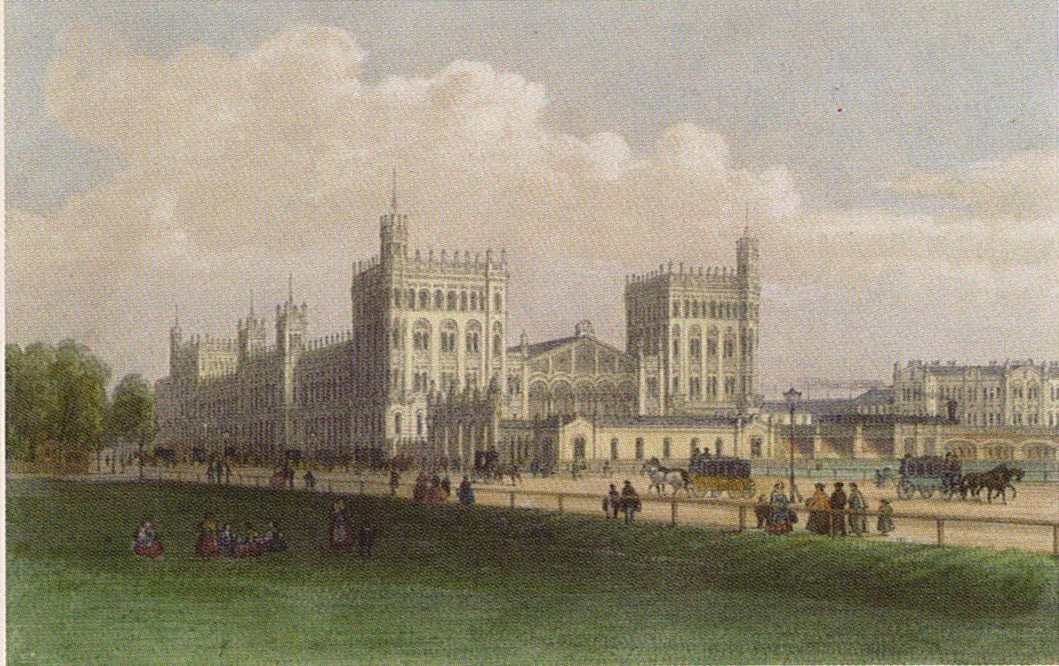
Der Nordbahnhof 1865

- 15. Oktober: Der prunkvolle Neubau des Wiener Nordbahnhofs unweit des Pratersterns wird nach sechsjähriger Bauzeit eröffnet. Als Ausgangspunkt der Kaiser Ferdinands-Nordbahn ist er der wichtigste und größte Bahnhof der Habsburgermonarchie.
- 2. Dezember: Eine Gruppe von Geschäftsleuten um den früheren Abgeordneten Timothy Guy Phelps gründet in San Francisco die Southern Pacific Railroad of California, um eine Eisenbahnstrecke von San Francisco nach San Diego zu bauen.

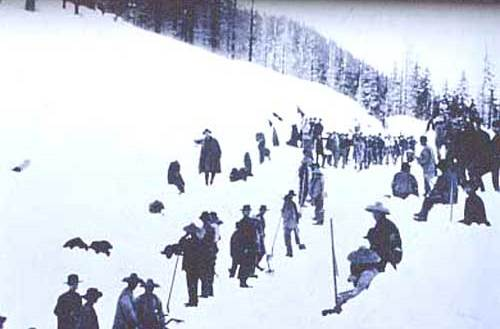
Chinesische Arbeiter beim Bau der ersten transkontinentalen Eisenbahn

- Nach dem Ende des Sezessionskrieges beginnt die Union Pacific Railroad in Omaha, Nebraska, mit dem Verlegen von Gleisen für die erste transkontinentale Eisenbahnlinie in Nordamerika. Die Partnergesellschaft Central Pacific Railroad hat mit dem Bau von Kalifornien aus schon im Jahr 1863 begonnen. Letztere beginnt aus Mangel an Arbeitskräften mit der Einstellung von chinesischen Arbeitern.

### Wissenschaft und Technik

#### Afrikaforschung

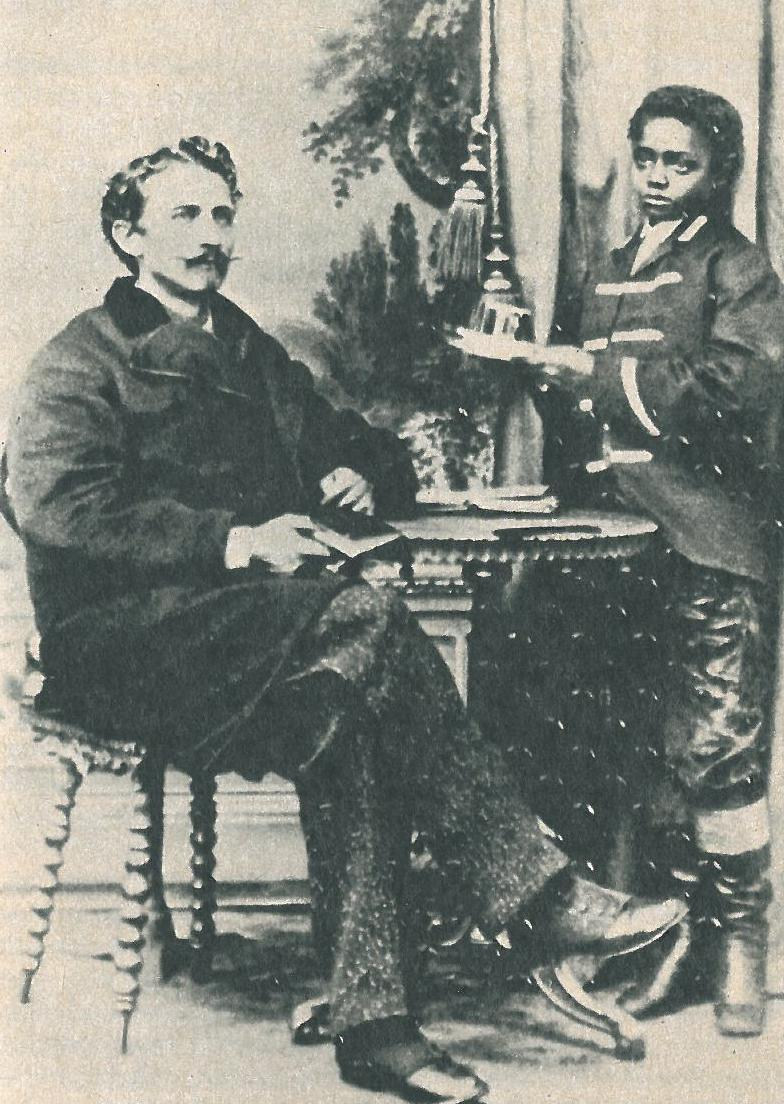
Gerhard Rohlfs und Diener Noël

Nach einigen Monaten Aufenthalt in Europa geht der deutsche Arzt und ehemalige Fremdenlegionär Gerhard Rohlfs als offiziell unterstützter Forschungsreisender erneut nach Tripolis. Dort reist er im Mai ab, um das Hoggar-Massiv zu erforschen und nach Timbuktu weiterzuziehen. Schon in Ghadames muss er allerdings seine Marschrichtung wegen des feindlichen Verhaltens der Tuareg ändern und zieht nach Murzuk im Fessan. Dort behandelt der erklärte Gegner der Sklaverei einen erkrankten Sklavenhändler aus Kordofan. Aus Dank für seine Genesung schenkt dieser Rohlfs am 25. Dezember einen etwa sieben oder acht Jahre alten Sklaven, dem dieser den Namen Noël gibt. Da Rohlfs den Jungen nicht allein zurücklassen will, nimmt er ihn auf seiner weiteren Reise mit.

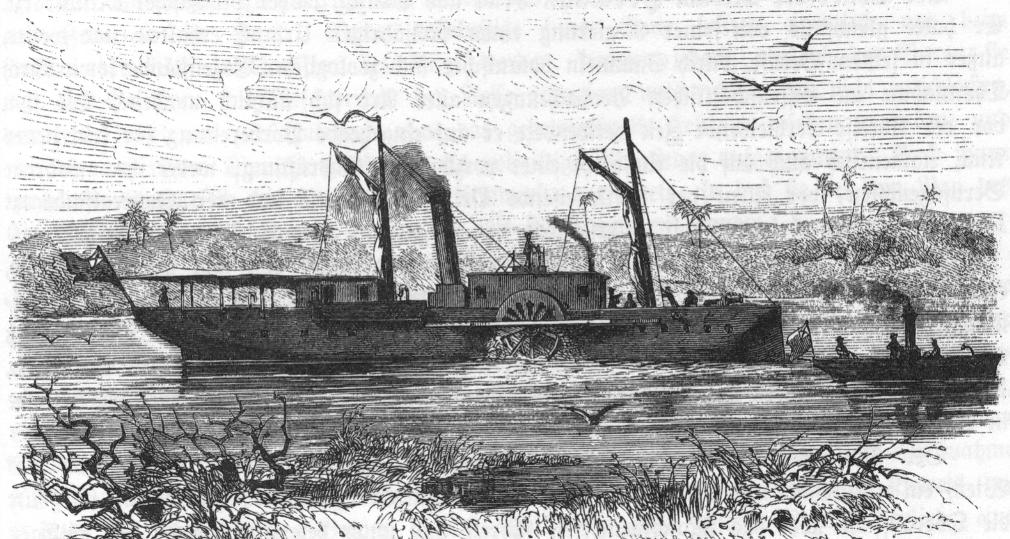
Flussdampfer Welf zur Erkundung des Juba

Die letzte Expedition Karl Klaus von der Deckens nach Somalia soll der Erforschung des Flusses Juba dienen. Mit zwei eigens dafür konstruierten Flussdampfern, die in Hamburg gebaut, in Teilen verschifft und in Sansibar zusammengebaut wurden, fährt er flussaufwärts. Bereits in der Mündung geht jedoch eines der Schiffe, die Passepartout verloren. In den Stromschnellen oberhalb von Baardheere (Bardera) erleidet der große Dampfer Welf Schiffbruch. Nach Errichtung eines Lagers gerät die Mannschaft am 2. Oktober in einen Kampf mit aufgebrachten Somali, wobei von der Decken und viele seiner Leute ihr Leben verlieren. Andere Mitglieder der Besatzung können sich retten und die Nachricht nach Sansibar bringen. Der Bericht über die gescheiterte Expedition gilt als wichtige ethnologische Quelle über das südliche Somaliland.
Im Herbst schifft sich der Missionar David Livingstone von London aus in Richtung Sansibar zu einer neuerlichen Afrikaexpedition ein.

#### Astronomie
- 17. Januar: Drei Tage nach seinem Periheldurchgang und seiner größten Annäherung an die Erde entdeckt der Amateurastronom Francis Abbott in Hobart, Tasmanien, den Kometen C/1865 B1. Der „Große Komet“ ist bis März in der Südhemisphäre mit dem bloßen Auge sichtbar und erreicht seine größte Schweiflänge am 21. Januar.
- 21. April: Der Astronom Heinrich Louis d’Arrest entdeckt die linsenförmige Galaxie NGC 4408 im Sternbild Haar der Berenike.
- 26. April: Der italienische Astronom Annibale de Gasparis entdeckt den Asteroiden (83) Beatrix im Asteroidengürtel.
- 24. August: Heinrich Louis d’Arrest entdeckt im Sternbild Fische die als NGC 326 katalogisierte elliptische Galaxie.

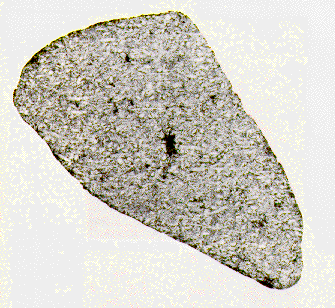
Fragment des Meteoriten

- 25. August: In Indien schlägt der Meteorit Shergotty ein und wird wenig später von Augenzeugen geborgen.
- 25. August: Der deutsche Astronom Karl Theodor Robert Luther entdeckt den Asteroiden (84) Klio im inneren Hauptgürtel.
- 27. August: Heinrich Louis d’Arrest findet im Sternbild Fische die später als NGC 63 bezeichnete Galaxie sowie im Sternbild Andromeda das Objekt NGC 260.
- 14. September: Heinrich Louis d’Arrest beobachtet im Sternbild Pegasus die Galaxie NGC 26.
- 19. September: Der deutsche Astronom Christian Heinrich Friedrich Peters entdeckt den Asteroiden (85) Io im inneren Asteroidengürtel.
- 27. September: Otto Wilhelm von Struve erkennt im Sternbild Pegasus die Galaxie NGC 9.
- 19. Dezember: Ernst Wilhelm Leberecht Tempel entdeckt als erster den kurzperiodischen Kometen 55P/Tempel-Tuttle.

#### Naturwissenschaften und Medizin

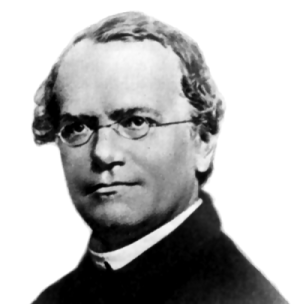
Gregor Mendel

- 8. Februar: Der Augustinermönch Gregor Mendel präsentiert den 1. Teil seiner auf knapp zehnjährigen Kreuzungsversuchen basierenden Arbeit Versuche über Pflanzenhybriden vor der Naturforschenden Gesellschaft Brünn, in der er die mendelschen Regeln der Vererbung vorstellt. Er gilt damit heute als Begründer der Genetik. Der 2. Teil seiner Arbeit folgt am 8. März.
- 9. April: Keimtheorie: Louis Pasteur präsentiert an der Pariser Sorbonne erstmals seine Entdeckung, dass Krankheiten durch Mikroorganismen ausgelöst werden können und führt seine Methode der kurzfristigen Erwärmung zur Konservierung von Lebensmitteln vor.
- 12. August: Joseph Lister führt in Glasgow die erste Operation mit Antisepsis an einem elfjährigen Jungen durch, die erfolgreich verläuft. Durch Listers neue Methode sinkt die Sterblichkeitsrate bei Operationen stark.
- Louis Pasteur wird von der französischen Regierung mit der Untersuchung der Pébrine-Krankheit beauftragt, die den Seidenspinner befällt und die französische Seidenindustrie an den Rand des Ruins gebracht hat. Auch Pasteurs Kollege und Konkurrent Antoine Béchamp arbeitet auf diesem Gebiet.
- Der österreichische Chemiker und Physiker Johann Josef Loschmidt berechnet die Anzahl der Moleküle in einem gegebenen Volumen eines idealen Gases unter Normalbedingungen, die sogenannte Loschmidt-Konstante L, die zur später gebräuchlichen Avogadro-Konstante umgerechnet werden kann (in Berichte der Wiener Akademie. Band 52, 1865, S. 345).
- Auf Basis der Arbeit von Johann Josef Loschmidt veröffentlicht der deutsche Chemiker August Kekulé in einer französischen Zeitschrift seinen Vorschlag zur Struktur von Benzolringen.
- Das Solvay-Verfahren oder auch Ammoniak-Soda-Verfahren genannt, ein chemischer Prozess zur Herstellung von Natriumcarbonat, wird von Ernest Solvay entwickelt.
- Casimir Davaine wird für seine Forschung über den Bacillus anthracis, den Erreger für Milzbrand, von der französischen Akademie der Wissenschaften mit dem Prix Bréant ausgezeichnet.

#### Telegrafie
- 17. Mai: In Paris entsteht auf Anregung der französischen Regierung der Internationale Telegrafenverein, heute als Internationale Fernmeldeunion eine UN-Spezialorganisation.

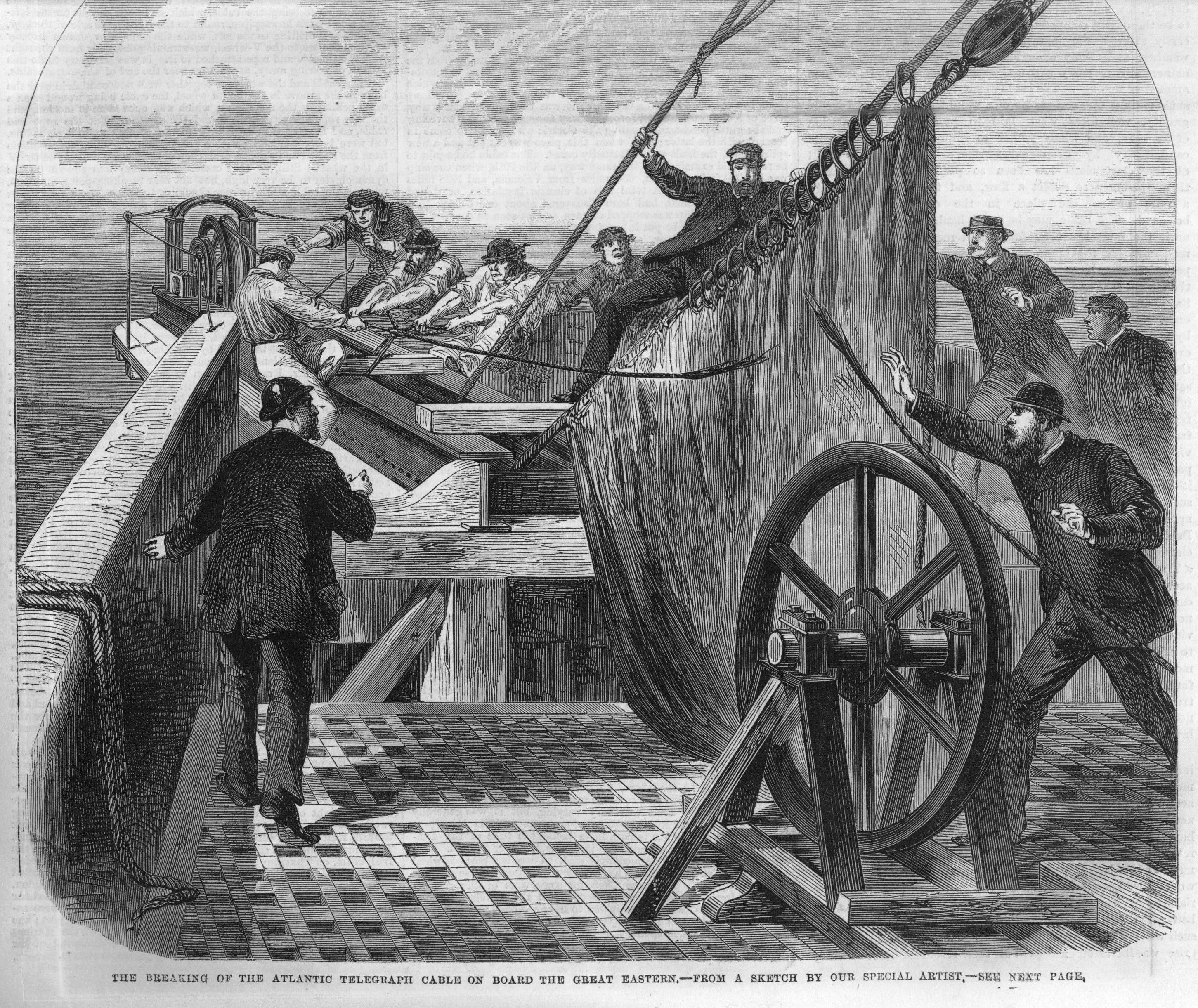
Zeitgenössische Darstellung des Kabelrisses aus The Illustrated London News

- Der britische Segeldampfer Great Eastern wird erstmals als Kabelleger eingesetzt, wofür zuvor der fünfte Schornstein und ein Teil der Kessel entfernt wurden. Rund acht Jahre nach dem ersten gescheiterten Versuch verlegt der Liniendampfer rund 4.000 km eines Transatlantikkabels. Am 31. Juli reißt das Seekabel jedoch rund 1.000 km vor der Küste Neufundlands und kann nicht wieder geborgen werden. Die Verlegung wird daraufhin auf das folgende Jahr verschoben.

#### Sonstiges

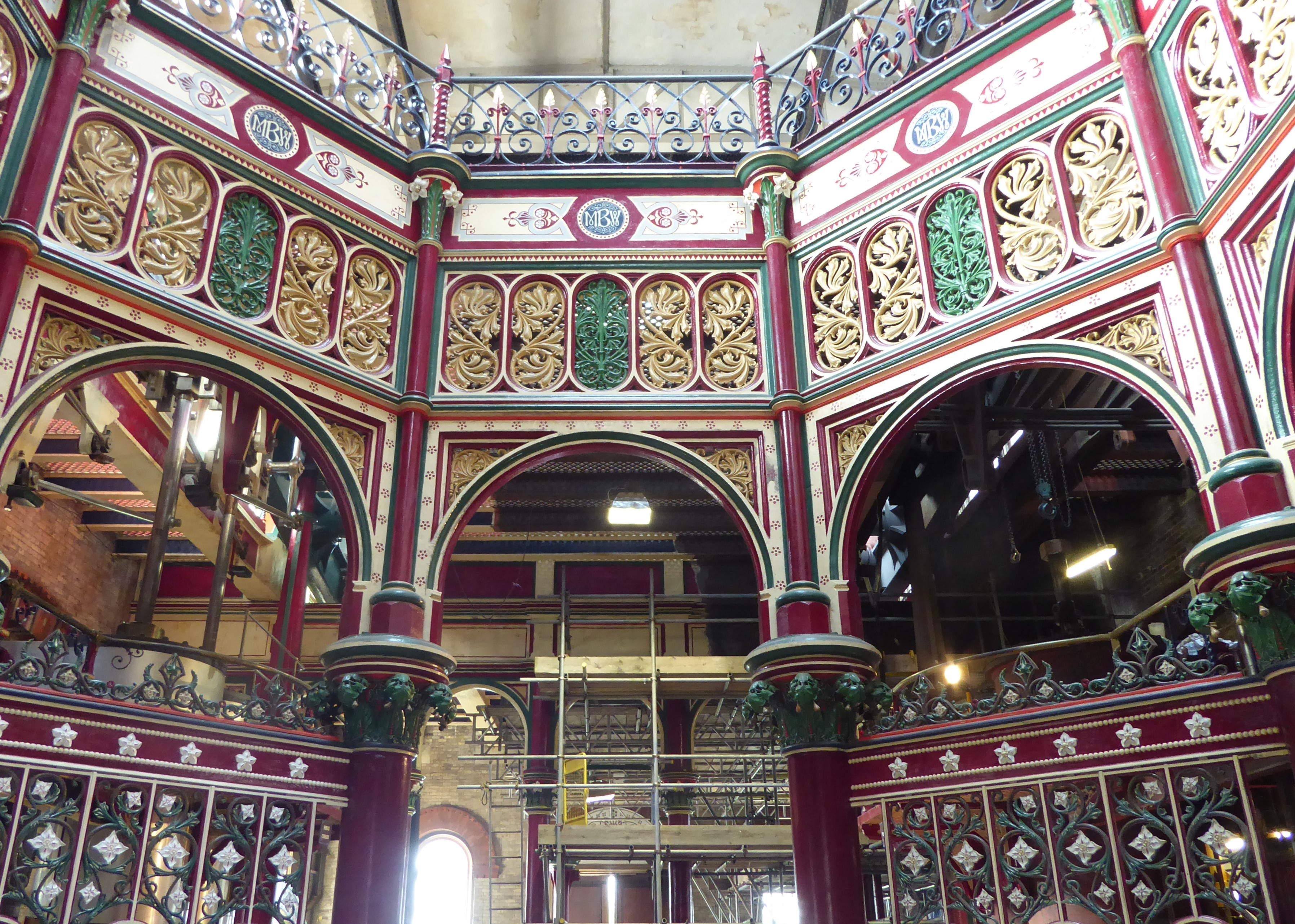
Verschnörkelte Schmiedearbeiten im Innenraum der Pumpstation Crossness

- 4. April: Nach siebenjähriger Bauzeit wird die Crossness Pumping Station in Anwesenheit von Edward-Albert, Prince of Wales, sowie weiteren hochrangigen Persönlichkeiten feierlich eröffnet. Sie ist Teil des in Folge des Great Stink unter der Leitung von Joseph Bazalgette errichteten Londoner Abwassersystems. Verantwortlicher Architekt ist Charles Henry Driver. Aufgrund ihres monumentalen Baustils ist die Abwasser-Pumpstation im Volksmund auch als Cathedral of Sewage bekannt.

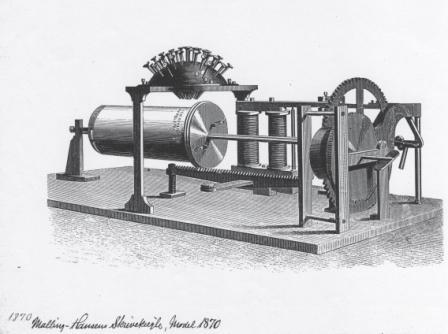
Schreibkugel, Modell von 1870

- Der dänische Pastor Rasmus Malling-Hansen entwickelt die Skrivekugle, die einige Jahre später als erste Schreibmaschine serienmäßig hergestellt wird. Sie besteht aus 54 konzentrischen Tastenstangen und druckt Großbuchstaben, Ziffern und Interpunktionszeichen auf ein zylindrisch eingespanntes Blatt Papier.
- Der Tübinger Chirurg und Professor Victor von Bruns stellt erstmals saugfähige Verbandwatte aus Baumwolle her.
- Major Franz Edler von Hruschka stellt die Honigschleuder bei einer Wanderversammlung der Imker in Brünn vor.
- Der amerikanische Eiskunstläufer Jackson Haines entwickelt Ganzmetall-Schlittschuhe, die direkt mit der Schuhsohle verbunden sind.
- Auf einem Dock in Brooklyn wird der von Julius Kröhl entworfene Sub Marine Explorer gebaut. Er ist das erste U-Boot, das aus eigener Kraft wieder auftauchen kann.

### Kultur

#### Bildende Kunst

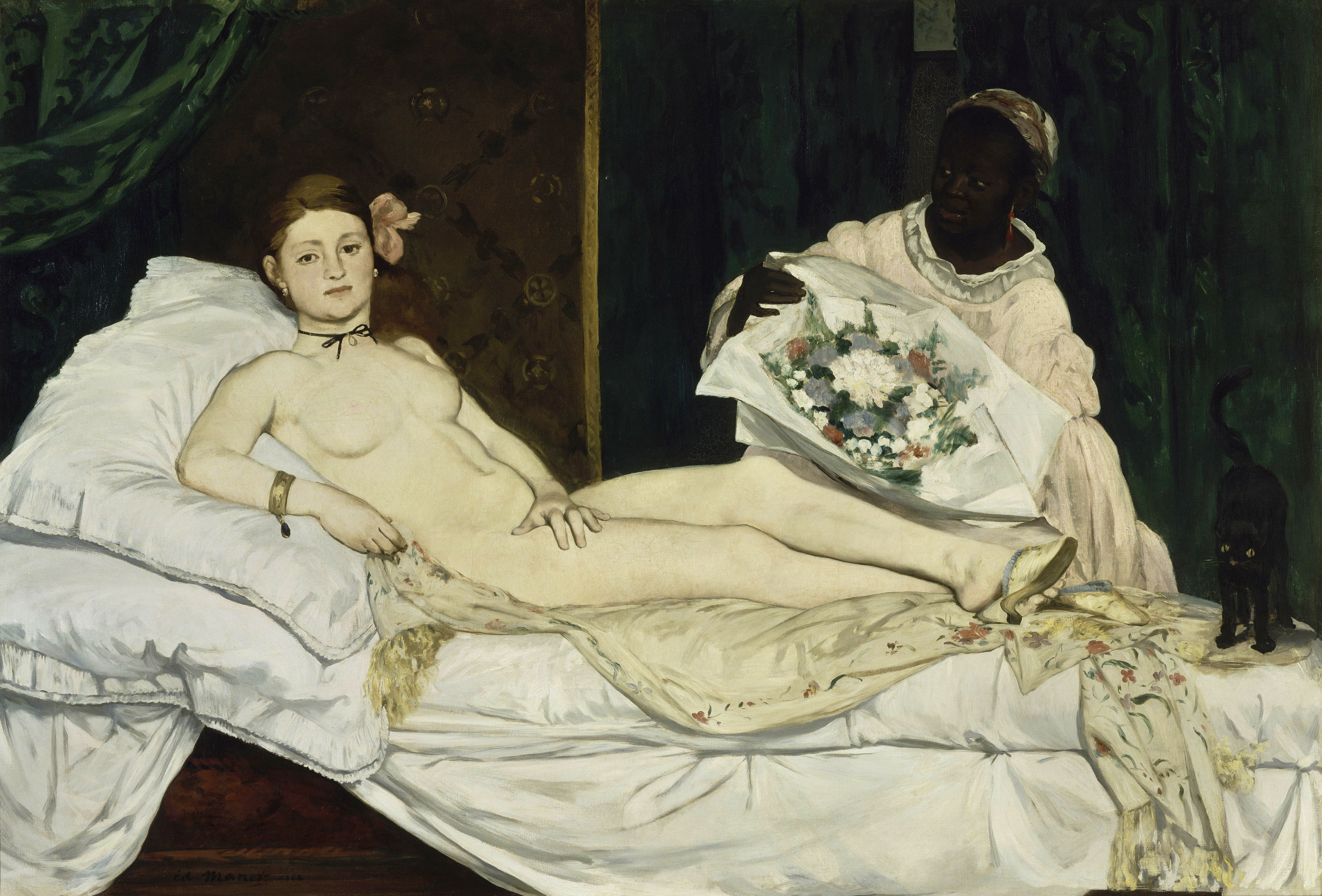
Manets Olympia

- Die Ausstellung von Édouard Manets Gemälde Olympia im Pariser Salon führt zu einem der größten Skandale der Kunstgeschichte.
- Der deutsche Porträtmaler und Lithograf Franz Xaver Winterhalter schafft das Doppelporträt von Kaiser Franz Joseph I. und seiner Gattin Elisabeth von Österreich-Ungarn.
- Claude Monet beginnt mit der Arbeit an dem Gemälde Das Frühstück im Grünen.

#### Literatur

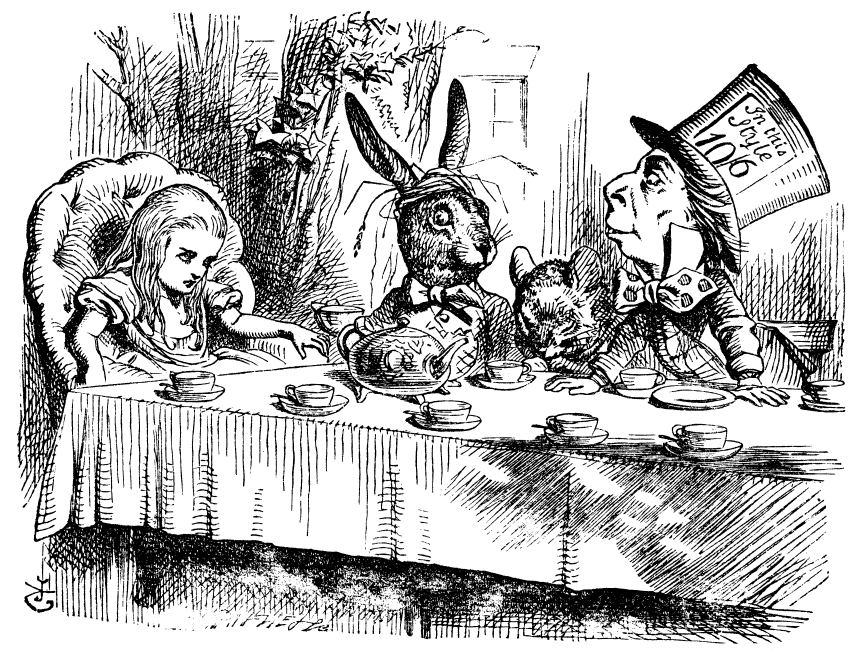
Illustration der Erstausgabe von John Tenniel

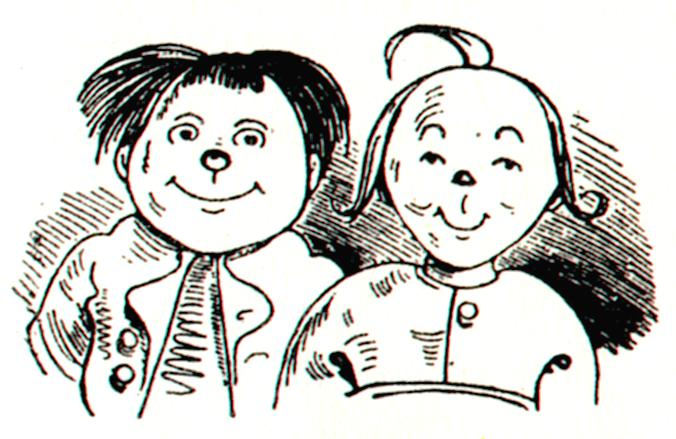
Max und Moritz

#### Musik und Theater
- 14. März: Eine revidierte Fassung der 1847 entstandenen Oper Macbeth von Giuseppe Verdi hat ihre Uraufführung am Théâtre-Lyrique in Paris.

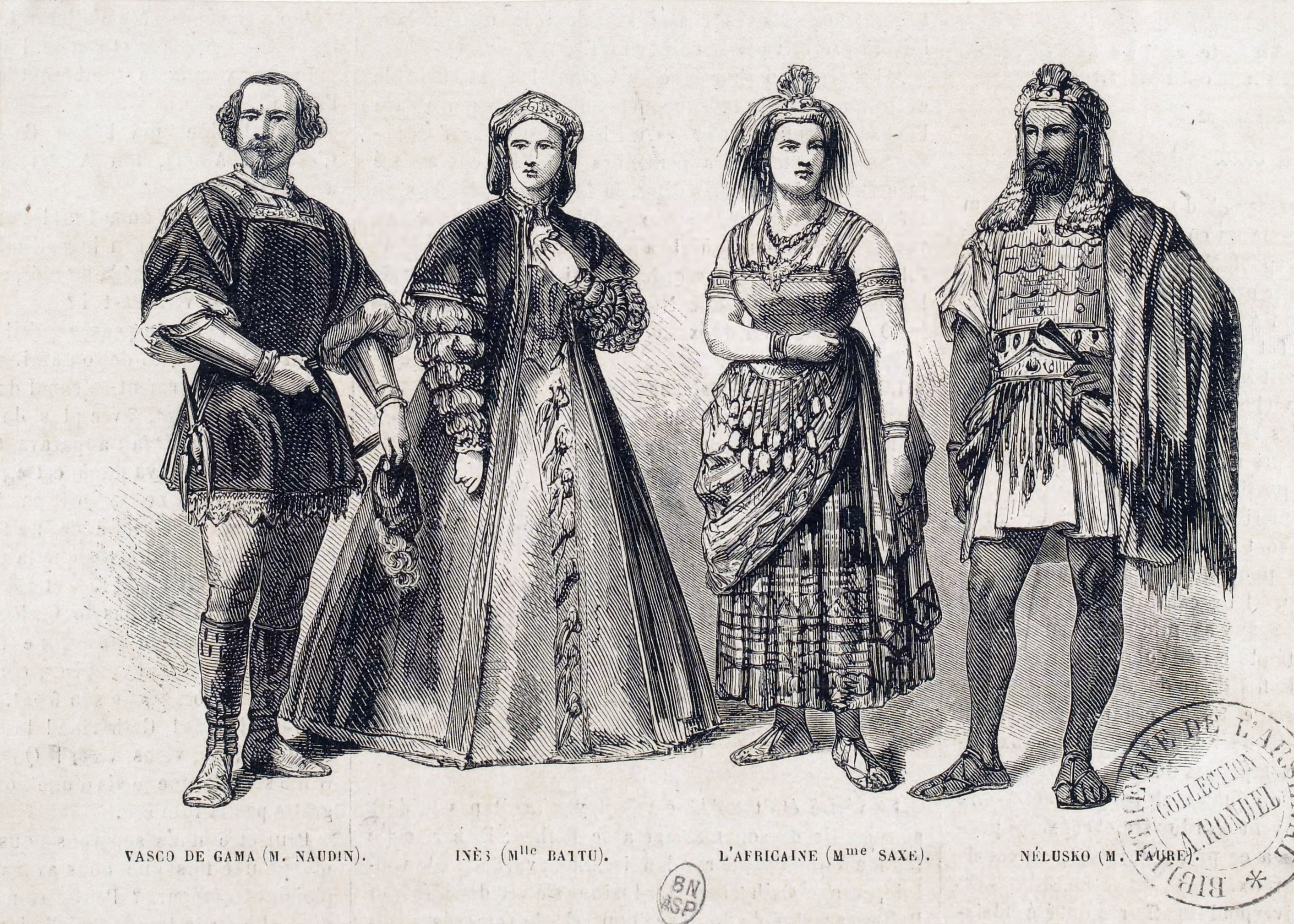
Die vier Hauptfiguren der Oper in der Uraufführung: Emilio Naudin als Vasco da Gama, Marie Battu als Inès, Marie Sasse als Sélika, Jean-Baptiste Faure als Nélusco

- 28. April: Die Uraufführung der Großen Oper L'Africaine (Die Afrikanerin) von Giacomo Meyerbeer findet an der Pariser Oper statt. Sowohl der Komponist als auch der Librettist Eugène Scribe sind beim triumphalen Erfolg der Oper bereits verstorben.

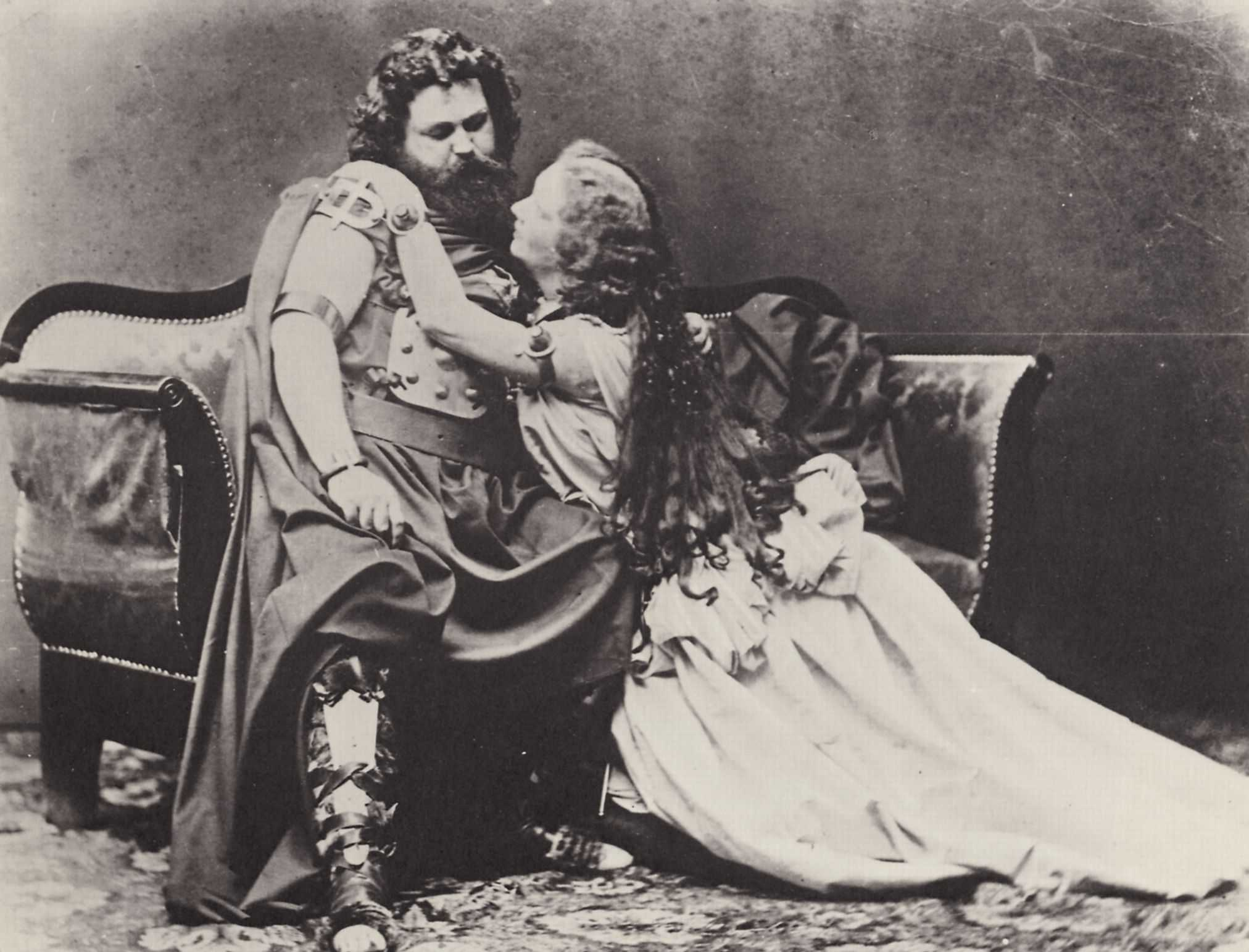
Ludwig und Malwine Schnorr von Carolsfeld in Tristan und Isolde

- 10. Juni: Im Königlichen Hof- und Nationaltheater in München wird Wagners Tristan und Isolde unter der Leitung von Hans von Bülow mit triumphalem Erfolg uraufgeführt. Der Sänger der Titelrolle, Ludwig Schnorr von Carolsfeld, stirbt nur wenige Tage später im Alter von nur 29 Jahren, was die Rolle des Tristan bis heute als „mörderisch“ gelten lässt. Musikalisch wirken Wagners Neuerungen vor allem auf dem Gebiet der Harmonik, wie zum Beispiel der Tristan-Akkord, bis in die letzte Phase der romantischen Musik nach.
- 30. Juni: Die Operette Die schöne Galathée von Franz von Suppè auf das Libretto von Leonhard Kohl von Kohlenegg hat ihre Uraufführung am Meysels Theater in Berlin. Der Auftrag zu dem Stück stammt vom Wiener Impresario Karl Treumann, der Text ist eine Bearbeitung von Victor Massés Opéra-comique Galathée aus dem Jahr 1852.
- 28. September: Die Oper Straszny Dwór (Das Gespensterschloß) von Stanisław Moniuszko wird am Teatr Wielki in Warschau uraufgeführt. Nach insgesamt drei Aufführungen wird sie wegen der polnisch-patriotischen Untertöne von der zaristischen Zensur verboten.
- 4. November: In der Münchener Isarvorstadt wird am Gärtnerplatz in Anwesenheit von Herzog Max Joseph in Bayern unter großem Publikumsinteresse das von Franz Michael Reiffenstuel errichtete Actien-Volkstheater eröffnet.
- 17. Dezember: Die 7. Sinfonie (Die Unvollendete) von Franz Schubert wird 37 Jahre nach dem Tod des Komponisten im großen Redoutensaal der Wiener Hofburg uraufgeführt.

### Gesellschaft

#### Gesundheit und Gemeinnützigkeit

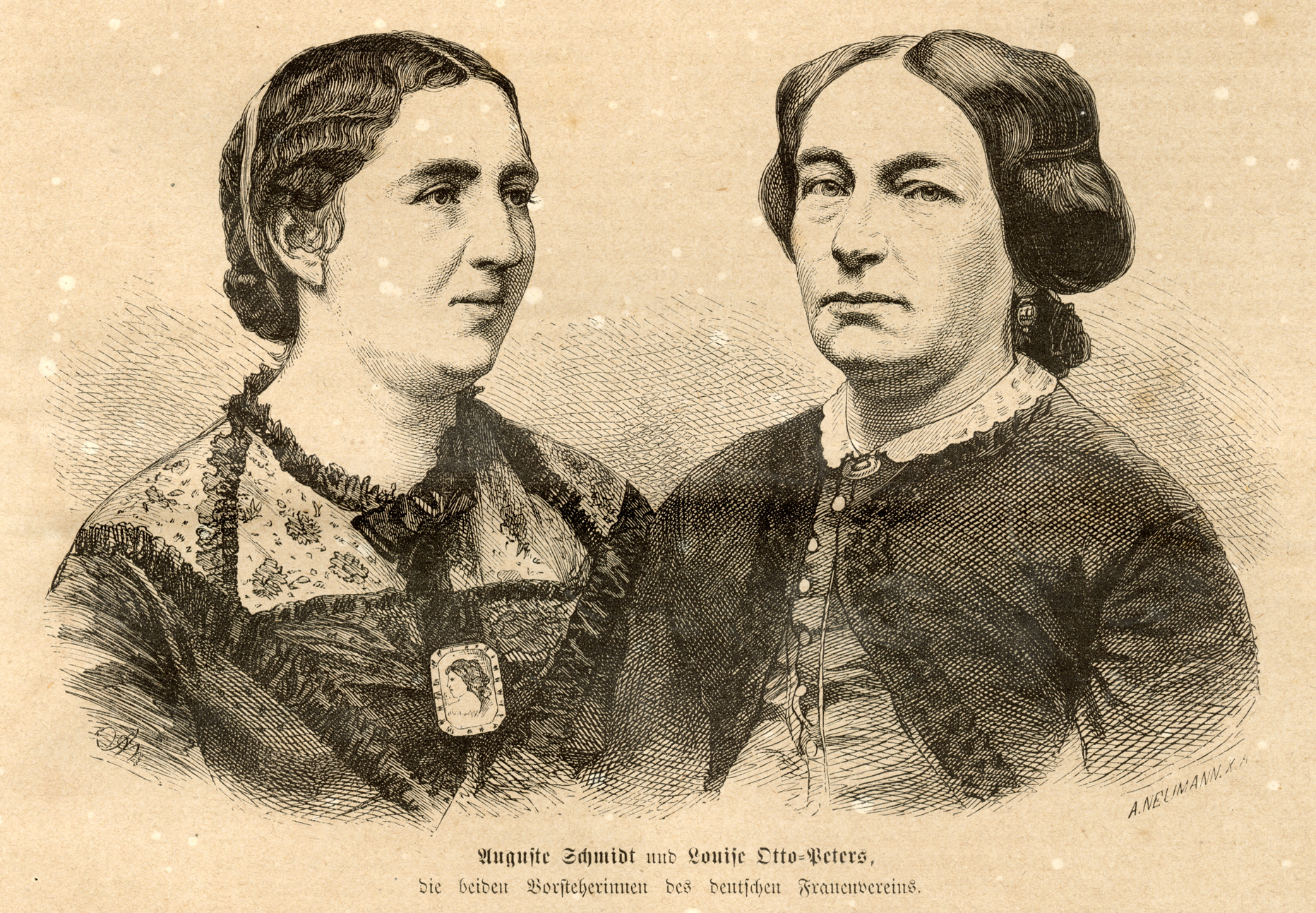
Die Mitgründerinnen des Leipziger Frauenbildungsvereins Auguste Schmidt und Louise Otto-Peters

- 24. Februar: Der Leipziger Frauenbildungsverein wird gegründet.
- 29. Mai: In Kiel wird die Deutsche Gesellschaft zur Rettung Schiffbrüchiger gegründet. Zu den Initiatoren dieses Zusammenschlusses mehrerer bestehender lokaler Rettungsvereine gehören Adolph Bermpohl, Georg Breusing und Arwed Emminghaus. Erster Vorsitzender wird Hermann Henrich Meier.
- 2. Juli: William Booth hält im Londoner Stadtteil Whitechapel eine Versammlung ab, die als Gründung der späteren Heilsarmee angesehen wird.
- Ende Juli: Nachdem er jahrelang versucht hat, seine Kollegen von seinen Erkenntnissen zum Zusammenhang von Kindbettfieber und mangelnder Hygiene zu überzeugen, wird Ignaz Semmelweis ohne Diagnose von drei Ärztekollegen in die staatliche Landesirrenanstalt Döbling bei Wien eingeliefert, wo er zwei Wochen später, am 13. August, unter ungeklärten Umständen ums Leben kommt.

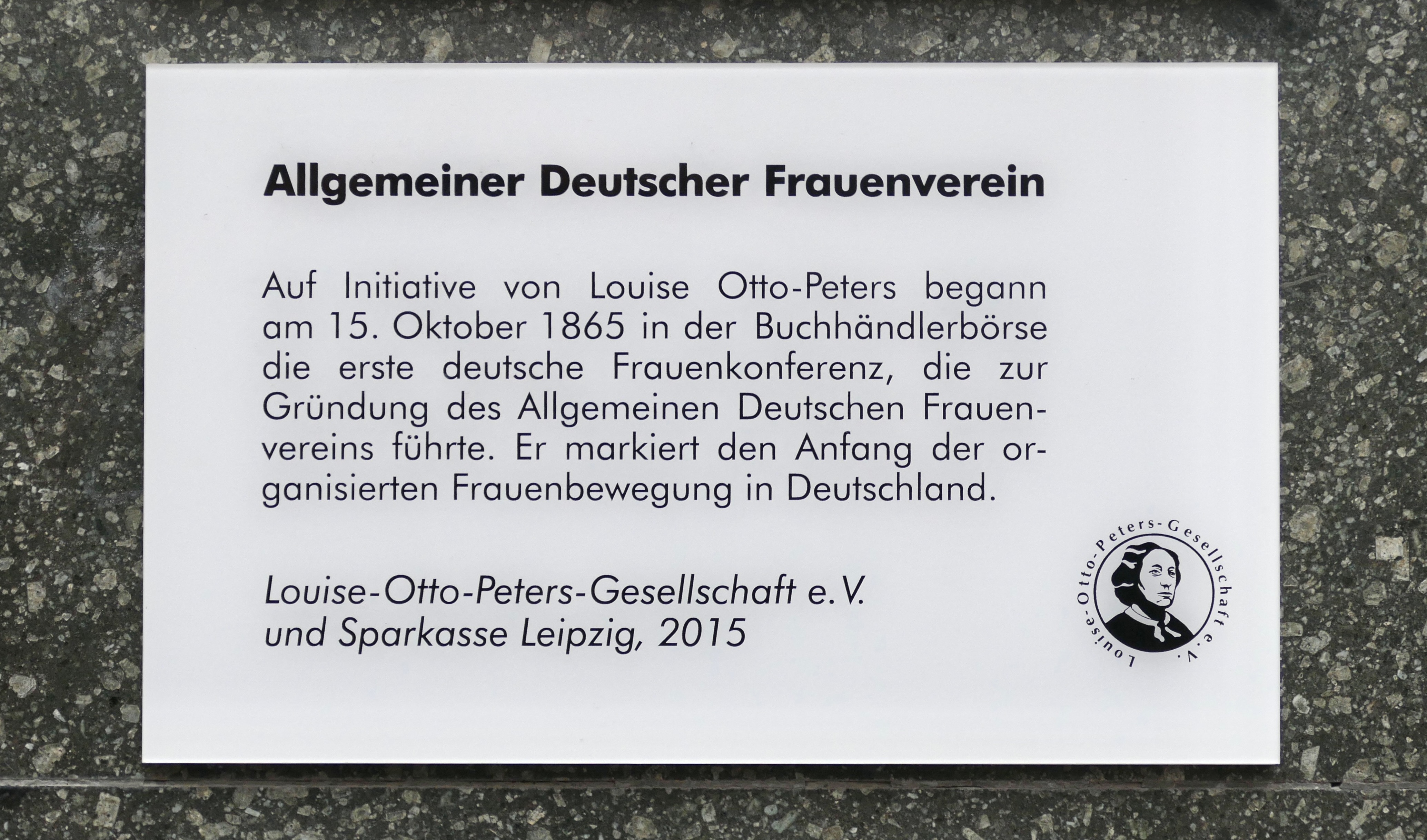
Hinweistafel in Leipzig, Ritterstraße 12: Hier nahm am 15. Oktober 1865 die Deutsche Frauenbewegung ihren Anfang

- 18. Oktober: Der Allgemeine Deutsche Frauenverein, der erste Frauenverein Deutschlands, wird auf einer Frauenkonferenz durch Louise Otto-Peters und Auguste Schmidt in Leipzig gegründet. Zentrale Forderung ist das Recht der Frauen auf gleiche Bildung sowie auf Chancengleichheit am Arbeitsmarkt. Noch im Jahr der Gründung entstehen zahlreiche Lokalvereine. Bereits im März hat Auguste Schmidt den Frauenbildungsverein Leipzig gegründet.
- Ende des Jahres: Die Bauarbeiten für die Landesirrenanstalt in Heppenheim werden nach rund vier Jahren fertiggestellt.
- In Göttingen wird das katholische Krankenhaus Neu-Mariahilf gegründet.

#### Kriminalität
- Karl May wird wegen Erschleichung zu vier Jahren Arbeitshaus verurteilt und am 14. Juni von Leipzig ins Arbeitshaus Schloss Osterstein in Zwickau überstellt. Aufgrund guter Führung wird er dort „besonderer Schreiber“ des Gefängnisinspektors Alexander Krell, dem er für Fachaufsätze zuarbeitet. Für seine eigene geplante Schriftstellerkarriere legt er in dieser Zeit eine Liste mit über hundert Titeln und Sujets an.

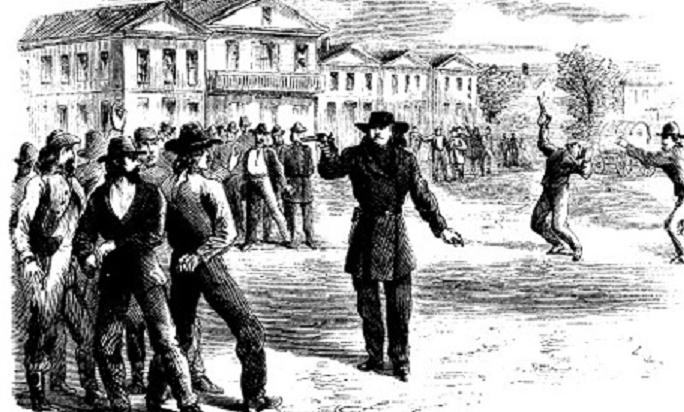
Hickok bedroht nach dem Shootout Freunde von Tutt, Darstellung in Harper’s Magazine von 1867

- 21. Juli: Aus Springfield, Missouri, wird eines der ersten Wildwest-Duelle berichtet. Der Revolverheld „Wild Bill“ Hickok erschießt Dave Tutt auf offener Straße. Nach einem dreitägigen Verfahren wird Hickok am 6. August von einer Jury vom Vorwurf des Totschlags freigesprochen.

#### Veranstaltungen

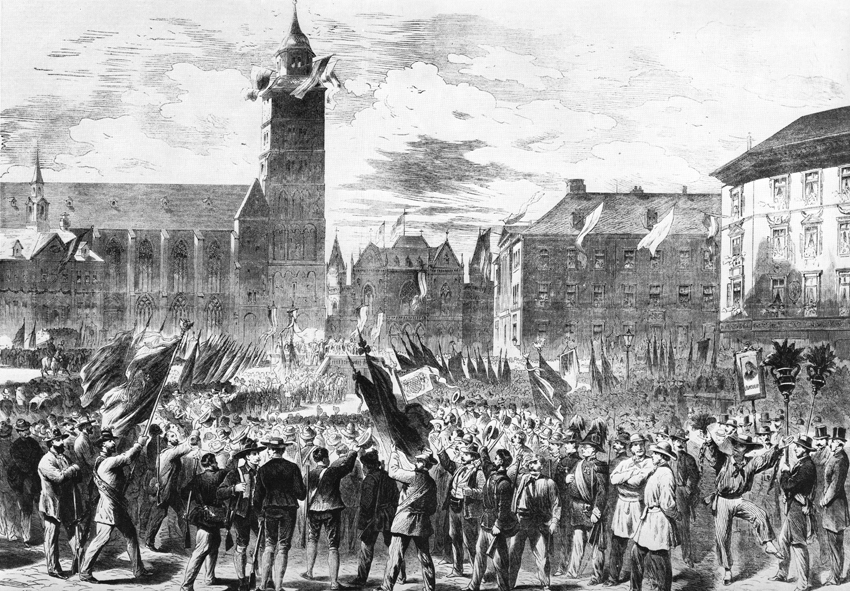
Übergabe der Bundesfahne des Deutschen Schützenbundes auf dem Domshof, C. E. Doepler, 1865

- 16. bis 23. Juli: Auf der Bürgerweide in Bremen findet das vom Deutschen Schützenbund organisierte Bundesschießen statt. Das Zweite Deutsche Bundesschießen in Bremen wird von rund 14.000 Menschen besucht und ist damit eine der größten Veranstaltungen in Deutschland vor Gründung des Reiches und ist von einer starken patriotischen Stimmung getragen.

#### Sonstiges
- 5. Juli: In Großbritannien wird der Red Flag Act erlassen, ein Gesetz, um die immer häufiger vorkommenden Unfälle im Straßenverkehr durch Dampfwagen einzudämmen.

### Religion
- 25. Juni: Der englische Missionar Hudson Taylor gründet in Brighton die China-Inland-Mission.
- 25. September: Mit dem Apostolischen Schreiben Multiplices inter greift Papst Pius IX. wiederum das Thema Freimaurerei und Geheimbünde auf und verdammt deren Existenz auf das Schärfste.
- 30. September: In der Enzyklika Meridionali Americae drückt Papst Pius IX. gegenüber dem südamerikanischen Episkopat seine Freude über die Zunahme einheimischer Priester aus.

### Katastrophen

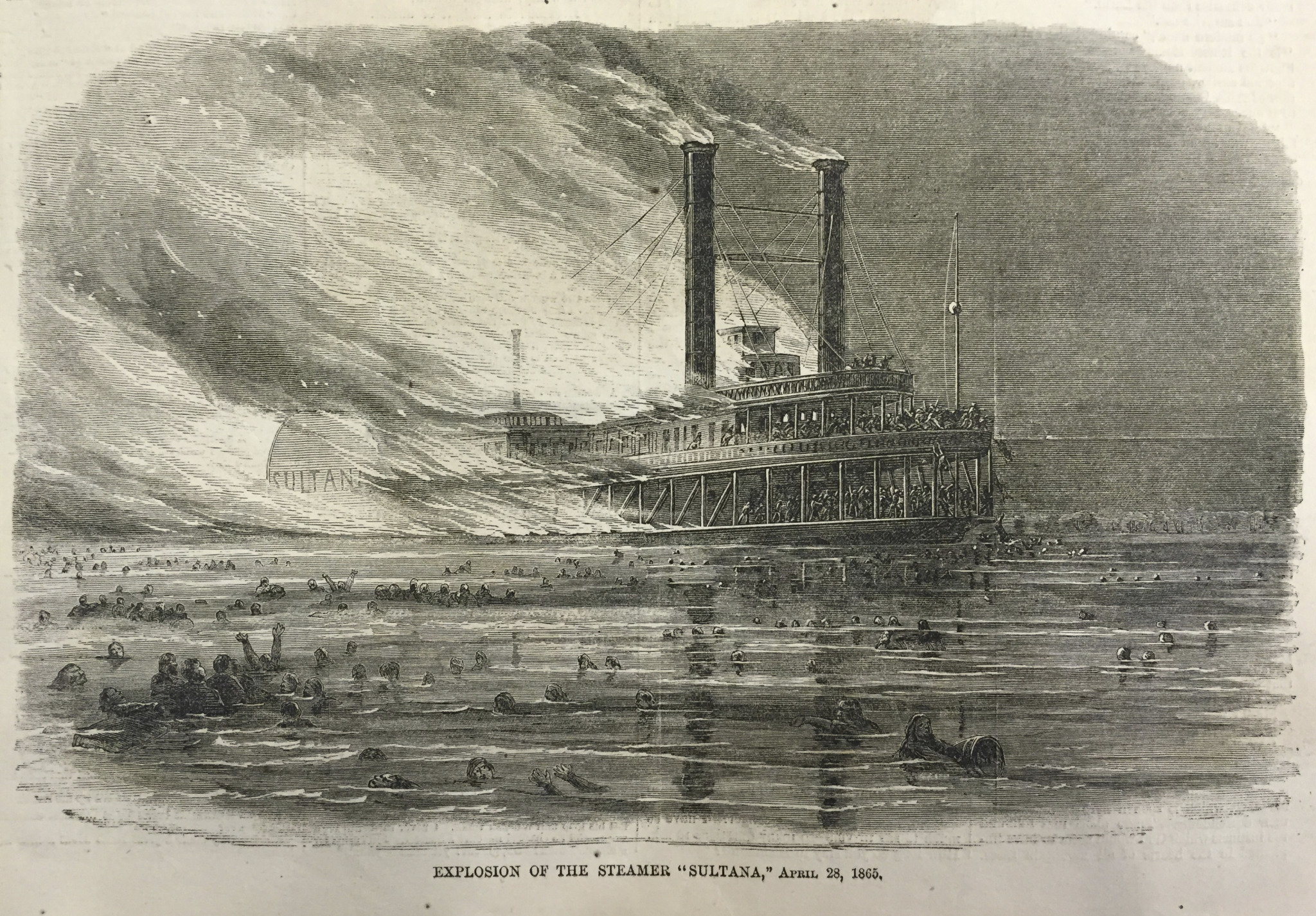
Die Sultana-Katastrophe,
Harper’s Magazine vom 20. Mai

- 27. April: Das auf 356 Personen zugelassene Dampfschiff Sultana gerät mit 2.300 Passagieren an Bord – die meisten von ihnen ehemalige Soldaten des Sezessionskriegs auf dem Heimweg – auf dem Mississippi River in Brand und versinkt. 1.700 Menschen werden getötet, es ist die schlimmste Schiffskatastrophe der amerikanischen Geschichte.

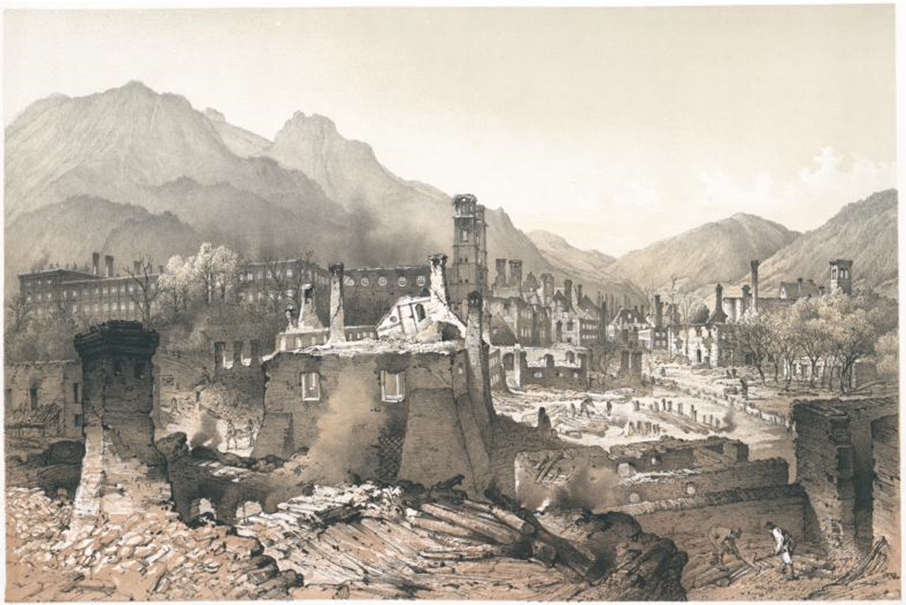
Admont, Ruinen nach dem Brand

- 27. April: Ein verheerender Brand im steirischen Admont fordert 7 Todesopfer. Große Teile des berühmten Klosters sowie des Marktes Admont werden ein Raub der Flammen.
- 5. Mai: Großer Brand in Oberstdorf: Eine Feuersbrunst vernichtet am 5. und am 6. Mai zwei Drittel der Gebäude des Ortes.
- 16. Juli: Eisenbahnunglück in Buckau: Ein Sonderzug mit Eisenbahnmitarbeitern fährt am späten Abend auf einen stehenden, mit Kohle beladenen, Güterzug auf. Das Unglück fordert 29 Tote und 50 Schwerverletzte.
- 30. Juli: Bei stürmischer See prallt der Raddampfer Brother Jonathan vor Crescent City an der kalifornischen Küste auf einen bis dahin nicht verzeichneten Unterwasserfelsen und sinkt. 225 Passagiere und Besatzungsmitglieder ertrinken.
- 25. Oktober: Das amerikanische Dampfschiff Republic sinkt im Sturm ca. 150 km südöstlich von Savannah (Georgia/USA). 25 der 92 Menschen an Bord sterben.

### Sport
- 28. Juni: Einer Seilschaft bestehend aus Adolphus Warburton Moore, Horace Walker und Jakob Anderegg gelingt die Erstbesteigung des Piz Roseg in der Graubündner Berninagruppe.
- 29. Juni: Edward Whymper, Christian Almer und Franz Biner besteigen als Erste die Aiguille Verte, einen Viertausender in den Alpen.
- 14. Juli: Die Erstbesteigung des Matterhorns durch Edward Whymper, Lord Francis Douglas, Charles Hudson, Hadow, Michel Croz und Peter Taugwalder Vater und Sohn gelingt. Beim Abstieg finden vier Alpinisten den Tod.
- 14. Juli: Der höchste Berg Vorarlbergs, der Große Piz Buin, wird von einer vierköpfigen Bergsteigergruppe um Josef Anton Specht erstmals bestiegen.
- Am Hudson River entsteht der erste Eissegelclub der Welt.

## Historische Karten und Ansichten

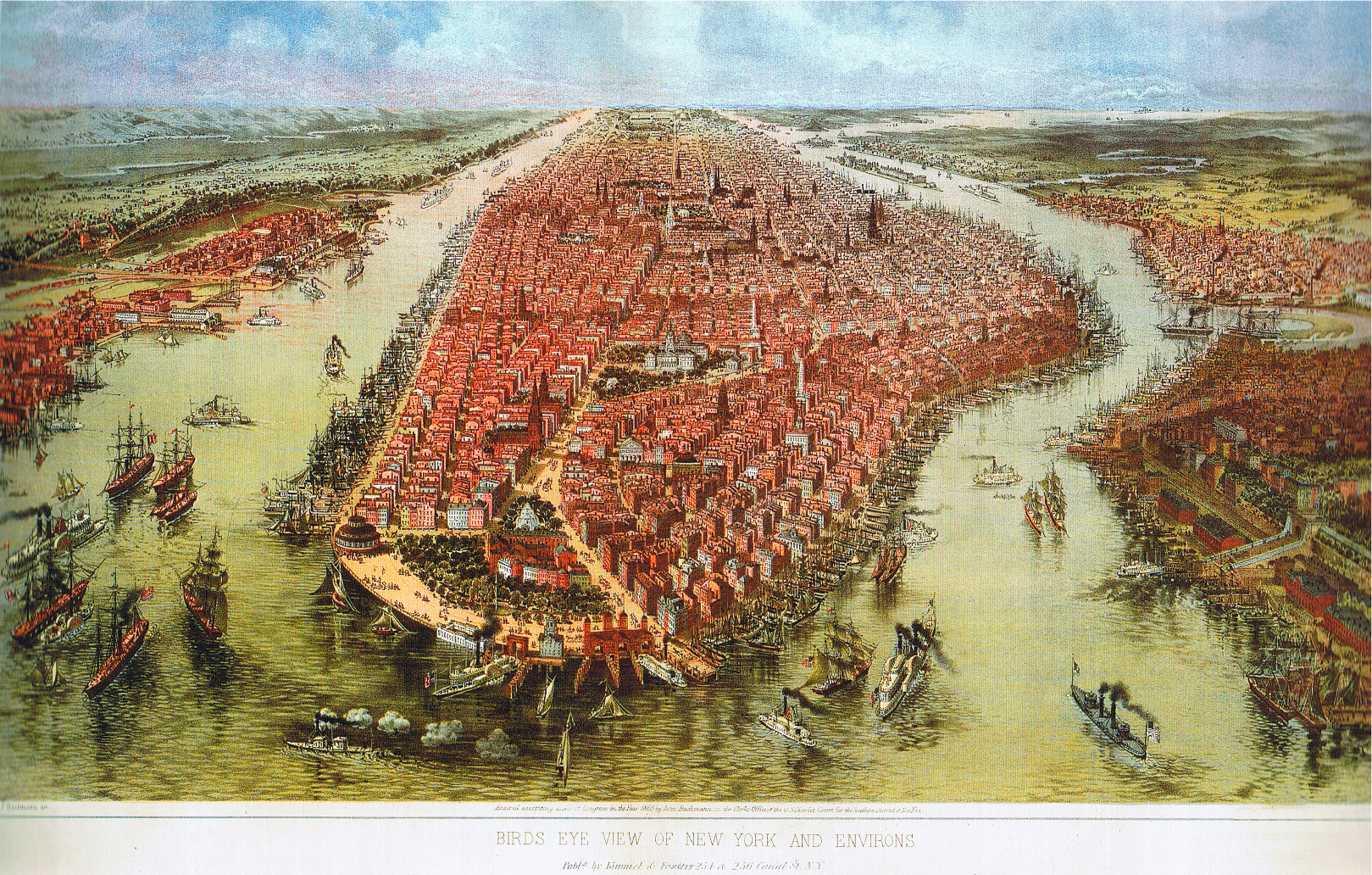
Ansicht Manhattans von 1865

## Geboren

### Januar
- 02. Januar: Wilhelm Beckmann, deutscher Politiker († 1924)
- 02. Januar: Joseph Collomp, französischer Politiker († 1946)
- 05. Januar: Johnson N. Camden junior, US-amerikanischer Politiker († 1942)
- 06. Januar: Franz Skutsch, deutscher Altphilologe († 1912)
- 06. Januar: Nikolai Jakowlewitsch Marr, georgischer Sprachwissenschaftler († 1934)
- 06. Januar: Siegmar von Schultze-Galléra, deutscher Schriftsteller und Heimatforscher († 1945)
- 07. Januar: Annie Tollenaar-Ermeling, niederländische Bildhauerin, Zeichnerin, Grafikerin und Lithografin († 1932)
- 08. Januar: Winnaretta Singer, US-amerikanische Musikmäzenin († 1943)
- 11. Januar: George Montague Harper, britischer Kommandeur im Ersten Weltkrieg († 1922)
- 13. Januar: Peter Bruckmann, deutscher Fabrikant († 1937)
- 19. Januar: Walentin Alexandrowitsch Serow, russischer Maler († 1911)
- 20. Januar: Josef Fischer, deutscher Radfahrer († 1953)
- 21. Januar: Heinrich Albers-Schönberg, deutscher Röntgenologe († 1921)
- 22. Januar: Friedrich Paschen, deutscher Physiker († 1947)
- 22. Januar: Jean Paul Ertel, deutscher Komponist († 1933)
- 24. Januar: Adolf von Tiedemann, deutscher Offizier, Kolonialist und Publizist († 1915)
- 26. Januar: Sabino Arana Goiri, spanisch-baskischer Dichter und Politiker († 1903)
- 26. Januar: Franz Kneisel, US-amerikanischer Bratschist und Musikpädagoge rumänischer Herkunft († 1926)
- 28. Januar: Emma Eckstein, österreichische Publizistin, Frauenrechtlerin und Kinderbuchautorin, Patientin Sigmund Freuds († 1924)
- 28. Januar: Kaarlo Juho Ståhlberg, erster Präsident Finnlands († 1952)
- 29. Januar: Carl Sartorius, deutscher Jurist († 1945)
- 31. Januar: Henri Desgrange, französischer Zeitungsherausgeber und Begründer der Tour de France († 1940)
- 31. Januar: Ulrich Thieme, deutscher Kunsthistoriker († 1922)

### Februar
- 01. Februar: Theodor Hoffmann, deutsch-baltischer Pastor und evangelischer Märtyrer († 1919)
- 02. Februar: Hermann Graf von Attems-Heiligenkreuz, österreichischer Politiker und K.u.K. Kämmerer († 1951)
- 03. Februar: Johannes Giesberts, deutscher Politiker († 1938)
- 04. Februar: Abe Isoo, japanischer Parlamentarier, Intellektueller und Pazifist († 1949)
- 05. Februar: Harvey Worthington Loomis, US-amerikanischer Komponist († 1930)
- 06. Februar: Andrew Crommelin, britischer Astronom († 1939)
- 06. Februar: Arthur Lemisch, österreichischer Politiker († 1953)
- 09. Februar: Erich von Drygalski, deutscher Polarforscher († 1949)
- 09. Februar: Friedrich Schrader, deutscher Vizeadmiral († 1937)
- 10. Februar: Carl Markees, Schweizer Geiger, Musikpädagoge und Komponist († 1926)
- 11. Februar: Jeanne Bouvier, französische Gewerkschafterin und Feministin († 1953)
- 11. Februar: Friedrich Ottiker, Schweizer Unternehmer und Politiker († 1929)
- 12. Februar: Rudolf Ferdinand Theodor Aderhold, deutscher Mykologe († 1907)
- 13. Februar: Albert Aichele, Schweizer Pionier der Elektrotechnik († 1922)
- 13. Februar: Dugald C. Jackson, US-amerikanischer Elektroingenieur und Erfinder († 1951)
- 14. Februar: August Fischer, deutscher Orientalist († 1949)
- 17. Februar: Karl Schilling, deutsch-baltischer Pastor und evangelischer Märtyrer († 1905)
- 17. Februar: Ernst Troeltsch, deutscher Theologe und Politiker († 1923)
- 19. Februar: Sven Hedin, schwedischer Geograf und Forschungsreisender († 1952)
- 20. Februar: William Wendt, deutsch-amerikanischer Landschaftsmaler († 1946)
- 21. Februar: Walter Boveri, deutscher Industrieller, Gründer von Brown, Boveri & Cie (BBC) († 1924)

Otto Modersohn

- 22. Februar: Otto Modersohn, deutscher Maler († 1943)
- 24. Februar: Max Askanazy, schweizerischer Pathologe und Onkologe († 1940)
- 25. Februar: Andranik Torosi Ozanyan, armenischer Widerstandskämpfer († 1927)
- 27. Februar: Jacques Mieses, deutsch-britischer Schachspieler († 1954)
- 28. Februar: Arnold von Rutkowski, deutsch-baltischer Geistlicher und evangelischer Märtyrer († 1919)
- 28. Februar: Moina Mathers, britische Künstlerin und Okkultistin († 1928)

### März
- 02. März: William C. Carl, US-amerikanischer Organist und Musikpädagoge († 1936)
- 08. März: Frederick William Goudy, US-amerikanischer Typograf († 1947)
- 08. März: William Henry Sheppard, afro-amerikanischer Missionar in Afrika († 1927)
- 10. März: Hans Gruner, deutscher Afrikaforscher und Kolonialbeamter in Togo († 1943)
- 10. März: Pim Mulier, niederländischer Sportfunktionär und Journalist († 1954)
- 10. März: Tan Sitong, chinesischer Politiker, Denker und Reformer († 1898)
- 13. März: Paul von Rautenfeld, Schweizer Zollbeamter, Ethnologe und Zoologe († 1957)
- 13. März: Josef Schregel, deutscher Dichter († 1946)
- 14. März: Maria Slavona, deutsche Malerin des Impressionismus († 1931)
- 15. März: Manuk Abeghian, Gelehrter der armenischen Literatur und Folklore († 1944)
- 16. März: Hans Georg Achelis, deutscher Theologe, Kirchenhistoriker, Christlicher Archäologe und Universitätsprofessor († 1937)
- 16. März: Aspazija, lettische Schriftstellerin († 1943)
- 17. März: Gabriel Narutowicz, polnischer Staatspräsident († 1922)
- 18. März: Eduard Stucken, deutscher Schriftsteller († 1936)
- 19. März: William Morton Wheeler, US-amerikanischer Ethologe († 1937)
- 21. März: Jane Misme, französische Feministin († 1935)
- 23. März: Paul Leicester Ford, US-amerikanischer Schriftsteller, Historiker und Biograf († 1902)
- 23. März: Louis Levin, deutscher Jurist († 1939)
- 23. März: Josef Schwab, deutscher Journalist († 1940)
- 25. März: Alexej von Jawlensky, deutsch-russischer Künstler des Expressionismus († 1941)
- 25. März: Pierre-Ernest Weiss, französischer Physiker († 1940)
- 26. März: Max Neal, deutscher Schwankautor († 1941)
- 27. März: Alessandro Verde, italienischer römisch-katholischer Kardinal († 1958)
- 28. März: Mary Findlater, britische Schriftstellerin († 1963)
- 30. März: Guido Maria Conforti, italienischer Seliger, Erzbischof und Ordensgründer († 1931)
- 30. März: Alma Sorben-Rottock, deutsche Malerin († nach 1952)
- 31. März: Anandi Gopal Joshi, indische Ärztin († 1887)

### April
- 01. April: Richard Adolf Zsigmondy, ungarisch-österreichischer Chemiker und Bergsteiger († 1929)
- 02. April: Francis Alexander Anglin, kanadischer Richter († 1933)
- 04. April: Julie Henriette Johanna Wilhelmine Ahrens, deutsche Schriftstellerin († 1946)
- 04. April: Zdzisław Lubomirski, polnischer Aristokrat, Großgrundbesitzer und Politiker († 1943)
- 07. April: Otto Baschin, deutscher Geograph und Meteorologe († 1933)

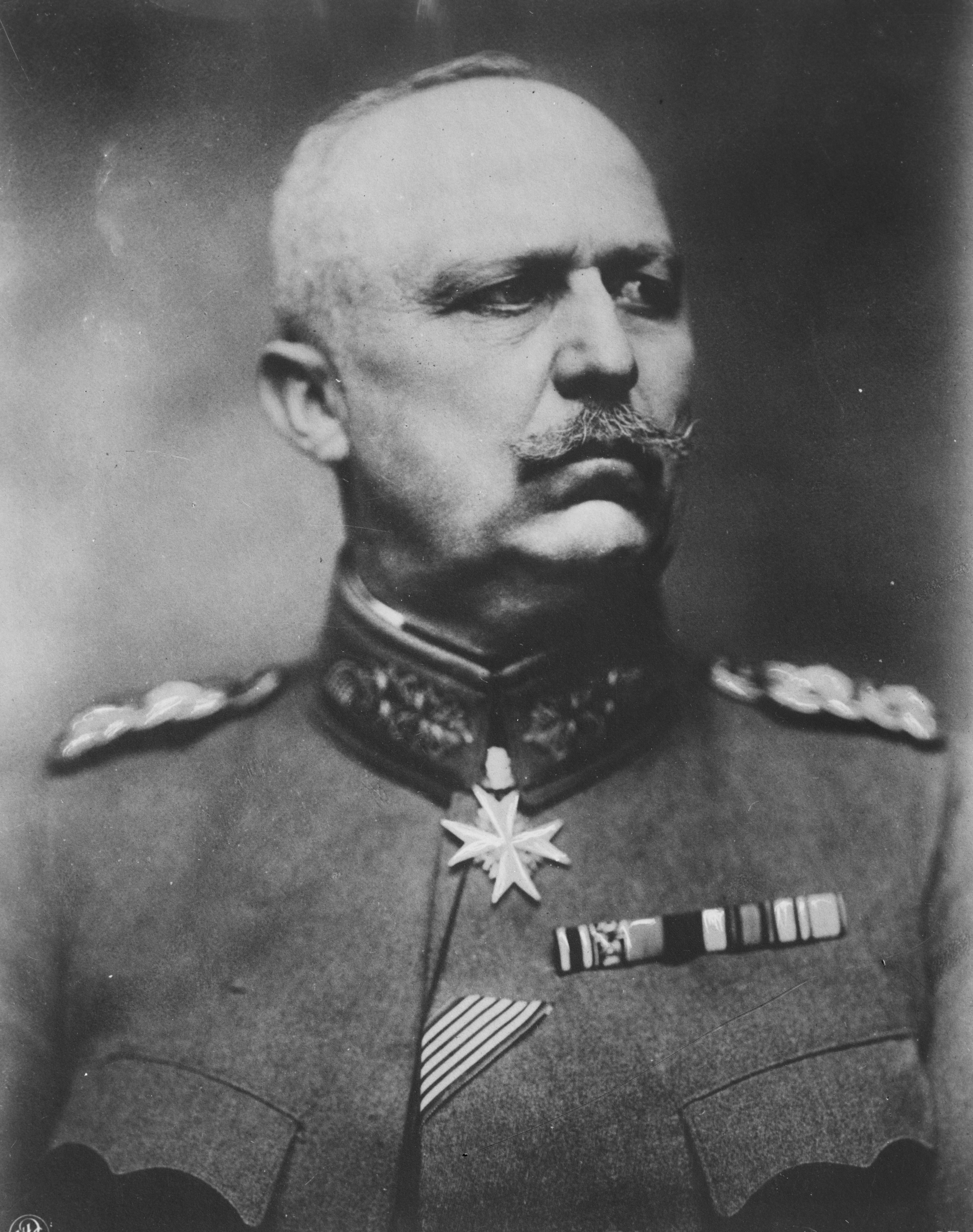
Erich Ludendorff

- 09. April: Erich Ludendorff, deutscher Offizier und General († 1937)

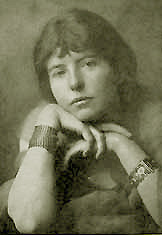
Adela Florence Nicolson

- 09. April: Adela Florence Nicolson, englische Lyrikerin († 1904)
- 09. April: Charles P. Steinmetz, deutsch-US-amerikanischer Elektroingenieur († 1923)
- 09. April: Max Studer, Schweizer Jurist und Politiker († 1947)
- 13. April: Leon Asher, deutscher Physiologe († 1943)
- 16. April: Harry Chauvel, australischer General († 1945)
- 19. April: Heinrich Oediger, deutscher Architekt († 1938)
- 21. April: Otto Franz Joseph von Österreich, österreichischer Erzherzog († 1906)
- 24. April: Clara Arnheim, deutsche Malerin († 1942)
- 26. April: Akseli Gallen-Kallela, finnischer Maler, Architekt und Designer († 1931)
- 26. April: Archibald Koe, britischer Offizier († 1915)
- 29. April: Max Fabiani, slowenisch-österreichischer Architekt, Schüler Otto Wagners († 1962)
- 30. April: Max Nettlau, preußisch-deutscher Historiker des Anarchismus († 1944)

### Mai
- 05. Mai: Ede Donáth, ungarisch-jüdischer Dirigent und Komponist († 1945)
- 06. Mai: John Walter Christie, US-amerikanischer Automobilrennfahrer, Ingenieur, Erfinder und Unternehmer († 1944)
- 09. Mai: August de Boeck, belgischer Komponist und Organist († 1937)
- 09. Mai: Leonhard Bauer, deutscher Pionier der arabischen Dialektologie († 1964)
- 09. Mai: Kalle Løchen, norwegischer Maler und Theaterschauspieler († 1893)
- 13. Mai: Friedrich Karl Johannes Thiele, deutscher Chemiker († 1918)
- 14. Mai: Max Herrmann, deutscher Theaterwissenschaftler († 1942)
- 15. Mai: Joachim von Winterfeldt-Menkin, deutscher Jurist und Rechtsritter des Johanniterordens († 1945)
- 17. Mai: Tito Ricordi, italienischer Musikverleger († 1933)
- 18. Mai: Traugott von Jagow, Polizeipräsident von Berlin († 1941)
- 21. Mai: Philip Leslie Hale, US-amerikanischer Maler, Kunstkritiker, Kunstbuchautor und Lehrer († 1931)
- 21. Mai: Meinrad Lienert, Schweizer Mundart- und Heimatdichter († 1933)
- 22. Mai: Enric Morera, katalanischer Komponist († 1942)
- 25. Mai: Friedrich August III., letzter sächsischer König († 1932)
- 25. Mai: John Raleigh Mott, US-amerikanischer methodistischer Theologe († 1955)
- 25. Mai: Mathilde Verne, englische Pianistin und Musikpädagogin († 1936)
- 25. Mai: Pieter Zeeman, niederländischer Physiker († 1943)
- 28. Mai: Grace Joel, neuseeländische Malerin († 1924)

### Juni
- 01. Juni: Alfred Götze, deutscher Prähistoriker († 1948)
- 03. Juni: Carl Fuchs, englischer Cellist († 1951)
- 03. Juni: Ernst Moriz Kronfeld, österreichischer Botaniker und Journalist († 1942)

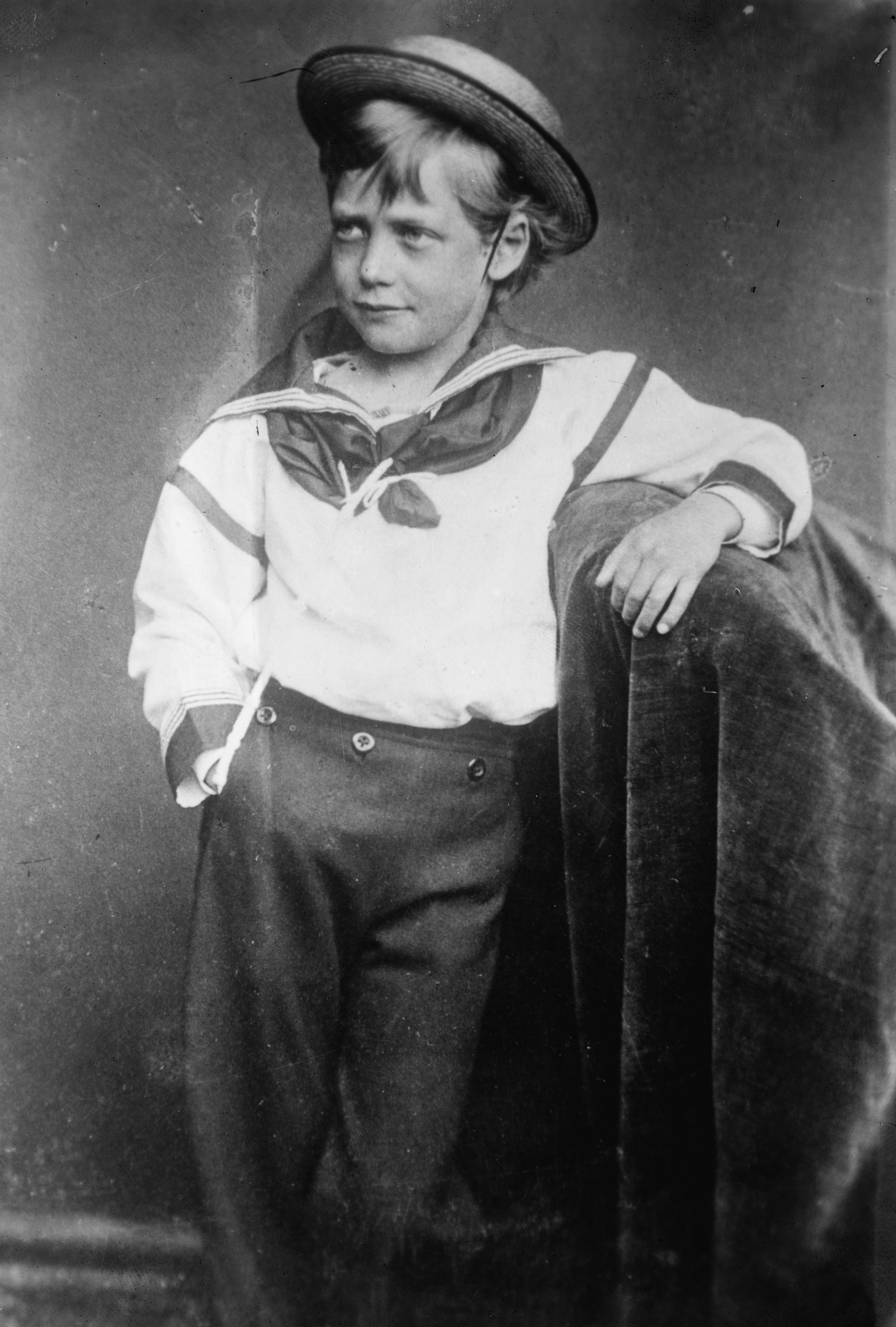
Georg V. als Kind (1870)

- 03. Juni: George V., König des Vereinigten Königreichs von Großbritannien und Nordirland, Kaiser von Indien († 1936)
- 04. Juni: Otto Lüer, deutscher Architekt († 1947)
- 05. Juni: Charles Ogle, US-amerikanischer Schauspieler († 1940)
- 05. Juni: Joseph Ruau, französischer Politiker († 1923)
- 05. Juni: Felicjan Szopski, polnischer Komponist, Musikpädagoge und -kritiker († 1939)
- 07. Juni: Paula Müller-Otfried, deutsche Frauenrechtlerin und Politikerin († 1946)
- 08. Juni: Franz Karl Hutter, deutscher Offizier und Afrikaforscher († 1924)
- 09. Juni: Albéric Magnard, französischer Komponist († 1914)
- 09. Juni: Carl Nielsen, dänischer Komponist und Dirigent († 1931)
- 10. Juni: Frederick Cook, US-amerikanischer Entdecker, Polarforscher und Arzt († 1940)
- 10. Juni: Murakami Kijō, japanischer Lyriker († 1938)
- 11. Juni: Pierre de Chambrun, französischer Politiker und Widerstandskämpfer († 1954)
- 11. Juni: Johnny Madden, schottischer Fußballspieler und -trainer († 1948)
- 12. Juni: Ludwig Wilhelm von Baden, Großherzoglicher Prinz von Baden († 1888)
- 13. Juni: Karl Blossfeldt, deutscher Fotograf († 1932)
- 13. Juni: William Butler Yeats, irischer Dichter († 1939)
- 15. Juni: Paul Gilson, belgischer Komponist und Professor († 1942)
- 18. Juni: Emil Knoevenagel, deutscher Chemiker († 1921)

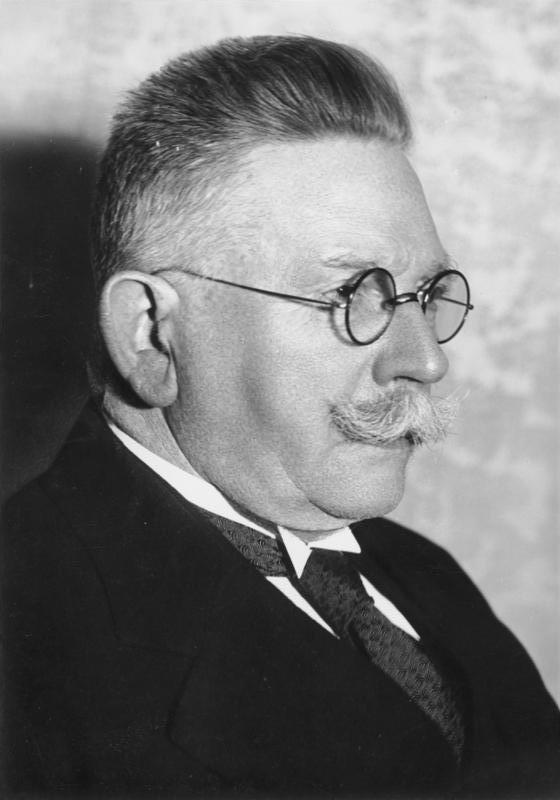
Alfred Hugenberg, 1933

- 19. Juni: Alfred Hugenberg, deutscher Unternehmer und Politiker († 1951)
- 19. Juni: Dame May Whitty, britische Schauspielerin († 1948)
- 22. Juni: Friedrich Sarre, deutscher Orientalist, Archäologe und Kunsthistoriker († 1945)
- 27. Juni: John Monash, australischer Ingenieur und Offizier († 1931)
- 28. Juni: Otto Julius Bierbaum, deutscher Schriftsteller († 1910)

### Juli
- 01. Juli: Georgina Brackenbury, britische Malerin und Suffragette († 1949)
- 02. Juli: Lily Braun, deutsche Schriftstellerin und Frauenrechtlerin († 1916)
- 02. Juli: Heinrich Waderé, deutscher Bildhauer und Medailleur († 1950)
- 03. Juli: Ambroise Vollard, französischer Kunsthändler, Galerist und Verleger († 1939)
- 04. Juli: Alexis Jean Fournier, US-amerikanischer Maler († 1948)
- 05. Juli: Edward José, belgischer Schauspieler, Filmregisseur, Drehbuchautor und Filmproduzent († 1930)
- 05. Juli: Olga Wohlbrück, österreichisch-deutsche Schauspielerin († 1933)
- 06. Juli: Émile Jaques-Dalcroze, Schweizer Komponist und Musikpädagoge († 1950)
- 06. Juli: František Krásný, tschechischer Architekt und Baumeister in Wien und Prag († 1947)
- 08. Juli: Rita Strohl, französische Pianistin und Komponistin († 1941)
- 13. Juli: Ernst Gaupp, deutscher Anatom († 1916)
- 13. Juli: Gérard Analect Vincent Encausse, französischer Okkultist und Esoteriker († 1916)
- 14. Juli: Benjamin Brown, US-amerikanischer Maler und Grafiker († 1942)
- 14. Juli: Arthur Capper, US-amerikanischer Politiker († 1951)
- 15. Juli: Alfred Harmsworth, britischer Journalist und Verleger († 1922)
- 17. Juli: Bernhard Dernburg, deutscher Politiker und Bankier († 1937)
- 18. Juli: Martin Donndorf, Oberbürgermeister der Stadt Weimar von 1910 bis 1920 († 1937)
- 18. Juli: Robert Gradmann, deutscher Pfarrer, Geograph, Botaniker und Landeskundler († 1950)
- 20. Juli: Hans Steffen, deutscher Geograph († 1936)
- 21. Juli: Robert Kahn, deutscher Komponist und Musikpädagoge († 1951)
- 22. Juli: Rudolf Heinze, deutscher Jurist und Politiker († 1928)
- 23. Juli: Friedrich Aereboe, deutscher Agrarökonom († 1942)
- 23. Juli: Ludwig Sütterlin, deutscher Grafiker, Pädagoge und Schaffer der Sütterlinschriften († 1917)

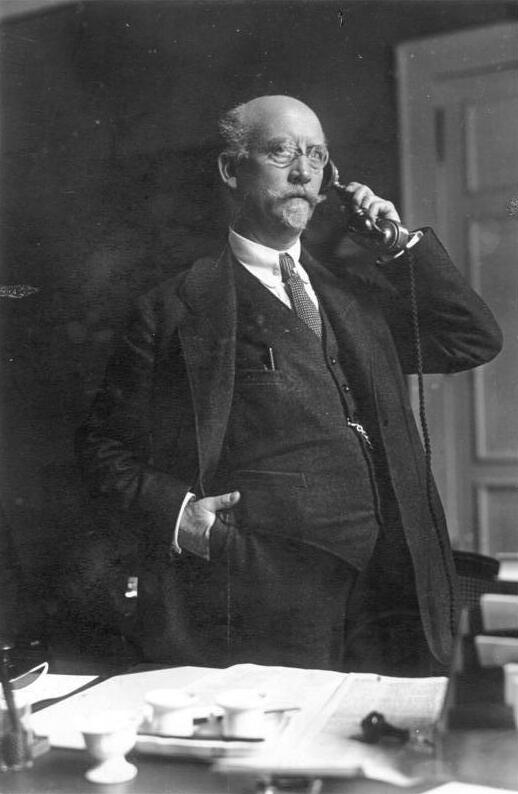
Philipp Scheidemann, 1918

- 26. Juli: Philipp Scheidemann, deutscher Politiker († 1939)
- 29. Juli: Franz von Mendelssohn, deutscher Bankier und Wirtschaftsfunktionär († 1935)
- 29. Juli: Hans Nirrnheim, deutscher Historiker und Archivar († 1945)
- 29. Juli: Andrej Scheptyzkyj, ukrainischer Großerzbischof († 1944)
- 29. Juli: Nicola Spinelli, italienischer Komponist, Pianist und Dirigent († 1909)
- 31. Juli: Alfons Heinrich, Herzog von Oporto und Herzog zu Sachsen († 1920)
- 31. Juli: Heinrich Finkelstein, deutscher Kinderarzt († 1942)

### August
- 01. August: Alfred Hoche, deutscher Psychiater († 1943)
- 01. August: Eugen Napoleon von Schweden, Sohn des schwedischen Königs Oscar II. († 1947)
- 01. August: Eugen Ritter von Knilling, bayerischer Politiker († 1927)
- 02. August: Josef Maria Auchentaller, österreichischer Maler, Zeichner und Grafiker († 1949)
- 03. August: Carl Dorno, deutscher Naturforscher († 1942)
- 06. August: Hannah Chaplin, britische Tänzerin und Sängerin, Mutter von Charlie Chaplin († 1928)
- 06. August: Phillips Lee Goldsborough, US-amerikanischer Politiker († 1946)
- 06. August: Käthe Schirmacher, deutsche Frauenrechtlerin († 1930)
- 08. August: Robert Haab, Schweizer Politiker († 1939)
- 10. August: Andreas Heusler, schweizerischer Altgermanist († 1940)
- 10. August: Alexander Konstantinowitsch Glasunow, russischer Komponist († 1936)
- 12. August: Frank Russell, 2. Earl Russell, britischer Adeliger und Politiker († 1931)
- 13. August: Emma Eames, US-amerikanische Opernsängerin (Sopran) und Gesangspädagogin († 1952)
- 15. August: Josef Brandl, deutscher Orgelbauer († 1938)
- 15. August: Mikao Usui, Japaner, Reiki Begründer († 1926)
- 16. August: Denis Joseph Dougherty, US-amerikanischer Geistlicher, Erzbischof von Philadelphia und Kardinal († 1951)
- 16. August: Ettore Tolomei, italienischer Nationalist († 1952)
- 17. August: Otto Pflanzl, österreichischer Heimatdichter († 1943)
- 18. August: Hantaro Nagaoka, japanischer Physiker († 1950)
- 20. August: Frank Vincent DuMond, US-amerikanischer Maler, Illustrator und Kunstlehrer († 1951)
- 24. August: Ferdinand I., rumänischer König († 1927)
- 24. August: Josef Jarno, österreichischer Schauspieler und Theaterdirektor († 1932)
- 25. August: Traugott Bachmann, deutscher Landwirt, evangelischer Missionar und Prediger der Herrnhuter Brüdergemeine († 1948)
- 25. August: Arthur Hinsley, britischer Geistlicher, Erzbischof von Westminster und Kardinal († 1943)

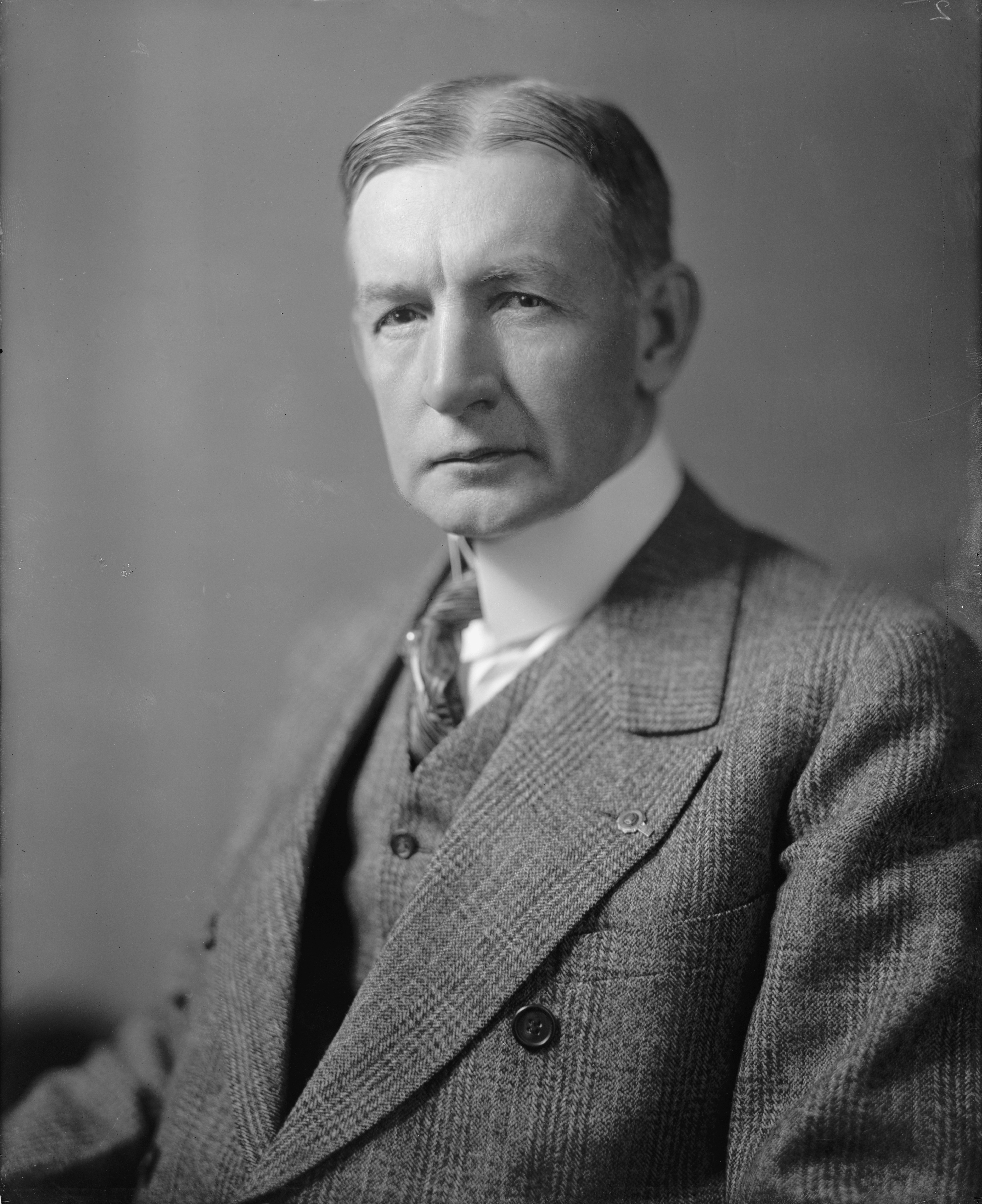
Charles Gates Dawes

- 27. August: Charles Gates Dawes, US-amerikanischer Politiker, Vizepräsident der USA († 1951)
- 27. August: James H. Breasted, US-amerikanischer Ägyptologe und Historiker († 1935)
- 28. August: Gerrit Grijns, niederländischer Forscher († 1944)
- 28. August: Caspar Klein, deutscher Bischof, erster Erzbischof von Paderborn († 1941)
- 29. August: Hedwig Lachmann, deutsche Schriftstellerin († 1918)
- 31. August: Heinrich Pudor, deutscher Publizist und Pionier der Freikörperkultur in Deutschland († 1943)

### September
- 01. September: Edgar Aabye, dänischer Sportler († 1941)
- 01. September: Ishibashi Ningetsu, japanischer Literaturkritiker und Schriftsteller († 1926)
- 06. September: Jacques Joseph, deutscher Chirurg, Pionier der Rhinoplastik († 1934)
- 08. September: Howard Sutherland, US-amerikanischer Politiker († 1950)
- 11. September: Wilford Bacon Hoggatt, US-amerikanischer Politiker († 1938)
- 11. September: Rainis, lettischer Schriftsteller, Politiker und Journalist († 1929)
- 12. September: Sophus Claussen, dänischer Schriftsteller († 1931)
- 13. September: Hans Christoffel, Schweizer Söldner und niederländischer Offizier († 1962)
- 19. September: Oskar Dressel, deutscher Chemiker († 1941)
- 19. September: Maria Gleiss, deutsche Ärztin († 1940)
- 20. September: Lubor Niederle, tschechischer Archäologe, Anthropologe, Ethnograph und Historiker († 1944)
- 21. September: Georg Ludwig Rudolf Maercker, deutscher Generalmajor († 1924)
- 22. September: Jules Caffot, französischer Organist und Komponist († 1942)
- 23. September: Suzanne Valadon, französische Malerin († 1938)
- 26. September: Otto Tetens, deutscher Naturwissenschaftler († 1945)
- 27. September: Sigmund Herland, rumänischer Schachspieler und Schachkomponist († 1954)
- 27. September: Eligio Pometta, Schweizer Politiker und Heimatforscher († 1950)
- 28. September: Friedrich Wilhelm Kuhnert, deutscher Maler und Illustrator († 1926)
- 28. September: Amélie d’Orléans, Prinzessin von Frankreich und Königin von Portugal († 1951)
- 30. September: Joseph Gaudentius Anderson, US-amerikanischer Weihbischof († 1927)
- 30. September: Wilhelm Ruthe, deutscher Weinhändler († 1954)
- 30. September: Roland Scholl, Schweizer Chemiker († 1945)

### Oktober
- 01. Oktober: Paul Dukas, französischer Komponist († 1935)
- 03. Oktober: Margaret Stoddart, neuseeländische Malerin († 1934)
- 04. Oktober: Max Halbe, deutscher Schriftsteller und Dramatiker († 1944)
- 04. Oktober: Friedrich Lienhard, deutscher Schriftsteller († 1929)
- 06. Oktober: Marcus A. Coolidge, US-amerikanischer Politiker († 1947)
- 07. Oktober: Theodor Scheimpflug, österreichischer Fotopionier, Entdecker der fotografischen Regel († 1911)
- 10. Oktober: Rafael Merry del Val, spanischer römisch-katholischer Kardinal († 1930)
- 11. Oktober: Jovan Cvijić, serbischer Geograph, († 1927)
- 11. Oktober: Karl Gerold Goetz, Schweizer evangelischer Geistlicher und Hochschullehrer († 1944)
- 11. Oktober: Emma Graf, Schweizer Frauenrechtlerin († 1926)
- 11. Oktober: Jakob Hausheer, Schweizer evangelischer Theologe, Sprachwissenschaftler und Hochschullehrer († 1943)
- 11. Oktober: Hans E. Kinck, norwegischer Schriftsteller († 1926)
- 12. Oktober: Arthur Harden, britischer Biochemiker und Nobelpreisträger († 1940)
- 12. Oktober: Anton Kolm, österreichischer Filmpionier, Regisseur, Produzent († 1922)
- 14. Oktober: Paul Arndt, deutscher Archäologe († 1937)
- 14. Oktober: Felix Buttersack, deutscher Militärarzt und Schriftsteller († 1950)
- 14. Oktober: Edith Rebecca Saunders, britische Genetikerin († 1945)
- 15. Oktober: Walter Amelung, deutscher klassischer Archäologe († 1927)
- 16. Oktober: Frederick Rudolph Lambart, britischer Feldmarschall († 1946)
- 16. Oktober: Václav Laurin, tschechischer Mechaniker und Fabrikant († 1930)
- 17. Oktober: James Rudolph Garfield, US-amerikanischer Politiker († 1950)
- 18. Oktober: Karl Eugen Neumann, österreichischer Übersetzer der Reden des Buddha († 1915)
- 20. Oktober: Mackay Hugh Baillie Scott, britischer Architekt und Innenarchitekt († 1945)
- 22. Oktober: Otto Antoine, deutscher Werbegrafiker und Vedutenmaler († 1951)
- 24. Oktober: Edgar Herfurth, deutscher Zeitungsverleger († 1950)
- 25. Oktober: Walter Leistikow, deutscher Maler († 1908)

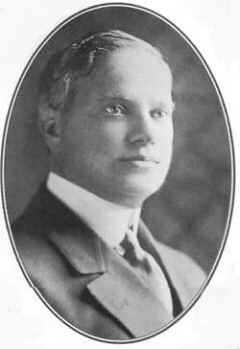
Benjamin Guggenheim

- 26. Oktober: Benjamin Guggenheim, US-amerikanischer Geschäftsmann († 1912)
- 28. Oktober: Sepp Innerkofler, Tiroler Bergführer und Gastwirt († 1915)
- 28. Oktober: Pierre Kunc, französischer Komponist und Organist († 1941)
- 28. Oktober: Jean Sigg, Schweizer Lehrer, Gewerkschafter und Politiker († 1922)
- 29. Oktober: Karl Bernhard Bamler, deutscher Meteorologe, Lehrer und Pionier des Freiballonfahrens († 1926)
- 31. Oktober: Wilfrid Michael Voynich, US-amerikanischer Büchersammler († 1930)

### November
- 01. November: Marie Feyler, Schweizer Ärztin und Frauenrechtlerin († 1947)
- 01. November: Sámuel Teleki, österreichisch-ungarischer Politiker († 1916)
- 02. November: Paul Olaf Bodding, norwegischer Missionar und Linguist († 1938)
- 02. November: Carl Grunert, deutscher Schriftsteller († 1918)

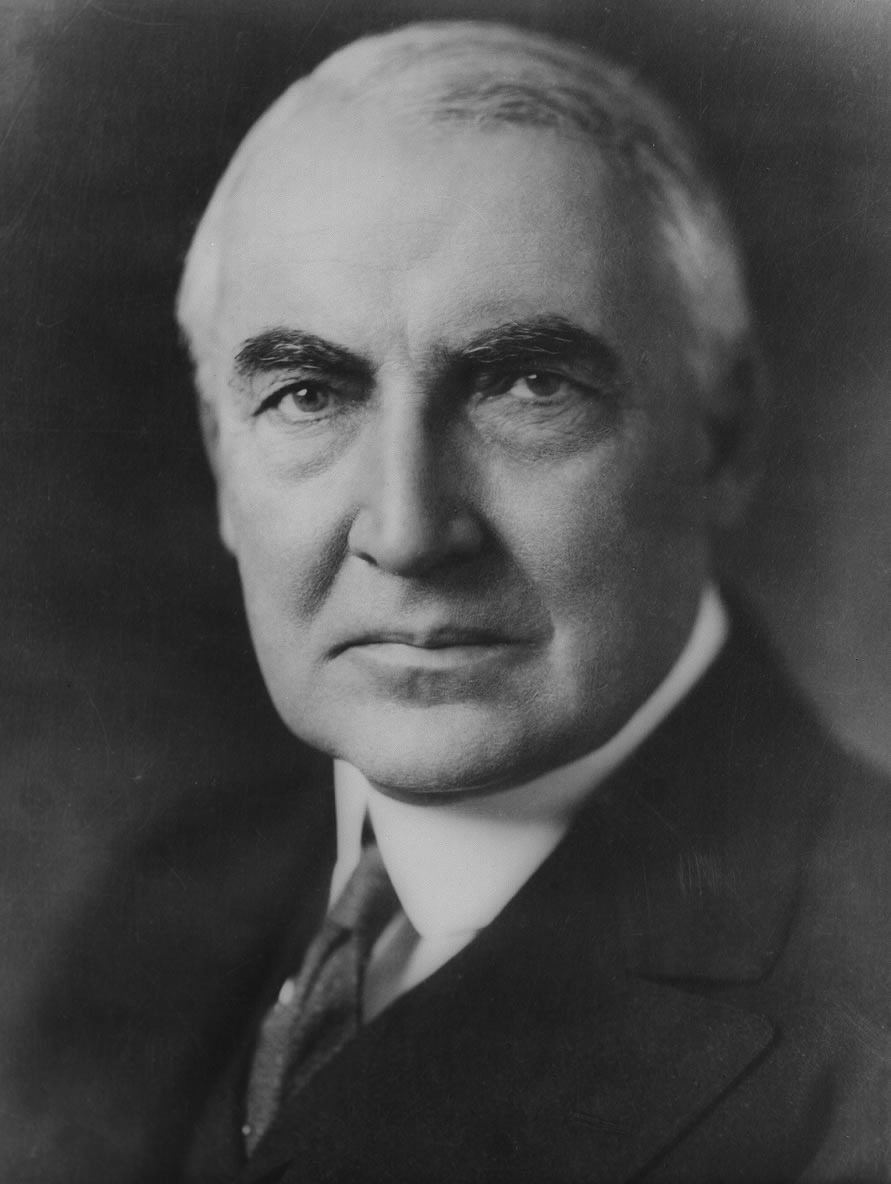
Warren G. Harding, 1920

- 02. November: Warren G. Harding, US-amerikanischer Politiker, Präsident der USA († 1923)
- 07. November: Dmitri Prjanischnikow, russisch-sowjetischer Agrarwissenschaftler († 1948)
- 07. November: Kosugi Tengai, japanischer Schriftsteller († 1952)
- 08. November: Henry L. Fuqua, US-amerikanischer Politiker († 1926)
- 12. November: Blanche Hoschedé, französische Malerin, Stieftochter Claude Monets († 1947)
- 19. November: Friedrich Schrader, deutscher Schriftsteller und Orientalist († 1922)
- 19. November: Otto Eckmann, deutscher Maler und Grafiker († 1902)
- 20. November: Berthe Weill, französische Kunsthändlerin und Galeristin († 1951)
- 21. November: Lettice Floyd, britische Suffragette und Friedensaktivistin († 1934)
- 21. November: Pierre-Barthélemy Gheusi, französischer Schriftsteller, Journalist und Theaterleiter († 1943)
- 22. November: Alfred Schuler, deutscher Mystiker († 1923)
- 24. November: Adolf Damaschke, deutscher Pädagoge, Führer der Bodenreformbewegung († 1935)
- 25. November: Kate Gleason, US-amerikanische Ingenieurin und Erfinderin des Fertighauses († 1933)
- 28. November: Hans Aronson, deutscher Kinderarzt und Bakteriologe († 1919)
- 29. November: Teresa Mañé Miravet, spanische Pädagogin, Verlegerin und Anarchistin († 1939)

### Dezember
- 01. Dezember: Friend Richardson, 25. Gouverneur von Kalifornien († 1943)
- 03. Dezember: Gustav Jenner, deutscher Komponist († 1920)
- 04. Dezember: Edith Cavell, britische Krankenschwester († 1915)
- 08. Dezember: Jacques Salomon Hadamard, französischer Mathematiker († 1963)
- 08. Dezember: Jean Sibelius, finnischer Komponist († 1957)
- 10. Dezember: René de Knyff, französischer Automobilrennfahrer und Vorsitzender der Motorsportvereinigung CSI († 1955)
- 11. Dezember: Édouard LeBel, kanadischer Sänger († 1939)
- 11. Dezember: Carl Georg Schillings, deutscher Fotograf († 1921)
- 17. Dezember: Paul Oskar Höcker, deutscher Redakteur und Schriftsteller († 1944)
- 19. Dezember: Hermann Hirt, deutscher Indogermanist († 1936)
- 20. Dezember: Heinrich Friedrich Wilhelm Arning, deutscher Mediziner, Kolonialpolitiker und Politiker († 1943)
- 21. Dezember: Nina Boyle, britische Autorin, Journalistin, Suffragette, Frauenrechtsaktivistin und Sozialarbeiterin († 1943)
- 21. Dezember: Georg Deycke, deutscher Arzt († 1938)
- 22. Dezember: Frank Merriam, 28. Gouverneur von Kalifornien († 1955)
- 23. Dezember: Joseph E. Atkinson, kanadischer Zeitungsverleger und Aktivist († 1948)
- 23. Dezember: Albrecht von Württemberg, deutscher Adliger († 1939)
- 24. Dezember: Amalie Maria, Gräfin von Württemberg († 1912)
- 26. Dezember: Ludwig Ascher, deutscher Sozialhygieniker († 1942)
- 28. Dezember: Félix Vallotton, Schweizer, später französischer Maler, Holzstecher und Schriftsteller († 1925)

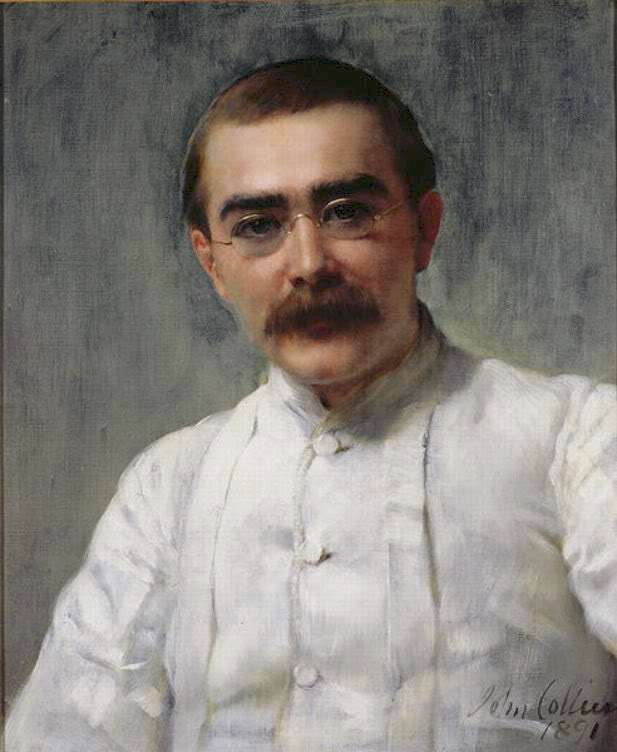
Rudyard Kipling

- 30. Dezember: Rudyard Kipling, britischer Schriftsteller und Nobelpreisträger († 1936)
- 31. Dezember: Ferdinand Noack, deutscher Archäologe († 1931)

### Genaues Geburtsdatum unbekannt
- Arnulfo Arroyo Romero, mexikanischer Anarchist († 1897)
- Abdülhakim Arvâsi, kurdischer Rechtsgelehrter († 1943)
- Jewgeni Franzewitsch Bauer, russischer Filmregisseur († 1917)
- Wilhelm Bauer, deutscher oder österreichischer Automobilrennfahrer († 1900)
- Aghavni-Zabel Binemeciyan, armenische Schauspielerin († 1915)
- Percival J. Illsley, kanadischer Komponist, Organist, Chorleiter und Musikpädagoge († 1924)
- Mary McCrossan, britische Malerin († 1934)
- Scheich Said, kurdisch-islamischer Führer († 1925)
- Koharik Schirinian, armenische Schauspielerin († 1935)
- Gustav Sievers, deutscher psychiatrieerfahrener Künstler († 1941)
- Mahmud Tarzi, afghanischer Intellektueller († 1933)

## Gestorben

### Januar bis März
- 02. Januar: Gustaw Olizar, Adelsmarschall von Kiew, Schriftsteller und Eigentümer der Ortschaft Korestyszow in Wolhynien (* 1798)
- 03. Januar: Maria von Sachsen, Großherzogin der Toskana (* 1796)
- 04. Januar: Mary Baker, bekannt als Prinzessin Carabu, englische Hochstaplerin (* 1791)
- 09. Januar: William Tharp, US-amerikanischer Politiker (* 1803)
- 11. Jänner: Franz von Hartig, österreichischer Staatsmann und Publizist (* 1789)
- 13. Januar: Charles Monnard, Schweizer Historiker, Politiker, reformierter Pfarrer, Schriftsteller und Hochschullehrer (* 1790)
- 14. Januar: Marie-Anne Libert, belgische Mykologin (* 1782)
- 18. Januar: Magnus Jacob Crusenstolpe, schwedischer Adeliger, Publizist und Schriftsteller (* 1795)
- 19. Januar: Clementina Maude, Viscountess Hawarden, britische Adelige und Pionierin der Fotografie (* 1822)

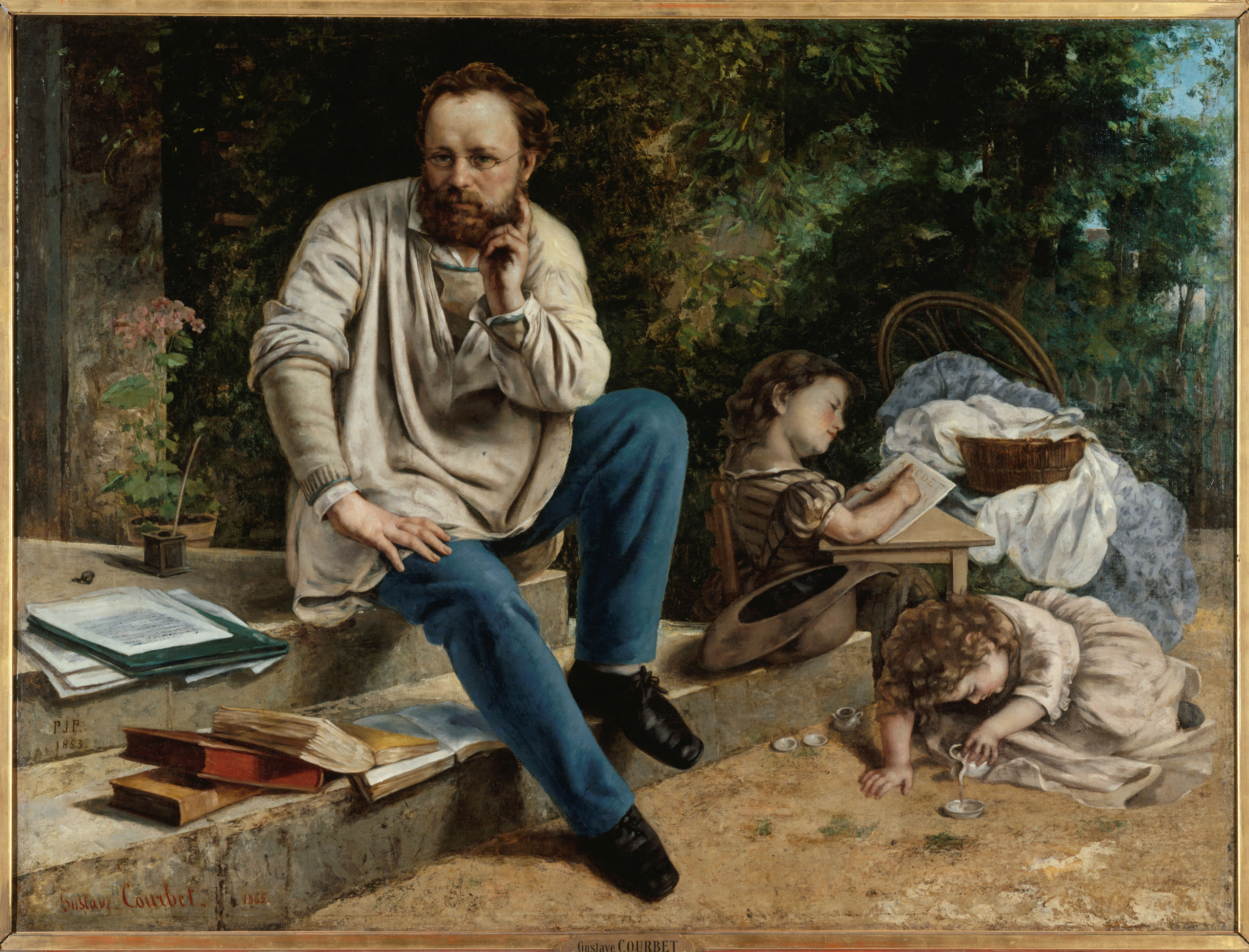
Pierre-Joseph Proudhon et ses enfants, Gemälde von Gustave Courbet, 1865

- 19. Januar: Pierre-Joseph Proudhon, französischer Ökonom, Soziologe und Anarchist (* 1809)
- 21. Januar: Johan Erik Lindh, schwedischer Maler (* 1793)
- 21. Januar: Xavier-Boniface Saintine, französischer Lustspiel-, Vaudeville- und Romanautor (* 1798)
- 24. Januar: Stephen Allen Benson, Präsident von Liberia (* 1816)
- 25. Januar: Karl Henrik Anckarswärd, schwedischer Oberst und Politiker (* 1782)
- 25. Jänner: Karl Thurwieser, österreichischer Meteorologe, Alpinist und Theologe (* 1789)
- 28. Januar: Felice Romani, italienischer Opernlibrettist (* 1788)
- 03. Februar: Eugène Devéria, französischer Maler (* 1805)
- 08. Februar: Jules de Joly, französischer Architekt (* 1788)
- 09. Februar: Julius Muhr, deutscher Maler (* 1819)
- 10. Februar: Emil Lenz, deutsch-baltischer Physiker (* 1804)
- 14. Februar: Thomas Holliday Hicks, US-amerikanischer Politiker (* 1798)
- 15. Februar: Georg Landau, deutscher Archivar und Historiker (* 1807)
- 17. Februar: Juan José de Aycinena y Piñol, guatemaltekischer Geistlicher, Unternehmer und Politiker (* 1792)
- 20. Februar: Pierre-Louis Dietsch, französischer Dirigent, Chorleiter und Komponist (* 1808)
- 21. Februar: Stapleton Cotton, 1. Viscount Combermere, britischer Feldmarschall (* 1773)
- 21. Februar: Constant Troyon, französischer Maler (* 1810)
- 25. Februar: Otto Ludwig, deutscher Schriftsteller (* 1813)
- 27. Februar: Miklós Jósika, ungarischer Romanschriftsteller (* 1794)
- 01. März: Anna Pawlowna, Königin der Niederlande (* 1795)
- 01. März: William Cannon, US-amerikanischer Politiker (* 1809)
- 01. März: Madison Perry, US-amerikanischer Politiker (* 1814)
- 06. März: August Viereck, deutscher Porträtmaler (* 1825)
- 08. März: Albertus Gerardus Bilders, niederländischer Maler und Kunstsammler (* 1838)
- 12. März: Jakob Adam, Schweizer Politiker und Jurist (* 1797)
- 14. März: Wilhelm Theodor von Chézy, österreichischer Schriftsteller, Romancier, Übersetzer und Journalist (* 1806)
- 16. März: Gustav Kolb, deutscher Publizist und Redakteur (* 1798)

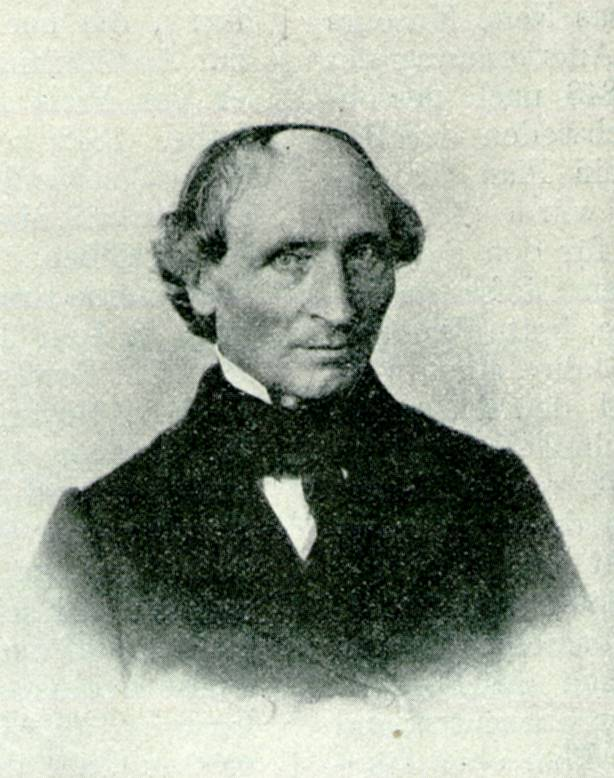
Friedrich August Stüler, 1863

- 18. März: Friedrich August Stüler, preußischer Architekt und Baumeister (* 1800)
- 23. März: Manuel Isidoro Belzu, Präsident von Bolivien (* 1808)
- 24. März: August Kiß, deutscher Bildhauer (* 1802)
- 26. März: Luise Henriette von Mangoldt, deutsche Pädagogin (* 1823)

### April bis Juni
- 01. April: Giuditta Pasta, italienische Opernsängerin (* 1797)
- 02. April: Ambrose Powell Hill, US-amerikanischer General (Konföderation) (* 1825)
- 02. April: Richard Cobden, englischer Unternehmer (* 1804)
- 05. April: Johann Nepomuk Kaňka, böhmischer Jurist und Komponist (* 1772)
- 06. April: Antonio Pinto Soares, Präsident von costa Rica (* 1780)
- 07. April: Hans Kaspar Grob, Schweizer evangelischer Geistlicher (* 1800)
- 07. April: Johann Gustav Heckscher, deutscher Jurist und Politiker (* 1797)
- 10. April: Franziska Sontag, deutsche Opernsängerin und Schauspielerin (* 1788)
- 11. April: Auguste Crelinger, deutsche Schauspielerin (* 1795)
- 12. April: Georg von Stockau, österreichischer Politiker und Gutsbesitzer (* 1806)
- 14. April: José Rafael Carrera Turcios, Präsident von Guatemala (* 1814)

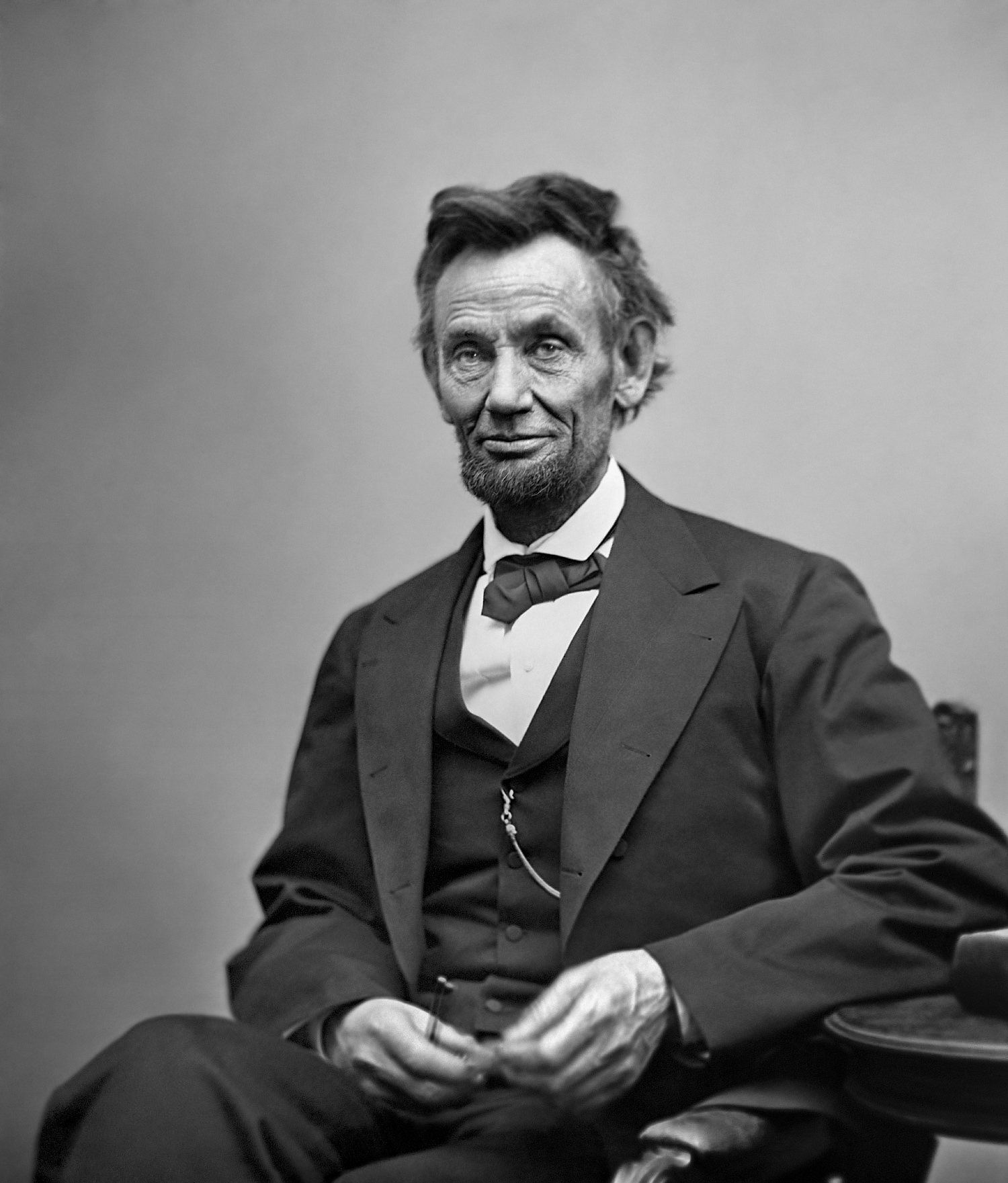
Abraham Lincoln, vier Tage vor dem Attentat, Photo: Alexander Gardner

- 15. April: Abraham Lincoln, Präsident der USA (* 1809)
- 16. April: Anna von Hessen-Darmstadt, Großherzogin von Mecklenburg-Schwerin (* 1843)
- 16. April: Alfredo Possolo Hogan, portugiesischer Schriftsteller und Dramatiker (* 1830)
- 17. April: Rudolf Wiegmann, deutscher Architekt (* 1804)
- 18. April: Léon Dufour, französischer Arzt und Naturforscher (* 1780)
- 21. April: Josef Navrátil, böhmischer Maler und Dekorateur (* 1798)
- 26. April: John Wilkes Booth, US-amerikanischer Schauspieler und Attentäter (* 1838)
- 28. April: Samuel Cunard, kanadischer Geschäftsmann und Reeder (* 1787)
- 30. April: Robert FitzRoy, britischer Marineoffizier, Meteorologe und Gouverneur von Neuseeland (* 1805)
- 01. Mai: Edwin Jesse De Haven, US-amerikanischer Polarforscher und Seefahrer (* 1816)
- 02. Mai: Karl Etzel, deutscher Eisenbahningenieur und Architekt (* 1812)
- 04. Mai: Christian Heinrich Grosch, dänisch-norwegischer Architekt (* 1801)
- 09. Mai: Heinrich Alwin Aschenborn, deutscher Jurist und Landrat (* 1816)
- 10. Mai: Eleonore de Ahna, deutsche Opernsängerin (* 1838)
- 10. Mai: William Armstrong, US-amerikanischer Politiker (* 1782)
- 11. Mai: Carl Högl, österreichischer Stadtbaumeister in Wien (* 1789)
- 15. Mai: Ignaz Beidtel, österreichischer Jurist (* 1783)
- 16. Mai: Johann Adam Oestreich, deutscher Orgelbauer (* 1776)
- 20. Mai: August Wilhelm von Neumann-Cosel, preußischer General der Infanterie und Chef des Militärkabinetts (* 1786)
- 20. Mai: William King Sebastian, US-amerikanischer Politiker (* 1812)
- 20. Mai: Franz Xaver Stadler, deutscher Kaufmann und Stifter (* 1789)
- 21. Mai: Jeremiah Clemens, US-amerikanischer Politiker (* 1814)
- 21. Mai: Christian Jürgensen Thomsen, dänischer Altertumsforscher (* 1788)

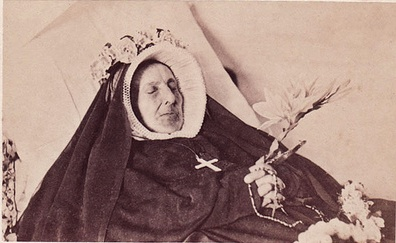
Magdalena Sophie Barat auf dem Sterbebett

- 25. Mai: Sophie Barat, französische Gründerin des katholischen Frauenordens der Sacré-Cœur-Schwestern (* 1779)
- 29. Mai: Bernard-Pierre Magnan, französischer General und Marschall von Frankreich (* 1791)
- 29. Mai: Heinrich von Rosenthal, deutscher Politiker (* 1808)
- 31. Mai: Oskar Pichler, deutscher Architekt (* 1826)
- Mai: Senggerinchin, mongolischer Prinz und Militärbefehlshaber der Qing-Dynastie (* 1811)
- 06. Juni: William Clark Quantrill, Partisanen-Führer im amerikanischen Sezessionskrieg (* 1837)
- 08. Juni: Joseph Paxton, britischer Gärtner, Eisenbahnunternehmer und Architekt (* 1803)
- 10. Juni: Ulrik Anton Motzfeldt, norwegischer Jurist und Politiker (* 1807)
- 14. Juni: Heinrich von der Mark, bayerischer Generalleutnant und Kriegsminister (* 1784)
- 15. Juni: Louis Leresche, Schweizer evangelischer Geistlicher (* 1796)
- 15. Juni: Pedro Ignacio Meza, Oberbefehlshaber der Kriegsmarine Paraguays (* 1813)
- 18. Juni: Antoine Joseph Wiertz, belgischer Maler, Zeichner und Kupferstecher (* 1806)
- 19. Juni: Evangelos Zappas, griechischer Kaufmann und Mäzen (* 1800)
- 20. Juni: Rudolf Gustav Puff, steirischer Dichter, Schriftsteller und Förderer der slowenischen Kultur (* 1808)
- 22. Juni: Ángel de Saavedra, spanischer Ministerpräsident, Schriftsteller und Diplomat (* 1791)

### Juli bis September
- 01. Juli: David Levy Elkan, deutscher Maler, Zeichner und Lithograf (* 1808)
- 03. Juli: John Hardy Steele, US-amerikanischer Politiker (* 1789)
- 07. Juli: George Atzerodt, deutsch-US-amerikanischer Verschwörer (* 1835)
- 07. Juli: David Herold, US-amerikanischer Verschwörer und Attentäter (* 1842)
- 07. Juli: Lewis Powell, US-amerikanischer Verschwörer und Attentäter auf William H. Seward (* 1844)
- 07. Juli: Mary Surratt, mögliche Mitverschwörerin beim Attentat auf Abraham Lincoln, erste Frau, die von einer amerikanischen Bundesbehörde hingerichtet wurde (* 1823)

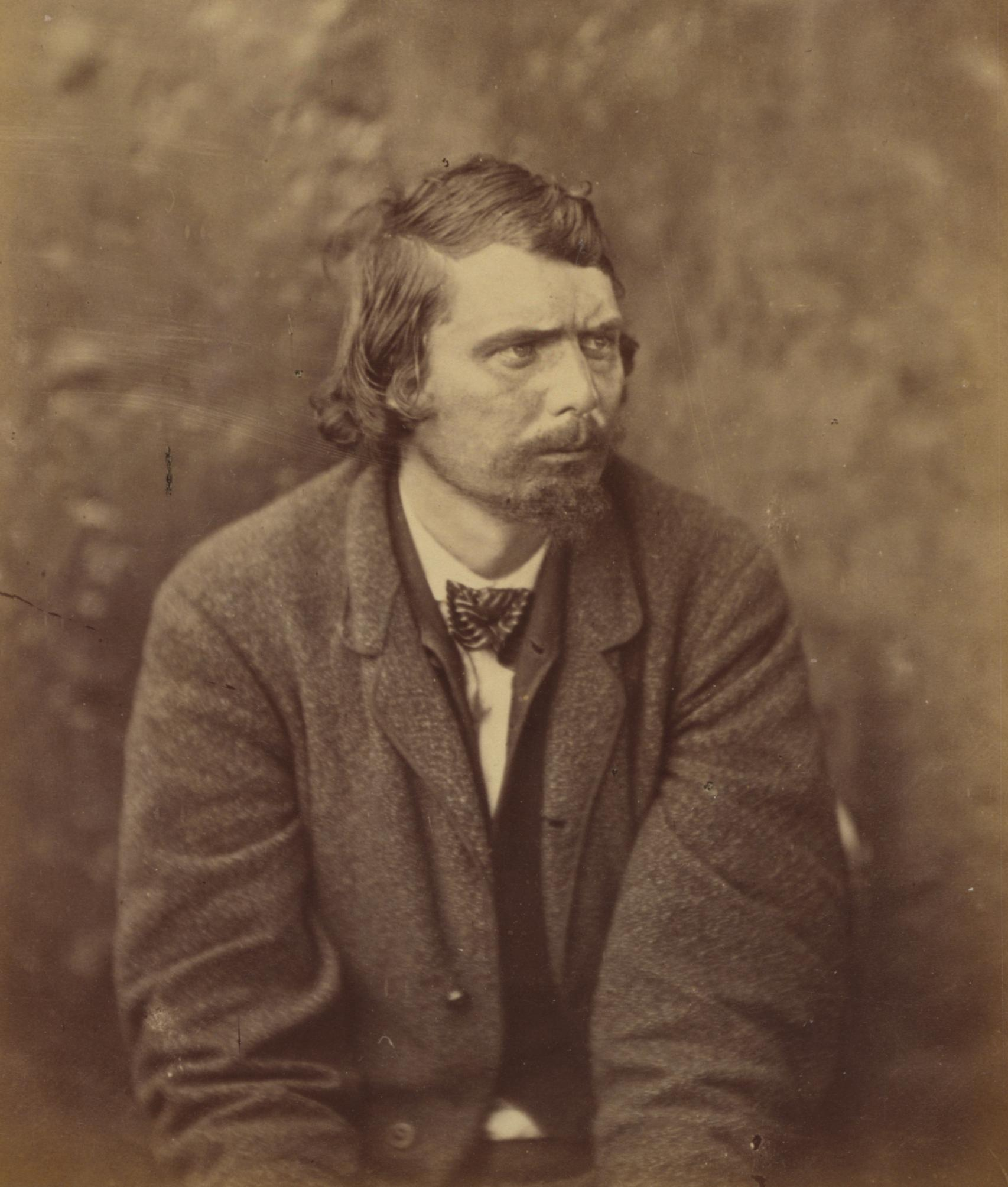
George Atzerodt 1865
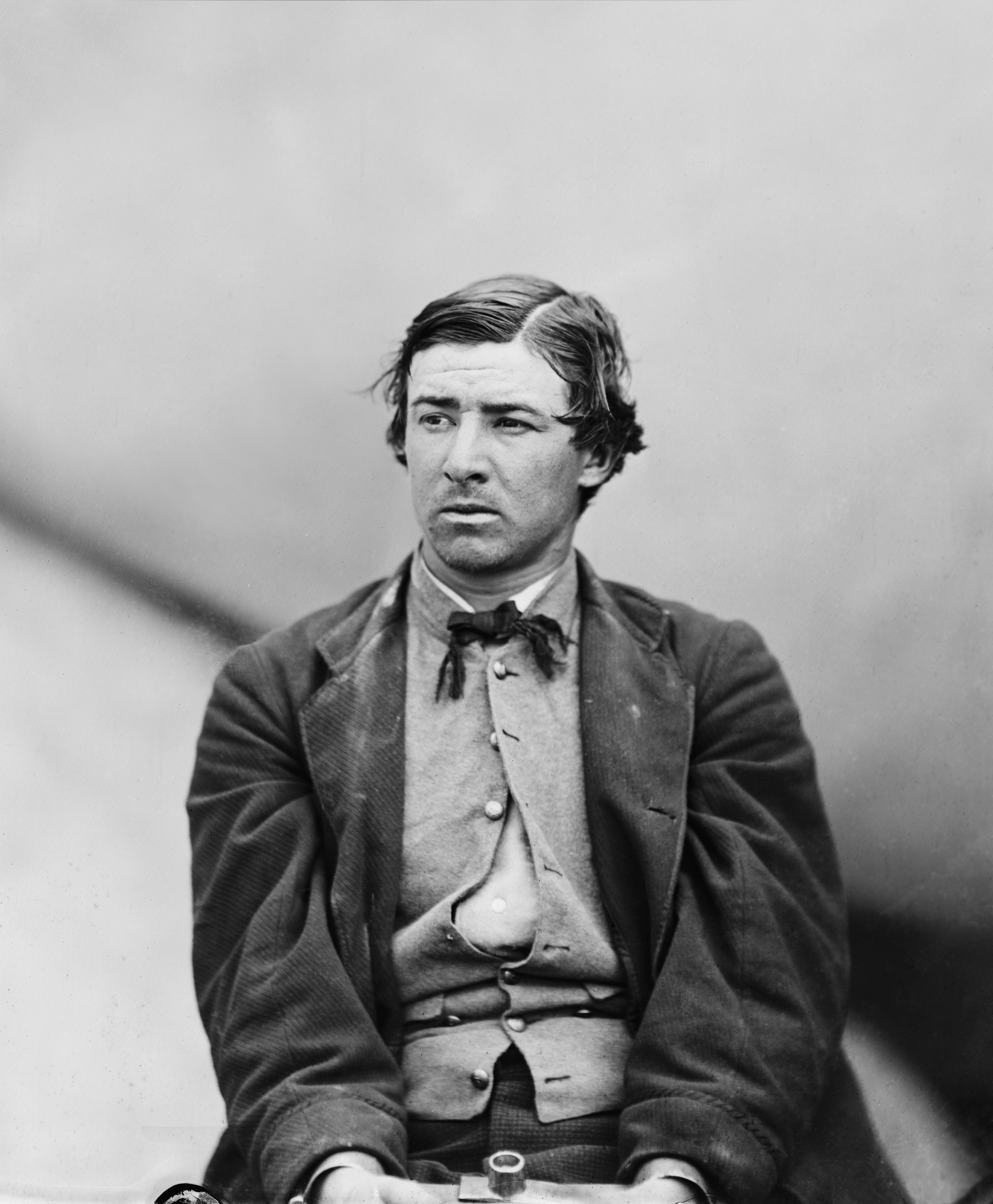
David Herold 1865
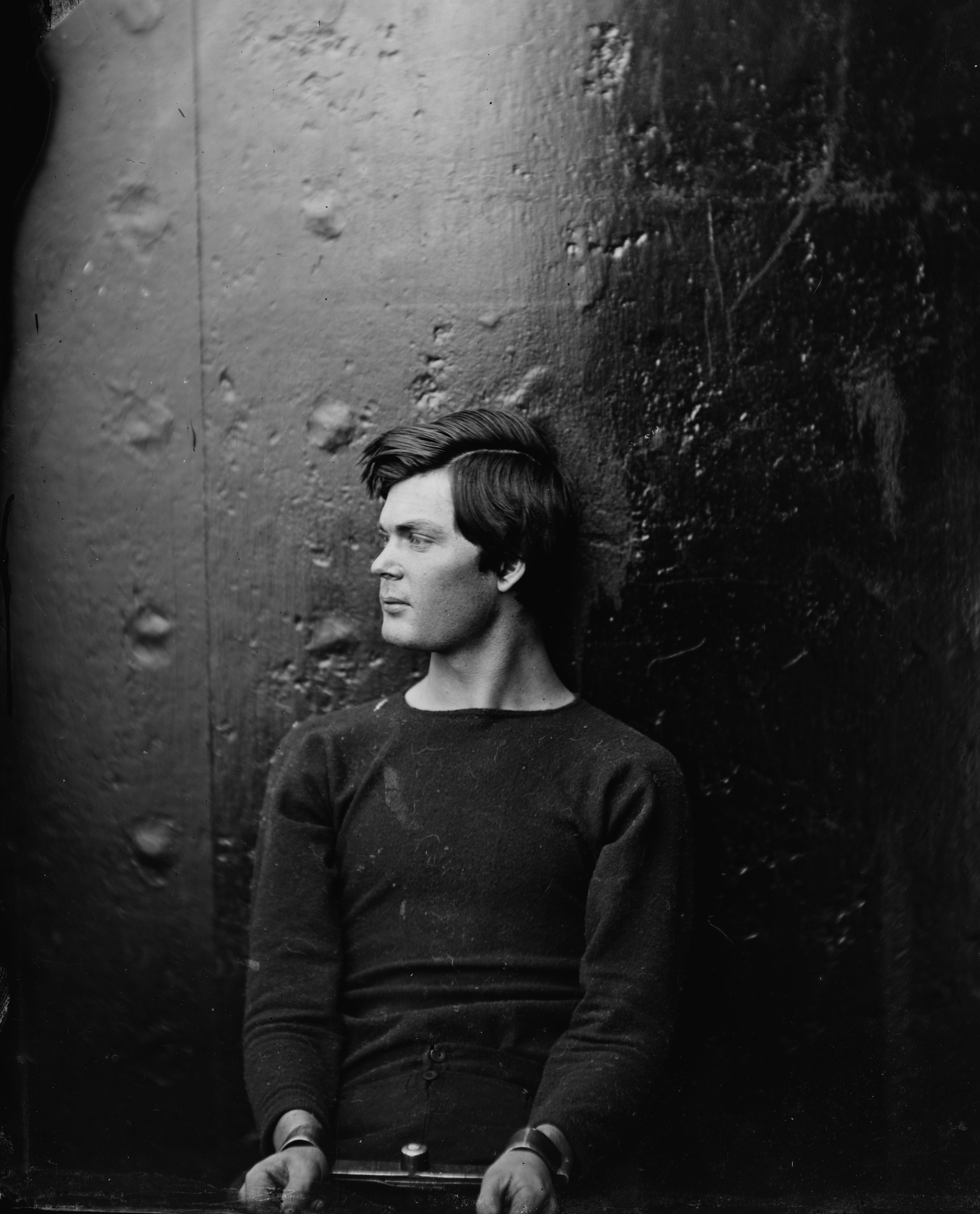
Lewis Powell 1865
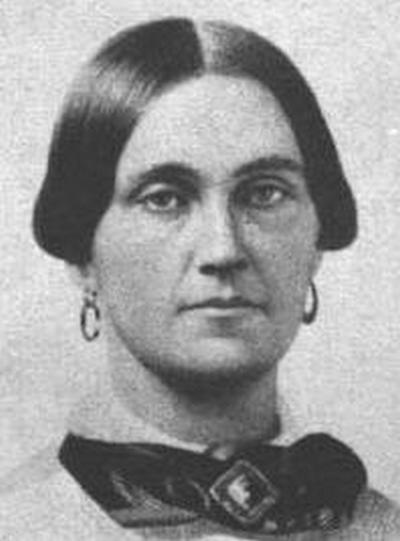
Mary Surratt

- 09. Juli: Carl Rahl, österreichischer Maler (* 1812)
- 11. Juli: Richard Hildreth, US-amerikanischer Jurist und Schriftsteller (* 1807)
- 11. Juli: John Wood Lewis, US-amerikanischer Politiker (* 1801)
- 11. Juli: Joseph Thamm, deutscher Illustrator, Maler und Autor (* 1804)
- 22. Juli: Vincenzo Antinori, italienischer Physiker (* 1792)
- 24. Juli: Jean-Louis Tulou, französischer Flötist und Komponist (* 1786)
- 01. August: Byron Diman, US-amerikanischer Politiker (* 1795)
- 02. August: Ventura de la Vega, spanisch-argentinischer Dramenautor und Librettist (* 1807)
- 04. August: William Edmonstoune Aytoun, schottischer Schriftsteller und Dichter (* 1813)
- 09. August: Johann Gualbert Raffalt, österreichischer Maler (* 1836)
- 12. August: Rudolf Mayer, böhmischer Dichter und Schriftsteller (* 1837)
- 13. August: Francisco de Paula de Borbón, Infant von Spanien (* 1794)
- 13. August: Fitz Hugh Lane, US-amerikanischer Maler und Lithograf (* 1804)
- 13. August: Ignaz Semmelweis, österreichischer Arzt und Hygieniker (* 1818)
- 13. August: Wilhelm Kiesewetter, deutscher Maler und Ethnograph (* 1811)
- 13. August: Wilhelm Wolfsohn, russisch-deutscher Journalist, Dramendichter und Übersetzer (* 1820)
- 17. August: Heinrich Anz, deutscher Beamter und Politiker (* 1797)
- 17. August: Johann Nepomuk von Poißl, deutscher Komponist und Intendant (* 1783)
- 18. August: Alexandros Mavrokordatos, griechischer Politiker (* 1791)
- 20. August: Andrei Iwanowitsch Stackenschneider, russischer Architekt (* 1802)
- 21. August: Johann Franz Ahn, deutscher Lehrer (* 1796)
- 23. August: Ernst Schalck, deutscher Maler, Zeichner und Karikaturist (* 1827)
- 23. August: Friedrich Specht, deutscher Orgelbauer (* 1808)
- 23. August: Ferdinand Georg Waldmüller, österreichischer Maler und Kunstschriftsteller (* 1793)
- 24. August: Friedrich Brockhaus, deutscher Buchhändler und Verleger (* 1800)
- 26. August: Johann Franz Encke, deutscher Astronom (* 1791)
- 27. August: Thomas Chandler Haliburton, kanadischer Schriftsteller (* 1796)
- 29. August: Gerardo Barrios, Präsident von El Salvador (* 1813)
- 29. August: John Brough, US-amerikanischer Politiker (* 1811)
- 29. August: Gustav Harkort, deutscher Unternehmer, Bankier und Eisenbahnpionier (* 1795)

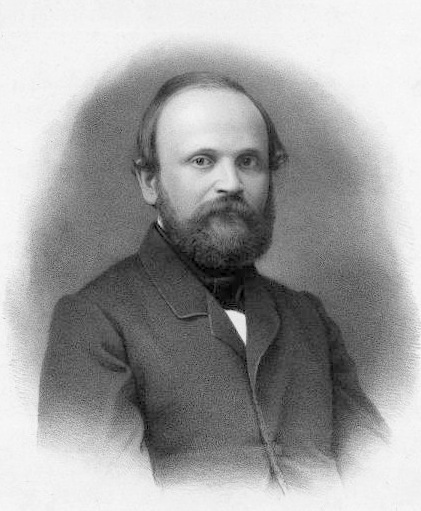
Robert Remak

- 29. August: Robert Remak, deutscher Arzt (* 1815)
- 31. August: Moritz von Stubenrauch, österreichischer Jurist (* 1811)
- 02. September: William Rowan Hamilton, irisch-englischer Mathematiker und Physiker (* 1805)
- 02. September: William Medill, US-amerikanischer Politiker (* 1802)
- 06. September: Friedrich Bach, österreichischer Dichter und Mediziner (* 1817)
- 08. September: John Page, US-amerikanischer Politiker (* 1787)
- 13. September: Johann Hoffmann, österreichischer Sänger und Theaterdirektor (* 1803)
- 25. September: Andrés de Santa Cruz, bolivianischer General, Präsident von Peru und Präsident von Bolivien (* 1792)
- 27. September: William J. Duane, US-amerikanischer Politiker und ehemaliger Finanzminister (* 1780)
- 28. September: Carl Alexander Heideloff, deutscher Architekt und Denkmalpfleger (* 1789)
- 29. September: Hermann Heidel, deutscher Bildhauer (* 1811)
- 30. September: Johann Jakob Frey, Schweizer Landschaftsmaler (* 1813)
- 30. September: François-Joseph Heim, französischer Maler (* 1787)
- 30. September: Samuel David Luzzatto, italienisch-jüdischer Gelehrter, Dichter und Aufklärer (* 1800)

### Oktober bis Dezember

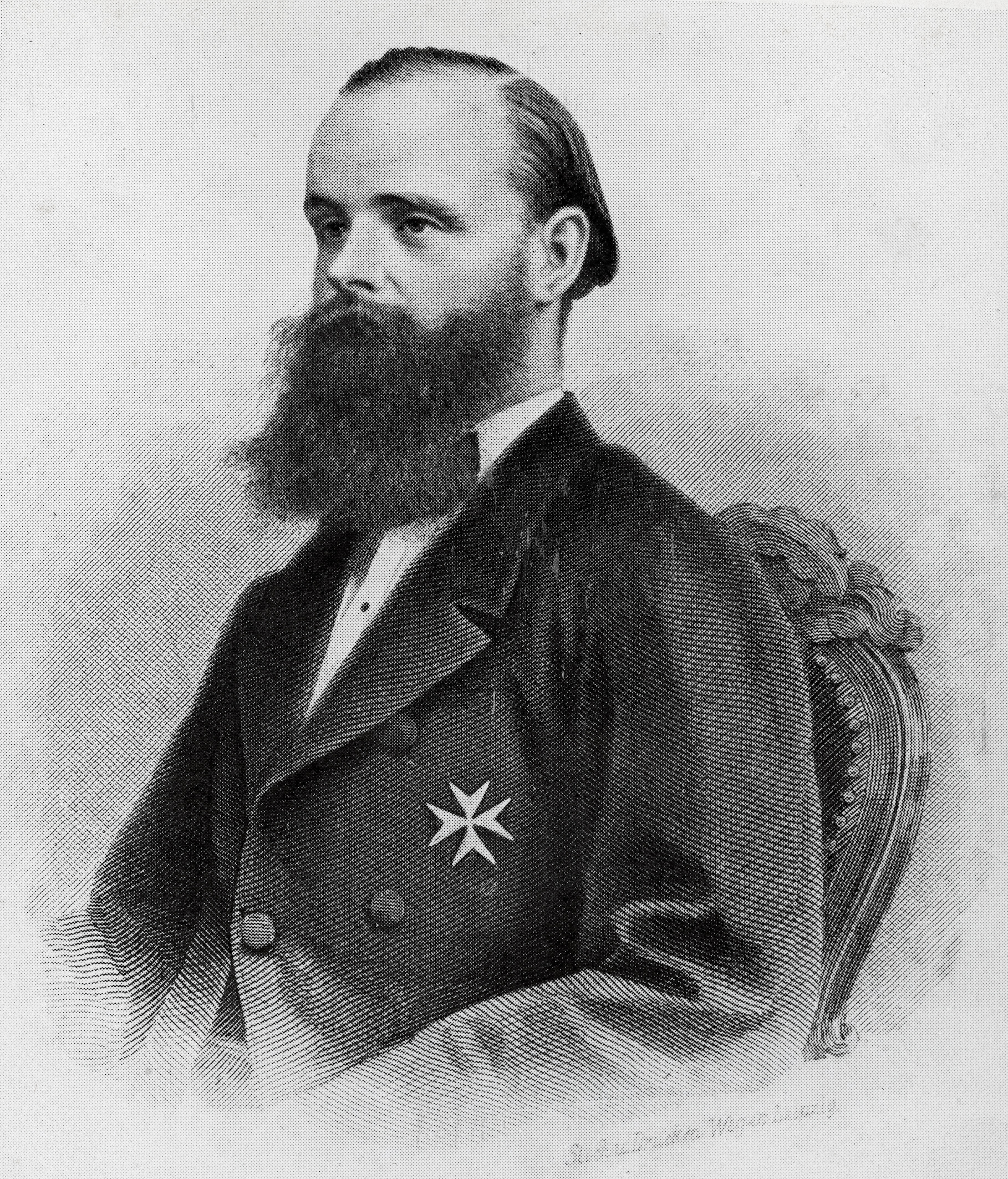
Karl Klaus von der Decken

- 02. Oktober: Karl Klaus von der Decken, deutscher Entdecker und Afrikareisender (* 1833)
- 05. Oktober: Carl August Gadegast, Landwirt und Pionier der Merinoschafzucht in Deutschland (* 1791)
- 06. Oktober: Joseph Simon Volmar, Schweizer Maler, Bildhauer, Lithograf und Kunstlehrer (* 1796)
- 08. Oktober: Heinrich Wilhelm Ernst, mährischer Violinist und Komponist (* 1814)
- 08. Oktober: Heinrich Lengerich, deutscher Maler (* 1790)
- 08. Oktober: Joaquín Francisco Pacheco, spanischer Jurist, Schriftsteller und Politiker (* 1808)
- 11. Oktober: Christopher Hodgson, englischer Entdeckungsreisender, Schriftsteller und Diplomat (* 1821)
- 12. Oktober: Samuel Marot, deutscher evangelischer Theologe (* 1770)
- 12. Oktober: William Vincent Wallace, englischer Komponist und Musiker (* 1812)
- 13. Oktober: Petro Hulak-Artemowskyj, ukrainischer Schriftsteller und Übersetzer (* 1790)
- 14. Oktober: Georg Hurtzig, deutscher Bildhauer, Vergolder und Lehrer (* 1812)
- 14. Oktober: Cyprian Friedrich Marianne Romberg, deutscher Cellist (* 1807)
- 18. Oktober: Henry John Temple, 3. Viscount Palmerston, britischer Politiker (* 1784)
- 19. Oktober: Wilhelm August Ackermann, deutscher Pädagoge, Bibliothekar und Kunsthistoriker (* 1793)
- 20. Oktober: Charles Dupeuty, französischer Dramatiker und Librettist (* 1798)
- 21. Oktober: Constant Dutilleux, französischer Maler, Graphiker und Graveur (* 1807)
- 22. Oktober: Matthias Johannes Franciscus Aulike, preußischer Beamter und Politiker (* 1807)
- 23. Oktober: George William Gordon, jamaikanischer Sklave und Politiker (* um 1820)
- 30. Oktober: Martin Bossange, französischer Buchhändler (* 1766)
- 04. November: Hines Holt, US-amerikanischer Politiker (* 1805)
- 05. November: Friedrich Karl Ens, deutscher Porzellanmaler (* 1802)
- 07. November: Mélesville, französischer Dramatiker und Jurist (* 1787)
- 08. November: Moritz Müller, deutscher Maler (* 1807)
- 08. November: Tom Sayers, englischer Boxer in der Bare-knuckle-Ära (* 1826)
- 15. November: Friedrich Theodor Schubert, russischer Offizier und Geodät (* 1789)
- 16. November: Horatio Thomas Austin, britischer Vizeadmiral (* 1801)
- 12. November: Elizabeth Gaskell, britische Schriftstellerin (* 1810)
- 12. November: Preston King, US-amerikanischer Politiker (* 1806)
- 18. November: Louis Brandt, deutscher Opernsänger und Schauspieler
- 19. November: Cesare Badiali, italienischer Opernsänger (* 1805)
- 20. November: Johanne Amalie von Elterlein, deutsche Heimatlieddichterin (* 1784)
- 21. November: Joseph Laské, Mainzer Architekt und Dombaumeister (* 1816)
- 23. November: Josef Leopold Zvonař, tschechischer Komponist (* 1824)

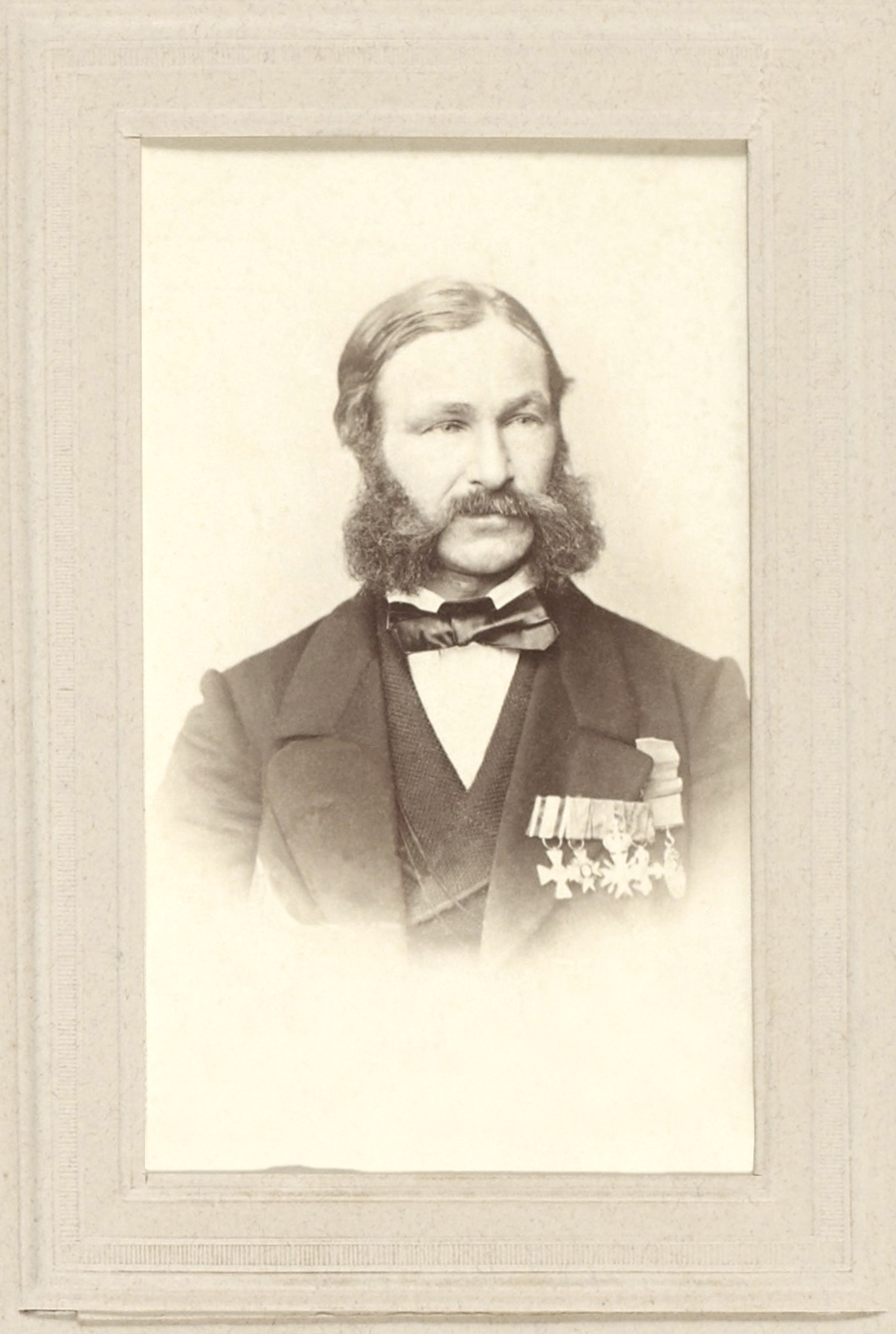
Heinrich Barth

- 25. November: Heinrich Barth, deutscher Afrikaforscher (* 1821)
- 25. November: Andreas Nikolai de Saint-Aubain, dänischer Schriftsteller (* 1798)
- 28. November: Johann Martin Lappenberg, deutscher Historiker (* 1794)
- 29. November: Isaac van Amburgh, US-amerikanischer Dompteur (* 1808)
- 01. Dezember: Abraham Emanuel Fröhlich, Schweizer reformierter Theologe und Schriftsteller (* 1796)
- 02. Dezember: Faisal ibn Turki Al Saud, Imam der Wahhabiten (* 1788)
- 03. Dezember: Joseph Marie Quérard, französischer Bibliograph (* 1797)

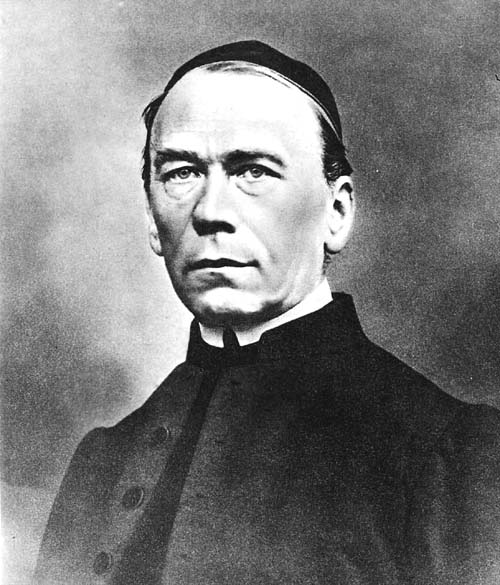
Adolph Kolping

- 04. Dezember: Adolph Kolping, deutscher katholischer Priester (* 1813)
- 05. Dezember: Carl Albert Leopold von Stengel, bayerischer Jurist und Verwaltungsbeamter (* 1784)
- 06. Dezember: Sebastián de Yradier, spanisch-baskischer Komponist (* 1809)
- 07. Dezember: Antonio Fontana, Schweizer römisch-katholischer Geistlicher und Pädagoge (* 1784)
- 08. Dezember: Vinzenz Rosenzweig von Schwannau, österreichischer Diplomat und Orientalist, Übersetzer orientalischer Literatur (* 1791)
- 09. Dezember: Auguste Stourm, französischer Politiker, Generaldirektor der Post (* 1797)
- 10. Dezember: Louis Adrien Huart, französischer Journalist, Schriftsteller und Theaterdirektor (* 1813)

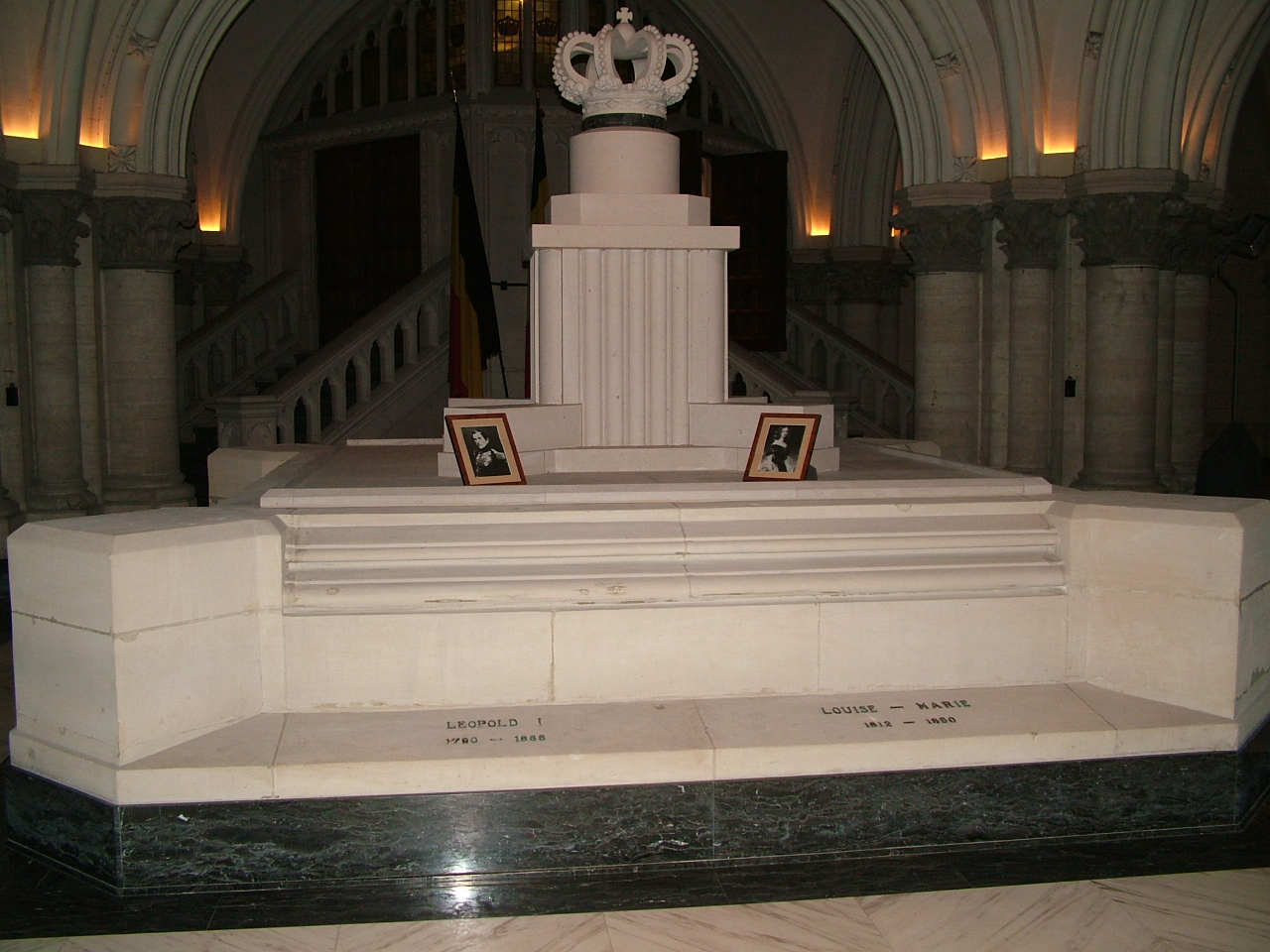
Grabstätte König Leopolds I.

- 10. Dezember: Leopold I., König der Belgier (* 1790)
- 10. Dezember: Sergei Grigorjewitsch Wolkonski, russischer Fürst und Dekabrist (* 1788)
- 16. Dezember: Philip Allen, US-amerikanischer Politiker (* 1785)
- 18. Dezember: Thomas Corwin, US-amerikanischer Politiker (* 1794)
- 18. Dezember: Francisco Manuel da Silva, brasilianischer Komponist (* 1795)
- 20. Dezember: Christian Blattl der Jüngere, österreichischer Bauer und Volkslieddichter (* 1805)
- 24. Dezember: Paula Elisabeth Cerioli, italienische Ordensgründerin (* 1816)
- 24. Dezember: Charles Lock Eastlake der Ältere, englischer Maler und Kunstgelehrter (* 1793)
- 29. Dezember: Heinrich Johann Immanuel Anschütz, deutsch-österreichischer Schauspieler (* 1785)
- 31. Dezember: Fredrika Bremer, schwedische Schriftstellerin und Führerin der Frauenbewegung (* 1801)
- 31. Dezember: Anton Grünn, österreichischer Stadtbaumeister (* 1787)

### Genaues Todesdatum unbekannt
- Pierre-Auguste-Louis Blondeau, französischer Komponist und Musikwissenschaftler (* 1784)
- Claude Montal, französischer Klavierbauer (* 1800)